# Liste der Straßenbrunnen im Berliner Bezirk Reinickendorf
Die Liste der Straßenbrunnen im Berliner Bezirk Reinickendorf ist eine Übersicht der aktuell existierenden Brunnen in den Ortsteilen des Bezirks.
Die Elemente der Liste wurden in der Funktion als Stadtmöbel beschrieben. Hier nicht aufgeführt sind die Schmuck- und Springbrunnen sowie die Trinkbrunnen im Bezirk, die ein eigenes Lemma haben.

## Überblick
Nach Angaben aus dem Bezirksamt auf eine schriftliche Anfrage für die Stadtverordneten vom Februar 2017 existieren 165 Notwasserpumpen im Bezirk, für 2005 wurden 183 angegeben. Nach der Drucksache 17/15418 gibt es im Bezirk 146 Landesbrunnen, zuzüglich der Bundesbrunnen. Mit Stand 1998 wurden 166 genannt. Typisch für die Trinkwasser-Hinweise im Bezirk sind A4-große Schilder oberhalb des Austrittsrohrs. Auf diesen wird auf das Verbot des Autowaschens an diesen Wasserspendern hingewiesen. Die möglichst ständige Wasserentnahme ist erwünscht. Jedoch besteht beim Waschen von Autos im Straßenraum die Gefahr, dass mit dem abfließenden Wasser Schadstoffe ins Grundwasser oder in die Straßenentwässerung gelangen könnten. So erklären sich die Verbotsschilder. Aufkleber und Schilder – ausschließlich in deutscher Sprache – markieren an vielen Brunnen Kein Trinkwasser, amtlich sind für Reinickendorf 87 als für Trinkwasser ungeeignet gekennzeichnet.
Die Liste der Notwasserbrunnen enthält vorgefundene Standorte und Brunnenkörper. Grundlage war das 2007 begonnene Projekt „Berliner Plumpen“ in OpenStreetMap, ergänzt durch eine Liste von Landesbrunnen aus dem Jahre 2015 und es wurden bei Begehungen vor Ort gesichtete Anlagen aufgenommen. Einige der im Bezirk vorhandenen Schliephackepumpen waren in den 2010er Jahren bereits durch andere Brunnensäulen ersetzt: Ein Vergleich aktuell (Stand: 2019) ermittelter Brunnen zu älteren Ansichten aus dem Jahr 2008 wurden durch Nutzung von Street View möglich. Für ergänzende Angaben wurde das amtliche Kartenwerk „Stadtplan von Berlin“ im Maßstab 1:4.000 genutzt.
2015 waren nach Amtsangabe 43 Notbrunnen mit dem Schild „Kein Trinkwasser“ markiert. Charakteristisch für den Bezirk sind die „Autowaschen verboten-Schilder“ in A4-Größe. Da an zwei Brunnen (2019) das Wasseraustrittsrohr angerissen war, ist ersichtlich, warum an vielen (zumal an neu aufgestellten) Brunnen notwendiger Standorte hüfthohe Poller und Pfosten stehen, als Schutz gegen das Anfahren durch Fahrzeuge, die am Straßenrand geparkt werden.
Die vierteiligen Brunnenkörper, die (wohl) typisch für Reinickendorf sind und stärker als in anderen Bezirken verbreitet. Sie bestehen aus dem Basisrohr (Ständer), das mit dem Sockelrohr verschraubt ist. An einem angefügten Aufsatzrohr ist der Wasseraustritt angeschweißt. Über ein Zwischenrohr für das Kolbengestänge ist die obere „Zylinderkappe“ aufgesetzt, an deren seitlichen Ansatzstück der Pumpenschwengel eingehängt ist. Der Anschluss vom Schwengelhaken ist (verdeckt) mit dem Kolbengestänge verbunden. Diese vier Rohrabschnitte sind mit Aufwulstungen fest zusammengefügt, die Kappe mit dem Schwengelansatz ist auf dem aufgekröpften Zwischenrohr aufgepresst. Am Handgriff des Schwengels erleichtern Kugeln den Pumpschwung. Vorrangig in Tegel stehen Brunnenkörper der Metallbaufirma „Freyer & Sohn“ aus dem Rohr mit Austritt auf dem Quell-Sockel und einem aufgebrachten Schwengelaufsatz. Von den 176 Brunnen der Liste sind sechs abgebaut, in Lübars steht ein alter Brunnen im Straßenbereich und in Alt-Wittenau ein Schmuckbrunnen auf einem Hof an der Kirche. Nach der Form stehen (2019) im Bezirk:
- 81 der für Reinickendorf typischen viergliedrigen Säulen. Auffällig ist hierbei, dass zwischen dem Unterteil (Ständer) und dem Zwischenteil noch ein getrennter Säuleneinsatz für den Wasseraustritt eingepasst ist. Dadurch ist der Wasserauslauf bei Beschädigungen leichter zu ersetzen. Der Kopfteil des Ständerkörpers hat einen etwas größeren Durchmesser als die drei Säulenteile. Im Kopfteil greift die Schwengelgabel in die Kolbenstange und überträgt die Hebelwirkung in den Hub des Kolbens.
- 55 FSH-Brunnen, die auf einem Ständer die aufgesetzte Säule mit Austritt und Gestänge besitzt und den Aufsatz an dem der Schwengelhaken (verdeckt) am Kolbengestänge greift. Diese Brunnen sind auch für tiefe Grundwassergebiete geeignet.
- 05 Schliephacke oder Rümmler-Brunnen, funktionale Brunnenkörper aus den 1960er Jahren. Sie wurden bei Ausfall der Funktion bereits mehrfach ersetzt.[7] In der Liste stehen sie mit der Markierung als Überbohrung.
- 06 Brunnen sind von der Firma Freyer & Sohn
- 04 Krausebrunnen aus den 1920er Jahren, teilweise sind sie im Brunnenkörper aufgearbeitet
- 08 Borsigbrunnen, in den 2010er Jahren eingeführte Sechskantsäulen (ebenfalls aus vier Teilgliedern zusammengesetzt). An einigen Standorten ersetzen diese bereits ausgefallene Brunnen, teilweise sind sie (wohl) an neu gebohrten (benachbarten) Standorten aufgestellt.

Angaben zu stillgelegten und zu Straßenbrunnen, die in den Jahren 2010–2015 neu errichtet oder wieder in Betrieb genommen wurden, waren (nach der Drucksache) für die Vorlage zur Abgeordneten-Drucksache Straßenbrunnen – ein Auslaufmodell? nicht rechtzeitig eingegangen. Die Grundwassersituation in Frohnau ist von den Binnendünen bestimmt die zum gespannten Hauptgrundwasserleiter führen. Die Tiefe der oberen Grundwasserführung (Flurabstand) ist an Brunnenstandorten bis zu 40 Meter, nach Süden durch Hermsdorf verringert sich der Abstand bis zu drei Meter. Die Tieflagen der geeigneten Grundwasserführung bei der vorsätzlichen Standortwahl bedingen ausreichende Pumpausstattungen für Quellbohrungen von 60 Metern. Für das Gebiet des Märkischen Viertels waren meist aus der zugrunde gelegten Karte der Flurabstände keine geeigneten Angaben zu entnehmen.

## Hinweise zur Liste der aufgefundenen Notwasserbrunnen
Entsprechend der Auskunft des Bezirksamtes Reinickendorf vom November 2019 stehen im Bezirk insgesamt 208 Brunnen, 2009 waren es 190. Für Trinkwasserzwecke nicht unmittelbar geeignet sind demnach 45 Standorte wegen chemischer und 16 wegen bakteriologischer Verunreinigungen. Für 2016 wurden aus dem Bezirksamt auf eine schriftliche Anfrage von 2017 156 funktionsfähige Brunnen genannt. Die folgende Liste (Stand 11/2019) enthält 176 Einträge, wobei sich elf auf abgebaute oder eingelagerte Straßenbrunnen bzw. Schmuckstraßenbrunnen beziehen. Bei einer angestrebten Anzahl von 1500 Einwohnern je Brunnen folgt aus der Einwohnerzahl (334.351) ein Bedarf von 173 Straßenbrunnen.
Für die Ortsteile des Bezirks werden Abkürzungen der LOR-Listen des Statistik-Amtes genutzt.
| - Reind = Reinickendorf - Tegel = Tegel - Wittn = Wittenau | - Heils = Heiligensee - Frohn = Frohnau - Waidm = Waidmannslust | - Konhö = Konradshöhe - Hermd = Hermsdorf - Lübar = Lübars | - Borwa = Borsigwalde - MärkV = Märkisches Viertel |

Die Liste ist nach Ortsteilen, Flurabstand des Grundwassers (im Jahr 2009) und Pumpenform sortierbar. Nicht näher erkennbare Grundstücksnummern sind in Klammern und teilweise mit vorgesetzten „#“ in der Adresse markiert. In der Beschreibung sind markante Umstände zusammengetragen und mit Fotografien ergänzt und zudem nach Ortsteil gegliedert auf Wikimedia-Commons anzusehen. Da durch unterschiedliche subjektive (Vandalismus) oder objektive Einflüsse (Versandung, Wasserqualität) der Betriebszustand veränderlich sein kann, ist jeweils eine individuelle, zeitnahe Begutachtung vor Ort nötig. Regelmäßige Benutzung ist ausdrücklich erwünscht.
In der Liste sind auch Landesbrunnen aufgeführt, die seit den 2010er Jahren aufgegeben wurden, üblicherweise werden solche Standorte verschlossen, die Brunnen abgebaut und eingelagert, falls sie nach Reparatur wieder verwendbar sind. Solche Standorte werden durch eine Überbohrung wieder nutzbar gemacht. Der Brunnen ist zunächst stillgelegt, wobei ungeklärt bleibt, ob ein Brunnen an gleicher Stelle oder in der Nähe neu erstellt wird. Der für einen überbohrten Straßenbrunnen angesetzte Finanzbedarf wird mit 28.000 Euro kalkuliert. Die Finanzierung des Neubaus von Straßenbrunnen ist eine Investitionsmaßnahme und müsste vom Bezirk aus der pauschalen Investitionszuweisung erfolgen, dem Bezirk für Tiefbauunterhaltung zugewiesen wurde. Für die 2020er Jahre hat der Bezirk bislang 17 solche Aufgaben neben der anstehenden Reparaturarbeit zu lösen.
Die Koordinaten von Standorten, die nicht genau markiert werden konnten, sind im Namen der Lage durch den Zusatz "?? " gekennzeichnet. Ursachen dafür kann das Fehlen eines aufgefundenen Brunnenständers, ein ansonsten stillgelegter Brunnen oder Unklarheiten bei der Zuordnung von Plätzen und Aufstellungen sein, wie beim Fehlen der blauen Quadrate im Geoportal „Befahrungsdaten 2014“ der durch den Senat veranlassten Straßenbefahrung zur Digitalisierung von Straßenmöbeln und -ausstattungen.

## Straßenbrunnen im Bezirk
| Ortsteil | Kennung     | Adresse Lage LOR/Kiez                                                   | Form                                | Flurabstand Jahr | Bild, Anmerkungen |
| -------- | ----------- | ----------------------------------------------------------------------- | ----------------------------------- | ---------------- | --- |
| Reind    | 001         | Auguste-Viktoria-Allee 58 Lage Klixstraße                               | Säule (vierteilig)                  | 2,5–3 m          | Der Brunnen (OSM-ID-3308240613) steht an der Südseite der Auguste-Viktoria-Allee zwischen Eichborndamm und Antonienstraße. Der Zustand ist ok. Auf dem Randstreifen des Gehwegs ist eine kleine Mulde im Tränkstein vorhanden, das abfließende Pumpwasser gelangt über den Bordstein in die Straßenentwässerung. Der Standort des Brunnens ist nach der Liste der Anfrage im Abgeordnetenhaus mit Auguste-Viktoria-Allee 58 (PLZ: 13403) notiert. Der Brunnen ist im Eigentum des Landes Berlin. |
| Reind    | 002         | Kögelstraße ggü. 17 Lage Teichstraße                                    | Säule (vierteilig)                  | 04–7 m           | Der Brunnen (OSM-ID-3308240586) steht an der Südseite vor dem Eckhaus der Ollenhauerstraße. Das Grundstück Kögelstraße 1/2 ist als Ollenhauerstraße 22/22a adressiert. Der Brunnenständer steht zwischen zwei Straßenpollern, die vor Anfahrunfällen schützen. Der Pumpablauf fällt in einen Trankstein mit ovaler Mulde, das Wasser fließt über die umgebende Pflasterfläche auf die Fahrbahn. Der Standort des Brunnens ist nach der Liste der Anfrage im Abgeordnetenhaus mit Kögelstraße 1/2 (PLZ: 13403) notiert. Der Brunnen ist im Eigentum des Landes Berlin. |
| Reind    | 003         | Blankestraße 19 Lage Teichstraße                                        | Sechskantsäule (Borsig)             | 04–7 m           | Einer der Reinickendorfer Brunnen ist nach der Liste mit „Blankestraße“ (PLZ: 13405) ohne Grundstücksangabe benannt. Diese Straße geht auf halbem Weg zwischen Kurt-Schumacher-Platz und Gottschalkstraße (je 100 m) nach Nordost von der Scharnweberstraße ab. Ein Brunnen steht auf dem Pflastermosaik am Bürgersteigrand neben der Einfahrt der Berliner Volksbank, die im Eckbau Blankestraße/Scharnweberstraße 14 ihre Filiale Kurt-Schumacher-Platz hat. Dem Brunnen gegenüber befindet sich eine Tankstelle an der Straßenecke (Scharnweberstraße 13, ~Blankestraße 1–3). Im Juli 2008 stand an dieser Stelle ein Rümmlerbrunnen, der in den 2010er durch eine Borsigsäule ersetzt wurde. Die beiden Schutzpfosten gegen Anfahren, das Pflastermosaik und auch der Muldenstein wurden dabei erhalten. Die Säule hat das Bezirkswappen und einen kegeligen Kopfabschluss. Der Standort des Brunnenfußes auf dem Sockelrohr befindet sich zu den Pfosten nach hinten versetzt auf dem geschotterten Gehsteigrand in der Baumreihe. Der Brunnen ist im Eigentum des Landes Berlin. |
| Reind    | 004         | Emmentaler Straße 12 Lage Schäfersee                                    | Rümmler                             | 02–2,5 m         | In Antwort-Liste von 2015 ist der „Brunnen Emmentaler Straße 32“ (PLZ: 13407) verzeichnet. Er steht 10 Meter in die Baseler Straße hinein vor der Rückwand des dortigen Netto-Supermarkts. Diese Kaufhalle und ihr Parkplatz liegen auf vormaliger Fläche der „Gartenkolonie Mariabrunn“, die hier (Grundstück Emmentaler Straße 12–38) bis 2002 noch Parzellen besaß. Dem funktionstüchtigem Rümmler-Brunnen gegenüber steht das Eckhaus Emmentaler Straße 10 (+Baseler Straße 59) bzw. nach Nord der Block Emmentaler Straße 21-25. Die Wohnlage zählt noch zur Weißen Stadt. Südlich der Wohnhäuser Emmentaler Straße (52–60) und Genfer Straße 39/41 steigt der Grundwasserspiegel auf KGA-Gelände bis auf einen Flurabstand weniger als 1⁄2 m. Der Gehsteig hinter der Kaufhalle ist unbefestigt, jedoch liegen bis zum Pflastermosaik um den Brunnenfuß um die Ecke Gehwegplatten, neben dem Brunnen an der Baseler Straße steht ein großer Straßenbaum. Direkt am Brunnenfuß liegt unterm Wasseraustritt ein Muldenstein, dessen Ablauf über den unbefestigten Boden zum Bordstein abführt. Der Brunnen ist im Eigentum des Landes Berlin. Für 2020 steht die Reparatur von Pumpwerk, Frosthahn und Ständerkörper an. |
| Wittn    | 005         | Thyssenstraße ggü. 1/5 Lage Wittenau Süd                                | FSH-L dreiteilige Säule             | 04–7 m           | Der Brunnen 5 im Bezirk Reinickendorf steht, wie in der Senatsliste angegeben vor dem Grundstück Thyssenstraße 2 (PLZ: 13407). Im Jahr 2008 stand an dieser Stelle noch eine ältere Brunnensäule mit vier verbundenen Rohrteilen (Ständer, Austritt, Mittelteil, Schwengeleinheit). Mit der Neubebauung um 1970 des Eckgrundstücks Roedernallee 170 und der angrenzenden Flächen mit Wohnblöcken lautet dessen Adresse Roedernallee 168–166, während Thyssenstraße 2 entfiel und der Block 12–4 in die Tiefe des Karrees steht. Dem Brunnen gegenüber steht seit ein Flachbau eines Autohändlers. Der Straßenlauf und die Südseite gehören zum Ortsteil Reinickendorf, während der Brunnen auf der Wittenauer Seite steht. Der Brunnenkörper ist ein FSH-Brunnen, wobei der Wasseraustritt an einer kurzen Hülse verschraubt ist. Der Standort liegt 40 m von der Roedernallee. Der Brunnenfuß steht auf einem Pflastermosaik, Austritt und Schwengel sind parallel zum Bordstein und der Brunnen steht zwischen zwei Prallpfosten. Für den Wasserablauf liegt unter dem Bogen eine Muldenplatte seitwärts und das Wasser fließt quer zum Fahrbahneinlass. Der Brunnen ist im Eigentum des Landes Berlin. |
| Hermd    | 006         | Hohenzollernstraße 13/Falkentaler Steig Lage Hermsdorf                  | Rümmler                             | Flurabstand      | Der Brunnen steht auf einem Pflastermosaik am Rasenstreifen des westlichen Gehwegs. Der Rümmlerbrunnen liegt mit dem Austritt zum Bordstein, er steht auf dem Rasenstreifen in der Baumflucht vor dem Eckgrundstück Falkentaler Steig 29, 15 Meter in die Hohenzollernstraße hinein. Der Brunnen ist im Eigentum des Landes Berlin. 2020 ist die Reparatur von Pumpwerk, Frosthahn, Ständerkörper angesetzt. |
| Hermd    | 007         | Waldseeweg 12 Lage Hermsdorf                                            | Säule (vierteilig)                  | 07–10 m          | Der Standort ist nach Liste mit „Brunnen Waldseeweg“ (PLZ: 13467) notiert. Er steht am östlichen Gehsteig vom Waldseeweg – 10 m nördlich der Olafstraße. Die Brunnensäule besitzt Schwengel und gegenüberliegendes Austrittsrohr parallel zum Bordstein. Am Fußflansch befindet sich der Zugang zum Frosthahn. Unter dem Austrittsbogen liegt seitwärts vom Brunnenfuß die Muldenplatte für den Ablauf – mit Rinne zum Straßenbaum. Der Säulenstand liegt auf einem Pflastermosaik. Der Schwengel mit Kugelgewicht am Handgriff ist mit einem Flacheisen angesetzt. Zum S-Bahnhof Hermsdorf sind es 200 m. Die Wohnhäuser um die Kreuzung wurden bereits vor 1930 erbaut. Der Brunnen ist im Eigentum des Landes Berlin. |
| Frohn    | 008         | Oranienburger Chaussee 68 Lage Frohnau                                  | Säule (vierteilig)                  | 20–30 m          | Der Standort des Brunnens ist auf die Anfrage im Abgeordnetenhaus mit Oranienburger Chaussee 8 (PLZ: 13465) notiert. Diese Stelle liegt im Winkel am östlichen Stadtrand Berlins und vor dem nordöstlichen Frohnauer Grundstück der Oranienburger Chaussee mit der Leipziger Straße, die bereits zu Glienicke/Nordbahn einer Brandenburger Gemeinde gehört. Über die Chaussee hinweg beginnt der Edelhoffdamm. Aus Mauerzeiten entstammt die schräge Nordwestecke, um einen Durchgang über das unbebaute Chausseegrundstück 22 entlang der Mauer zu schaffen. Ein Mauerteil auf Frohnauer Boden wurde als Gedenkstätte aufgestellt. Vor dem Mauerbau lag die Ecke des Grundstücks Edelhofdamm 71 direkt an der Landesgrenze. zwischen dessen Richtungsfahrbahnen der „Joseph Brix und Franz Genzmer Park“ liegt. An dieser Berliner Ecke verlief bis 1990 die Berliner Mauer. Diese Brunnensäule aus vier Abschnitte steht auf dem unbefestigten Randstreifen des östlichen Gehsteigs in einem kleinen Pflastermosaik. Der Brunnenfuß ist mit sechs Schrauben am Sockelrohr befestigt. Der Wasserablauf gelangt auf eine Platte mit ovaler Mulde. Der Brunnen ist im Eigentum des Landes Berlin. |
| Borwa    | 009         | Triftstraße vormals 50 Lage Borsigwalde                                 | Säule (vierteilig)                  | 03–4 m           | Der Standort ist auf der Liste von 2015 zur Anfrage im Abgeordnetenhaus mit „Brunnen Triftstraße (PLZ: 13509)“ notiert. Der Brunnenkörper steht am westlichen Bürgersteig der Triftstraße. Er steht dabei 30 m von der Straße Am Nordgraben vor dem südwestlichen Gebäudeteil des Gewerbe- und Bürogebäudes Holzhauser Straße 175/177. Der Nordgraben selbst ist 60 m nördlich überbrückt und gehört ebenso wie der Straßenlauf Am Nordgraben im Ortsteil Wittenau, die Entfernung zur Holzhauser Straße im Süden beträgt 90 m. Der Wasserablauf des Brunnens gelangt auf eine Platte mit ovaler Mulde. Der Austritt ist an einem Ring an der Säule angeschweißt. Das anliegende Bürohaus wurde Anfang der 1990er Jahre erbaut. Noch 1990 befand sich auf dem Dreieck Holzhauser / Triftstraße / Am Nordgraben eine Grünfläche mit der Adressierung Triftstraße 41/50 und Holzhauser Straße 175/191. Die Triftstraße selbst wurde in den 1970er Jahren zweibahnig ausgebaut, wobei die Holzhauser Straße nach Osten zu Am Nordgraben verschwenkt wurde. Der vorherige Lauf zielte in die Straße Am Rathauspark, zu dem wurde bei den Straßenbauarbeiten auch der geplante Straßenlauf westlich der Triftstraße ausgebaut. Der Brunnen ist im Eigentum des Landes Berlin. |
| Tegel    | 010         | Bernstorffstraße 13 Lage Alt-Tegel                                      | Freyer                              | 03–4 m           | Der intakte Straßenbrunnen steht an der Nordseite der Bernstorffstraße 20 m westlich der Buddestraße. Der Ablauf erfolgt in einen seitlich zum Brunnenständer liegenden Tränkstein und von da zur Fahrbahn, die Brunneneinheit steht zwischen Formsteinen am Randstreifen des Gehwegs. Zum Schutz gegen Auffahrunfälle stehen an beiden Seiten ebenfalls grüne Straßenpoller. Die von der Firma Freyer & Sohn gefertigte Pumpsäule mit dem eingepassten Wasseraustritt besteht aus dem Rohr, das mit acht Schrauben seiner Bodenplatte auf dem Quellrohr befestigt ist. Der Schwengel ist am Abschlussteil aus einem zylindrischen Aufsatz mit der Dreieckplatte über eine Drehachse befestigt. Der Stab ist mit einem querliegenden Zylinderteil zum Handgriff verbunden, der den kraftverstärkenden Gewichtskörper bildet. Als unmittelbares Trinkwasser ist der Austritt nicht geeignet. Der Standort liegt 350 Meter vom Tegeler Hafen. Der Standort des Brunnens ist nach der Liste der Anfrage im Abgeordnetenhaus mit Bernstorffstraße 13 (PLZ: 13507) notiert. Der Brunnen ist im Eigentum des Landes Berlin. |
| Heils    | R0011       | Dorfaue / Alt-Heiligensee 20 Lage Heiligensee                           | <abgebaut>                          | 02–2,5 m         | Nach der Liste aus der Anfrage im Abgeordnetenhaus ist ein „Brunnen Alt-Heiligensee 20“ (PLZ: 13503) angegeben. An dieser Stelle am Anger vor dem Haus 20 oder gegenüber wurde 2019 keine Pumpe gefunden und auch im Jahr 2008 ist kein Nachweis vorhanden. Gegenüber vom Grundstück 20 liegen jedoch zwei wasserwirtschaftliche Abdeckungen. Zum Ostufer des Nieder-Neuendorfer Sees sind es 120 m. Der Brunnen stand 60 Meter vom nördlichen Ende der Dorfaue Heiligensee und 200 Meter nördlich der Dorfkirche. Da der Brunnen bereits vor 2010 kein Wasser förderte, wurde er stillgelegt, abgebaut und wohl eingelagert. Nach Planung von 2020 ist eine Überbohrung nötig, um für den Brunnen wieder den Einsatz zu erreichen. Der Brunnen ist im Eigentum des Landes Berlin. |
| Konhö    | R0012       | Falkenplatz/Konradhöhe Lage Konradshöhe/Tegelort                        | <abgebaut>                          | 3–7 m            | Für Konradshöhe ist Am Falkenplatz (im Kiez Konradshöhe/Tegelort) in der Antwort an die Piratenpartei der „Brunnen Am Falkenplatz (PLZ: 13505)“ aufgeführt. Jedoch konnte weder in der Google-Aufnahme von 2008 noch bei der Begehung im März 2019 konnte eine solche Einrichtung sicher festgestellt werden. Der Standort kann 2020 nicht mehr für den Platz einschließlich Spielplatz, als auch anschließende Straßen im näheren Umkreis (Stößer-, Sandhauser, Rabenhorst-, Habicht-, Raben-, Eichelhäherstraße) zugeordnet werden. Zum Havelufer sind es 500 Meter nach Westen. In der gesamten Ortslage ist kein Straßenbrunnen vorhanden. Der Brunnen stand am Falkenplatz wurde mithin vor 2010 in Konradshöhe stillgelegt und wohl eingelagert. Der Investitionsplan 2020 sieht für den abgebauten Brunnen jedoch eine Wiederinstandsetzung vor, sobald die entsprechenden finanziellen Mittel im Bezirkshaushalt genehmigt wären. Vermerkt ist eine Überbohrung, so dass er wieder nutzbar wäre. Der Brunnen ist im Eigentum des Landes Berlin. |
| Heils    | 013         | Am Dachsbau 93 Lage Heiligensee                                         | FSH-L dreiteilige Säule             | 02–2,5 m         | Der Standort des Brunnens ist nach der Liste der Anfrage im Abgeordnetenhaus mit Am Dachsbau 93 (PLZ: 13503) notiert. Vor dem Siedlungshaus an der Nordwestecke Am Dachsbau / Kurzebracker Weg steht die FSH-Säule. Sie befindet sich gegenüber vom jeweils 50 m entfernt mündenden Schöllkraut- und dem Helmkrautweg und 60 m nördlich zum Birkengraben. Der Auslauf ist an einer langen Hülse am Mittelteilabsatz verschraubt. Zwischen Bordstein und Radweg steht der Brunnen auf dem Pflasterkarree im Baumstreifen. Für den Wasserauffang befindet sich unter dem Auslaufbogen der Tränkstein als rechteckige Mulde in einer Platte. Der Schwengel besitzt am Handgriff eine Kugel als Gegengewicht. Zwei Sperrpfosten vor dem Brunnen nahe am Bordstein auf dem Pflasterstück schützen ihn vor Anfahrbeschädigungen. Der Brunnen ist im Eigentum des Landes Berlin. |
| Heils    | 014         | Wildganssteig 28 Lage Heiligensee                                       | FSH-L dreiteilige Säule             | 02–3 m           | Der Brunnen befindet sich an der Nordostecke von Bekassinenweg und Wildganssteig auf der Fläche mit Kopfpflastersteinen um den Brunnenfuß. Diese liegt im Zug des unbefestigten Streifens (Straßenbäume und Laternen) zwischen Gehweg und Fahrbahn. Für den Wasserablauf existiert unter dem Bogen des Auslaufrohrs ein Muldenstein. Der Brunnen stand an dieser Stelle bereits 2008. Der Standort wurde in der Liste zur Anfrage im Abgeordnetenhaus mit Wildganssteig (PLZ: 13503) notiert. Der Brunnen ist im Eigentum des Landes Berlin. |
| Tegel    | 015         | Neulandweg 1 Lage Ziekowstraße/Freie Scholle                            | Säule (vierteilig)                  | 04–7 m           | Der Straßenbrunnen steht an der südlichen Ecke zur Egidystraße 29. Für den Wasserablauf existiert ein Muldenstein unter dem Austrittsrohr, der Ablauf geht über das Kleinpflaster in das Straßengerinne. Der Standort liegt nahe zum Schollenhof. Der Standort des Brunnens ist nach der Liste der Anfrage im Abgeordnetenhaus mit Neulandweg (PLZ: 13509) notiert. Der Brunnen ist im Eigentum des Landes Berlin. |
| Waidm    | 016         | Hubertusstraße Lage Waidmannslust                                       | FSH-L dreiteilige Säule             | 015–20 m         | Nach Liste besteht ein „Brunnen Hubertusstraße“ (PLZ: 13469) ohne Angabe zur näheren Lage in der Straße. Die Hubertusstraße liegt ab Waidmannsluster Damm nahezu nach Norden an Halalistraße vorbei bis Dianastraße. Der Brunnen steht vor dem unbebauten nordöstlichen Eckgrundstück am Waidmannsluster Damm 161 (~Hubertusstraße 1). Er findet sich am Gehsteigrand 15 m in die Hubertusstraße hinein, gegenüber vom dreigeschossigen Eckwohnhaus Waidmannsluster Damm 159. Die Brunnensäule steht auf einer Pflasterfläche am Gehwegrand in der Flucht der Straßenbäume zwischen Grasstreifen. Für den Wasserablauf des aktiven Brunnens (Stand: 2019) liegt eine Muldenplatte unter dem Rohrbogen des Wasseraustritts. Letzterer ist am Ansatz einer langen Hülse oberhalb des Brunnenständers angeflanscht. Der Brunnenfuß mit Frosthahn ist über einen Zwischenring am Sockelrohr verschraubt. Die Abbildung aus dem Jahre 2008 legt noch den Bestand eines vierteiligen Brunnenkörpers zu diesem Zeitpunkt nah. Der Brunnen ist im Eigentum des Landes Berlin. |
| Frohn    | 017         | Tannenstraße ggü. 11 Lage Frohnau                                       | Säule (vierteilig)                  | 20–30 m          | In der Liste aus dem Abgeordnetenhaus ist ‚Brunnen Tannenstraße‘ (PLZ: 13465) notiert. Der Brunnen steht vor dem Eckgrundstück mit der Adresse Sigismundkorso 3 an der Tannenstraße (eigentlich Nummer 10) 20 Meter am östlichen Bürgersteig. 40 m weiter mündet die Benediktinerstraße von Westen in die Tannenstraße. Neben dem Brunnenfuß liegt unter dem Austritt eine rechteckige Mulde im Pflastermosaik, die Ablaufrinne ist zum Bordstein gerichtet. Das Austrittsrohr aus drei verschweißten Rohren (Ansatz, gerade, Bogen) und der Schwengel am Brunnenkopf mit Deckel befinden sich parallel zum Gehsteig. Der Brunnen ist im Eigentum des Landes Berlin. |
| Reind    | 018         | Kopenhagener Straße 1 Lage Teichstraße                                  | Säule (vierteilig)                  | 02,5–3 m         | Der Brunnen (OSM-ID-777250304) steht am Übergang der Residenz- zur Kopenhagener Straße vor Haus 1 an der Ecke zu Alt-Reinickendorf. Der Standort liegt gut sichtbar vom Kolpingplatz mit der aus der Residenzstraße in die Lindauer Allee abbiegenden Bundesstraße 96. Auffällig ist das DIN A4 große Schild zum Verbot hier Autos zu waschen. Geschützt gegen Anfahrunfälle ist der Notwasserbrunnen durch zwei massive Poller. Der Brunnen steht auf einer Kleinpflasterfläche neben dem Radweg am Gehweg. Der Wasserablauf erfolgt in einen eckigen Tränkstein mit ovaler Mulde und Rinne in die Straßenentwässerung. Der Standort des Brunnens ist nach der Liste der Anfrage im Abgeordnetenhaus mit Kopenhagener Straße (PLZ: 13407) notiert. Der Brunnen ist im Eigentum des Landes Berlin. |
| Reind    | 019         | Residenzstraße 101 Lage Letteplatz                                      | FSH-L dreiteilige Säule             | 2,5–3 m          | Der Brunnen (OSM-ID-801735523) steht an der Ostseite der Residenzstraße, gegenüber steht das Wohnhaus 61 und einige Gewerbeobjekte. Der Standort mit dem runden Straßeneinlass unter dem Wasseraustritt liegt am Straßenrand auf dem Streifen neben dem Radweg und dem Gehwegbereich. Das Wasseraustrittsrohr wurde am Ansatzstück der kurzen Rohrerweiterung verschraubt. Der Standort des Brunnens ist nach der Liste der Anfrage im Abgeordnetenhaus mit Residenzstraße 100 (PLZ: 13409) notiert. Der Brunnen ist im Eigentum des Landes Berlin. |
| Frohn    | 020         | Rüdesheimer Straße 30 Lage Frohnau                                      | FSH-L dreiteilige Säule             | 10–15 m          | Auf Anfrage der Piratenpartei im Abgeordnetenhaus war in einer Liste der Bezirksbrunnen der ‚Brunnen Rüdesheimer Straße‘ (PLZ: 13465) notiert. Er steht am östlichen Eckgrundstück Rüdesheimer mit Markgrafenstraße (deren Grundstücksnummer 28 ist entfallen). Der Brunnenfuß mit dem Frosthahnkopf am Brunnenständer ist über eine Zwischenplatte mit dem Sockelrohr verbunden. Am Brunnenkörper ist das zur Straße gerichtete Austrittsrohr an einer langen Hülse mit Ansatzstück verschraubt. Unter dem Rohrbogen mit einem Eimerhaken liegt die Platte mit ovaler Mulde für den Ablauf. Die Brunnenanlage steht auf einem Pflastermosaik im unbefestigten Randstreifen der Straßenbäume. Der Brunnenkopf ist als Kappe geformt und daran ist ein Halbrund angeschweißt an dem der Drehpol des Schwengels liegt und der den Anschuss des Schwengelarms am Kolbengestänge verdeckt. Der Schwengelhandgriff schließt als Rund mit einer Kugel ab. 2020 stand er wegen Reparatur von Pumpwerk und Frosthahn auf dem Plan Der Brunnen ist im Eigentum des Landes Berlin. |
| Hermd    | 022         | Seestraße 11 Lage Hermsdorf                                             | Säule (vierteilig)                  | 04–7 m           | Der Standort des Brunnens ist nach der Liste im Abgeordnetenhaus mit Seestraße 11 (PLZ: 13467) notiert. Er steht dem östlichen Ast vom Lotosweg gegenüber unweit zu Alt-Hermsdorf. Der Brunnenfuß ist innerhalb eines Pflasterkarrees auf dem Sockelrohr geflanscht. Der Schwengel mit Handgriff am Rundstab und Kugel parallel zur Fahrbahn befindet sich quer zum Wasseraustritt. Dessen Bogen endet über einer Viereckmulde mit Rinne am Bordstein. Als Aufprallschutz steht ein Pfosten neben der Säule. Die Seestraße endet nach Süden an der Kita (Grundstück 14) hinter dem Hermsdorfer See mit dem Abfluss ins Tegeler Fließ 100 Meter entfernt ist. Zum Südufer der (ehemaligen) Tongruben sind es 200 m nach Norden. Anmerkung: gegenüber vom Brunnenstand am östlichen Rand des Gehsteigs befindet sich ein Betonverschluss mit einem zentralen Deckel „BWB“-Signet als Bohrlochabschluss. Da das Wasserfördern behindert war, wurde er vor 2020 abgebaut und eingelagert, er könnte nach einer Überbohrung wieder nutzbar sein. Der Brunnen ist im Eigentum des Landes Berlin. |
| Wittn    | 023         | Göschenplatz Lage Wittenau Nord                                         | Borsig Sechskantsäule               | ***              | Ein Standort ist nach der Liste der Anfrage im Abgeordnetenhaus mit „Brunnen Göschenstraße“ (PLZ: 13437) notiert. Diese Brunnen steht am Göschenplatz an der von Göschen-/ Cyclopstraße gebildeten Platzfläche westlich an der Oranienburger Straße. Schräg gegenüber an der Oranienburger Straße befindet sich der S-Bahnhof Wittenau. Noch 2008 stand der Schliephacke-Brunnen am östlichen Gehwegrand gegenüber Oranienburger Straße 98 zwischen Bus-Haltestelle und City-Toilette. Der Wasseraustritt quer zum Schwengel endete über einer Muldenplatte. Bei den Straßenbauarbeiten 2017/2018 zwischen Göschenplatz und Wittenauer Straße wurde der Brunnen neu gesetzt und steht nun 15 Meter nach Südwest. Er steht gegenüber von Oranienburger Straße 186 am Südwestrand der Mittelinsel. Entsprechend der neuen Aufstellung besitzt er einen runden Straßeneinlass unter dem Rohrbogen des Wasseraustritts. Zudem der Schwengel gegenüber und parallel zur Straße angebracht ist. Der Brunnen ist im Eigentum des Landes Berlin. |
| Wittn    | 024         | Alt-Wittenau (27/28) Lage Wittenau Süd                                  | FSH-L dreiteilige Säule             | 10–15 m          | Ein Brunnenstandort ist in Liste im Abgeordnetenhaus mit Alt-Wittenau (PLZ: 13437) notiert. Dieser steht vor der Küsterei und Kita der Nikolaus-Kirche an der nördlichen Ecke 30 m zur Techowpromenade. Das Grundstück ist mit Techowpromenade 35 adressiert, die in den 1960er Jahren erbaute Kirche mit der katholischen Schule mit 37/43. Am Brunnen sind Schwengel und Austritt parallel zum Bordstein angeordnet. Entsprechend liegt der Muldenstein seitlich am Flansch von Brunnenkörper zu Sockelrohr. Die Pflasterung auf dem Randstreifen des nördlichen Gehsteigs belegt, dass der nach 2010 ersetzte vierteilige Brunnenkörper mit dem Austritt zum Bordstein stand. Der Brunnen ist im Eigentum des Landes Berlin. |
| Wittn    | 025         | Jansenstraße 12 Lage Wittenau Süd                                       | Säule (vierteilig)                  | 03–4 m           | An der Südseite der Jansenstraße vor dem gebogenen Häuserblock zwischen Elsenpfuhlstraße und der gegenüber mündenden Im Wolfgartenfeld steht die Brunnensäule aus Ständer, Wasseraustritt, Gestängeteil und Schwengelkopf. Das Rohr ist fest am Säulenrohr angebracht. Er steht im Grünstreifen der Baumflucht auf einem unbefestigten Quadrat aufgeflanscht. Zur Bordsteinkante liegt die große Muldenplatte (oval) mit Rinne. Der Wasserfluss ist aktiv. Der Standort des Brunnens ist nach der Liste der Anfrage im Abgeordnetenhaus mit Jansenstraße 12 (PLZ: 13437) notiert. Der Brunnen ist im Eigentum des Landes Berlin. |
| Borwa    | R0026       | Ernstraße/Conradstraße Lage Borsigwalde                                 | <abgebaut>                          | 04–7 m           | In der Liste von 2015 zur Anfrage im Abgeordnetenhaus ist der ‚Brunnen Ernststraße 47‘ (PLZ: 13509) notiert. Jedoch wurde im Februar 2019 vor Ort, ebenso wie auf der Abbildung von 2008 keine „Plumpe“ gefunden. Das Wohnhaus Ernststraße 47 (Grundstück auch Conradstraße 33) steht an der Nordwestecke mit der Conradstraße. Auf dem unbefestigten Randstreifen des Bürgersteigs der Ernststraße steht ein Straßenbaum und eine Sitzbank. Vor letzterer befindet sich 15 m von der Straßenecke eine Fläche mit breitgelaufenem, „ausgegossenem“ Asphalt, der wohl den Standort des abgebauten Brunnenkörpers oberhalb von Quellbohrung und Sockelrohr markiert und verschließt. Üblicherweise werden nicht mehr aktive Bohrungen verfüllt. Der Brunnen stand an der westlichen Ecke an der Ernststraße (Haus 47) 15 Meter von der Conradstraße neben Haus N°33. Da der Brunnen kein Wasser mehr förderte wurde er vor 2010 stillgelegt abgebaut, eingelagert. Jedoch nach einer vorgesehenen Überbohrung sollte er wieder aufgestellt und reaktiviert werden. Der Brunnen ist im Eigentum des Landes Berlin. |
| Waidm    | 027         | Waidmannsluster Damm ggü. 94 Lage Waidmannslust                         | Säule (vierteilig)                  | 010–15 m         | In der Landesliste (2015) der Notwasserbrunnen enthält „Brunnen Waidmannsluster Damm 95“ (PLZ: 13469). Diese Grundstücksnummer gehört zu einem Waldstück (Grundstücksnummern 85, 95, 107) das in Richtung zur KGA Fließtal steht. Der Brunnen steht am Grünrand (Baumreihe) des nördlichen Gehsteigs nahezu gegenüber der von Süden mündenden Waldhornstraße. Das gegenüberliegende Eckgrundstück Nummer 94 ist mit einem Wohnhaus im Bungalowstil aus den 1970er Jahren bebaut. Das Tegeler Fließ ist vom Brunnenstandort durch den Forst 250 m entfernt. Für den Wasserabfluss liegt zwischen Fußflansch und Bordstein eine Platte mit ovaler Mulde und Rinne. Der Bordstein neben dem Brunnen ist mit „X“ markiert. Der Brunnen ist im Eigentum des Landes Berlin. |
| Heils    | 028         | Schulzendorfer Straße 10 Lage Heiligensee                               | FSH-L dreiteilige Säule             | 03–4 m           | Auf dem nördlichen Gehsteig der Schulzendorfer Straße 90 m östlich von der Damkitzstraße steht dieser Brunnen auf dem Baumstreifen. Ein gepflastertes Quadrat an den Formsteinen des Gehwegs und der Kante zur Parktasche umgibt eine Platte mit Rechteckmulde (Tränkstein) für den Wasserablauf und den auf dem Sockelrohr aufgeschraubten Brunnenfuß. Der Schwengel befindet sich am Kopfteil in Gehwegrichtung und das Austrittsrohr quer dazu zur Fahrbahn. Die Gefahr des Anfahrens des Brunnenkörpers von der angrenzenden Parktasche aus verhindern zwei dicke Sperrpfosten in Höhe des Rohrbogens am Auslauf. Der Handgriff am Schwengel ist als 3⁄4-Ring gebildet und trägt am Ende eine Kugel als Gegengewicht. Der Standort des Brunnens ist nach der Liste der Anfrage im Abgeordnetenhaus mit Schulzendorfer Straße 10 (PLZ: 13503) notiert. Die Schulzendorfer Straße führt nach Osten durch die Bahnlinie zur Anschlussstelle Schulzendorfer Straße der A 111 Der Brunnen ist im Eigentum des Landes Berlin. |
| Tegel    | 030         | Bernauer Straße ggü. 123 Lage Tegel Süd                                 | Freyer                              | 04–7 m           | Der Brunnen steht an der Nordseite der Bernauer Straße 250 m östlich der Neheimer Straße und 70 m östlich gegenüber dem von Süden mündenden Krumpuhler Weg. Der Standort befindet sich südlich vom ehemaligen Gaswerkshafen (Bernauer Straße 138). Am Brunnenständer befinden sich oberhalb des Austrittsrohres zwei Schilder: ein kleines „Kein Trinkwasser“ und das große Autowaschen-Verbot. Unter dem Auslaufrohr befindet sich eine kleine Platte mit Mulde im Pflasterstreifen, der Ablauf erfolgt dadurch über die Bordsteinkante. Die von der Firma Freyer & Sohn gefertigte Pumpsäule mit dem eingepassten Wasseraustritt besteht aus dem Rohr, das mit acht Schrauben seiner Bodenplatte auf dem Quellrohr befestigt ist. Der Schwengel ist am Abschlussteil aus einem zylindrischen Aufsatz mit der Dreieckplatte über eine Drehachse befestigt. Der Stab ist mit einem querliegenden Zylinderteil zum Handgriff verbunden, der den kraftverstärkenden Gewichtskörper bildet. Der Standort des Brunnens ist nach Drucksache im Abgeordnetenhaus mit Bernauer Straße 122 (PLZ: 13507) notiert. Der Brunnen ist im Eigentum des Landes Berlin. |
| Reind    | 032         | Pankower Allee ggü. 51 Lage Letteplatz                                  | Säule (vierteilig)                  | 02,5–3 m         | Der Brunnen (OSM-ID-7172018277) steht an der Pankower Allee 15 m von der Südwestecke der mündenden Mickestraße vor Sitzbänken am Spielplatz Pankower Allee. Dieser Spielplatz liegt im Osten des Letteplatzeses. Gegenüber steht das Gebäude 51 des Jugendclubs. Neben diesem gegenüberliegenden befindet sich eine Einkaufshalle in den Gebäuden des vormaligen Straßenbahn-Betriebshofs. Nach der Liste im Abgeordnetenhaus ist er mit Brunnen Pankower Allee (PLZ: 13409) angegeben. Im Frühjahr 2019 war der Bolzen für den Schwengel in der Halterung verrutscht und der Brunnen nicht funktionsfähig. Der Brunnen ist im Eigentum des Landes Berlin. |
| Hermd    | 033         | Almutstraße 1 Lage Hermsdorf                                            | FSH-L dreiteilige Säule mit Ständer | 02,5–3 m         | Nach der Antwortliste im Abgeordnetenhaus ist „Brunnen Berliner Straße 15“ (PLZ: 13467) aufgenommen. Er steht vor der Grünfläche zur Almutstraße am Haus 1 auf dem südlichen unbefestigtem Bürgersteig 10 m von der Ecke Almut-/Berliner Straße. Diese Freifläche Grundstück 15 und 1 ist mit Gehwegplatten belegt. Das Austrittsrohr an einer kurzen Hülse geflanscht endet mit dem Bogen etwas weiter als die darunter liegende Muldenplatte den Abfluss aufnimmt. Flansch des Sockelrohr und des Brunnenfußes sowie die Auffangplatte liegen in einem Mosaik aus Straßenpflastersteinen. Die Alte Dorfkirche steht 40 Meter gegenüber. Die Almutstraße endet im Osten an Alt-Hermsdorf nahe vom Heimatmuseum Reinickendorf. Das Tegeler Fließ mit der Grenze Wittenau fließt 200 m südlich. Der Brunnen ist im Eigentum des Landes Berlin. |
| Reind    | 034         | Thaterstraße ggü. 2 Lage Schäfersee                                     | FSH-L dreiteilige Säule             | 2,5–3 m          | Der Brunnen (OSM-ID-801681455) steht vor dem südwestlichen Eckhaus Residenzstraße 32 dennoch 15 m in die Thaterstraße hinein. Der Brunnenständer hat für den Wasseraustritt eine lange Rohrerweiterung am Mittelteil mit dem Ansatzstück. Der Abfluss gelangt in die ovale Mulde der Granitplatte und läuft über eine Kleinpflasterrinne an den Fahrbahnrand. Diese Pflasterung hebt sich markant vom Gehwegrandstreifen mit Kleinpflaster ab. Der Standort des Brunnens ist nach der Liste der Anfrage im Abgeordnetenhaus mit Thaterstraße 1 (PLZ: 13407) notiert. Der Brunnen ist im Eigentum des Landes Berlin. |
| Frohn    | R0035       | Alemannenstraße/Stolzingstraße Lage Frohnau                             | <abgebaut>                          | 20–30 m          | Der Brunnen stand an der Alemannenstraße in Höhe der Kreuzung mit der Stolzingstraße. Da das Wasserfördern behindert war, wurde er vor 2010 stillgelegt und eingelagert. Durch eine Überbohrung ist beabsichtigt, den Brunnen wieder einsatzfähig zu machen. Die 2015 von der Senatsverwaltung in Antwort auf die Anfrage der Piratenpartei beigefügte Liste nennt den Brunnen lediglich Alemannenstraße (PLZ: 13465), dieser wurde offensichtlich stillgelegt, abgebaut und gezogen. Weder Hinweise auf den vormaligen Standort noch ein Brunnen selbst wurden entlang der Alemannenstraße nach Google-Befahrung vom Sommer 2008 noch bei Vor-Ort-Begehung im Februar 2018 als „Grüne Plumpe“ gefunden. Die Alemannenstraße hat eine Länge von 1560 Metern, die Straßennummer 59 und liegt zwischen Stadtgrenze an der Neubrücker Straße im Norden Lage und Welfenallee. Die Grundstücksnummerierung beginnt am Paul-Poser-Platz auf der linken, ungeraden Seite mit Nummer 1 an der Ecke Olwenstraße 2. An der östlichen Seite vom Platz ist die Alemannenstraße zur Welfenallee geführt, hier beginnt die gerade Zählung mit Nummer 2 als Eckgrundstück, benachbart Welfenallee 62. Nach der Brunnenliste vom Juni 2020 ist als vormaliger Standort von R0035 anhzunehmen. Aus den AKTIS-Daten folgt der Standort auf dem Südwestzipfel des Mittelstreifens der Stolzingstraße, gegenüber vom Landhaus Stolzingstraße 24 (Neubau vom Ende der 2010er Jahre), 40 Meter südöstlich vom Ufer des Stolzingteichs. Der Gralsritterweg zweigt 35 Meter südlicher nach Nordwesten ab. Der Brunnen ist im Eigentum des Landes Berlin. |
| Tegel    | 036         | Alt-Tegel ggü. 38 Lage Alt-Tegel                                        | FSH-L dreiteilige Säule             | 04–7 m           | Der Brunnen steht auf der Grünfläche des Otto-Dibelius-Platzes neben der Kirche am nördlichen Strang (am ehemaligen Anger) von Alt-Tegel. Der Pumpenabfluss gelangt über einen rechteckigen Tränkstein mit ovaler Mulde über den Bordstein. Die Entfernung vom Tegeler See beträgt 220 m. Notiert ist der Standort mit Brunnen Alt-Tegel 38 (PLZ: 13507). Der Brunnen ist im Eigentum des Landes Berlin. |
| Tegel    | 037         | Tile-Brügge-Weg 49/53 Lage Ziekowstraße / Freie Scholle                 | Freyer                              | 04–7 m           | Der Brunnenkörper von der Firma Freyer und Sohn ist kenntlich an dem aufgekragten Brunnenkopf mit Schwengelansatz. Er steht auf dem Kleinpflaster des nördlichen Bürgersteigs 20 Meter von der Kreuzung Marzahnstraße. Auf dem Eckgrundstück steht die Hoffnungskirche Tegel, daneben die Gabriele-von-Bülow-Schule (in den 1930er Jahren Lyzeum). Die Kirche wurde um 1960 auf dem westlichen Teil des Schulgeländes erbaut. Gegenüber vom Brunnen befindet sich die bis 1935 erbaute Wohnhauszeile 50–62 zwischen Marzahnstraße 16 und Bollestraße 9. Der Brunnenkörper ist mit Schwengel und Wasserauslauf parallel zur Fahrbahn dennoch durch die quer zur Fahrtrichtung parkenden Pkw für Anfahren gefährdet. Der Ablauf des Wasseraustritts gelangt in eine Platte mt ovaler Mulde. In der Senats-Liste der Anfrage von 2015 im Abgeordnetenhaus mit ‚Brunnen Tile-Brügge-Weg 49‘ (PLZ: 13509) notiert. Der Brunnen ist im Eigentum des Landes Berlin. |
| Tegel    | 038         | Beckumer/Biedenkopfer Straße Lage Tegel Süd                             | FSH-L dreiteilige Säule             | 04–7 m           | Der Notwasserbrunnen steht auf der dreieckigen Mittelinsel, die zwischen den kreuzenden Beckumer und Biedenkopfer Straße und der nordwestlichen Rundung am Grüngelände gebildet ist. Diese umzäunte Grünfläche (Biedenkopfer Straße 34 ff.) ist als Wohnbebauung vorgesehen. Das gesamte Gelände westlich der Beckumer Straße und nördlich gehört zu den Borsigwerken und den nach der Strukturierung von Nachfolgeeinrichtungen gebildete Gewerbe- und Industriegebiet. Der Brunnenstandort ist ein Pflasterkarree am Inselrand zur Beckumer Straße im Kleinpflaster gegenüber vom Eckwohnhaus Beckumer Straße 22 nach Ost und Biedekopfer Straße 33–39 nach Süd (jeweils über den Straßenlauf hinweg). Der Brunnenkörper besteht aus dem Brunnenständer, dem Zwischenrohr für das Pumpengestänge mit der langen Hülse, an der der Wasseraustritt an einem Stutzen verschraubt ist, und dem Brunnenkopf. Der obere Abschluss ist eine Kappe mit dem als Halbrund ausgebildeten Schwengelansatz. Der Schwengel ist schwungvoll gebogen mit der Kugel am Handgriff. Schwengel und Austritt parallel zum Bordstein und der Ablauf erfolgt auf eine Platte mit ovaler Mulde. Der Standort des Brunnens ist nach der Liste der Anfrage im Abgeordnetenhaus mit Beckumer Straße (PLZ: 13507) notiert. Der Brunnen ist im Eigentum des Landes Berlin. |
| Reind    | 039         | Engelmannweg 74 Lage Scharnweberstraße                                  | FSH-L dreiteilige Säule             | 03–4 m           | Der Brunnen (OSM-ID-3334222992) steht an der westlichen Seiten des Engelmannwegs 30 Meter südlich der Zobeltitzer Straße. Der Wasseraustritt endet oberhalb des seitlich zum Brunnenständer im Randstreifen des Gehwegs liegenden Muldensteins. Das Austrittsrohr ist am Ansatz einer kurzen Rohrerweiterung angeschraubt. Der Standort des Brunnens ist nach der Liste der Anfrage im Abgeordnetenhaus mit Engelmannweg 74 (PLZ: 13403) notiert. Der Brunnen ist im Eigentum des Landes Berlin. |
| Reind    | 040         | Lindauer Allee / Waldowstraße Lage Humboldtstraße                       | Säule (vierteilig)                  | 03–4 m           | In der Liste der Anfrage aus dem Abgeordnetenhaus ist der Brunnen Lindauer Allee 101 (PLZ: 13407) notiert. Der Brunnen steht an der Nordseite der Lindauer Allee, wobei das Wohnhaus 101 schräg vom Brunnen über die Kreuzung steht; die Hausecke gehört zu Waldowstraße 38. Die nördliche Fahrbahn der Lindauer Allee wurde erst um 1980 angelegt, der Gehweg auf dessen Pflasterrand das Sockelrohr in einem Mosaik endet wurde erst zu diesem Zeitpunkt angelegt. Die Ollenhauerstraße liegt 200 m nach Westen. Vom Brunnen nach Süden über den zweibahnigen Fahrdamm befindet sich die Stirnseite von Waldowstraße 32 nach Westen steht der Block Waldowstraße 37–34. Der Brunnenstandort liegt zwischen Waldowstraße und 10 Meter zum Kienhorstgraben vor der Parkfläche neben der KGA ‚Einheit I‘. An der Brunnensäule sind Schwengel und Austritt quer zueinander, der Austrittsbogen endet oberhalb der Muldenplatte zum Bordstein gerichtet. Über dem Wasserrohr ist eine Markierung „Kein Trinkwasser“ und das A4-Blechschild zum Autowaschverbot angebracht. Neben der Parkspur an der Fahrbahn sind jedoch keine Anprallpfosten angebaut. Der Brunnen ist im Eigentum des Landes Berlin. |
| Hermd    | 041         | Schildower Straße ggü. 52 Lage Hermsdorf                                | FSH-L dreiteilige Säule             | 01,5–2 m         | Der nach Liste mit „Brunnen Schildower Straße 52“ (PLZ: 13467) eingetragene steht diesem Grundstück gegenüber am nordwestlichen Gehweg vom Hermsdorfer Damm. Das Grundstück an dem der Brunnen steht umfasst den Waldseepark mit dem Waldsee (Ufer 50 m vom Brunnen). Die Brunnensäule etwa mittig zwischen Am Waldpark und Parkstraße befindet sich mit Schutzpfosten zu beiden Seiten und der Muldenplatte am Bordstein auf einem Pflastermosaik am Rand der Asphaltstraßenfläche. Der Brunnenständer ist mit seinem Flansch auf dem Sockelrohrflansch aufgesetzt, der Wasseraustritt an kurzer Hülse am Kolbenrohr angeflanscht. Der Abfluss des Waldsees ist der (gedeckelte) Marthagraben (weiter unter Marthastraße) 30 Meter in Richtung Parkstraße. Der Brunnen ist im Eigentum des Landes Berlin. |
| Lübar    | 042         | Alt-Lübars ggü. 24 Lage Lübars                                          | Krause                              | 07–10 m          | Der Brunnen (OSM-ID-4877163230) steht auf dem westlichen Dreieck des Lübarser Angers gegenüber vom Gasthof (Labsaal, Alter Dorfkrug) und dem Grundstück 24 gegenüber. Im Landesarchiv Berlin ist der Straßenbrunnen mit „Nummer 42“ auf „Kinder an einer Pumpe“ vor der Raiffeisenbank in einer Aufnahme vom Juli 1978 (© Horst Siegmann) abgebildet. Der Krausebrunnen in dieser Bezirksrandlage macht (Stand 2018) einen schlechten Eindruck. Zum Tegeler Fließ sind es 300 m. Auffällig ist das A4 große Schild zum Verbot Autos zu waschen. Der Standort an der Bordsteinkante der Rasenfläche besitzt eine rechtwinklige Mulde im Betonstein, in dem sich überfließendes Pumpenwasser sammelt und zur Straße hin ablaufen kann. Der Standort des Brunnens ist nach der Liste der Anfrage im Abgeordnetenhaus mit Alt-Lübars (PLZ: 13469) notiert. Der Brunnen ist im Eigentum des Landes Berlin. |
| Reind    | 043         | Brunowstraße 24 Lage Alt-Tegel                                          | FSH-L dreiteilige Säule             | 04–7 m           | Der Brunnen steht an der Nordseite der Brunowstraße vor dem Haus 24, unweit nach Westen vom Brunowplatz. Gegenüber befindet sich die Herz-Jesu-Kirche. Für den Ablauf des Austrittsrohrs existiert ein Tränkstein mit ovaler Mulde etwa einen halben Meter vor der Bordsteinkante, mit Entwässerung auf die Straße. Der Standort des Brunnens ist nach der Liste der Anfrage im Abgeordnetenhaus mit Brunowstraße 24 (PLZ: 13507) notiert. Der Brunnen ist im Eigentum des Landes Berlin. |
| Hermd    | R0044       | Fellbacher Straße 3 Lage Hermsdorf                                      | <abgebaut>                          | 04–7 m           | Ein Brunnen ist nach der Liste aus der Drucksache 17/15468 als „Fellbacher Straße 1 (PLZ: 13467)“ notiert. Eine für den Bezirk typische vierteilige Säule stand noch im Sommer 2008 zwischen dem (vom Platz her) ersten und zweiten Straßenbaum am nördlichen Fahrbahnrand auf einem Pflasterkarree. Der untere Teil am Ständer war erweitert. Entsprechend dem Bild vom Mai 2015 war sie bereits entfernt worden. Im Frühjahr 2019 wurden am Bordstein noch zwei Reihen Kleinpflaster des Pflastermosaiks vorgefunden. Der sonst durchgehende unbefestigte Rand der Straßenbäume markiert, dass die Brunnenbohrung verfüllt wurde. Das Eckhaus am Fellbacher Platz zur Heinsestraße 27 ist als Grundstück 3 adressiert, noch in den 1950er Jahren als 1–3. Von diesem auf dem Fellbacher Platz gegenüber steht ein Cafe Achteck. Vor dem Neubau auf Heinsestraße 26 befand sich ein Wochenmarkt dort, daneben mit Hausnummer 24 die Feuerwache. Am Straßenstumpf nach Nordost liegt der südliche Westausgang des S-Bahnhofs Hermsdorf. Da das Wasserfördern behindert war, wurde er vor 2010 stillgelegt und eingelagert. Durch eine Überbohrung ist beabsichtigt, den Brunnen wieder einsatzfähig zu machen. Der Brunnen war im Eigentum des Landes Berlin. |
| Reind    | R0045       | Graf-Haeseler-Straße 8 Lage Scharnweberstraße                           | <abgebaut>                          | 03–4 m           | Der Brunnen stand an Südostecke von Graf-Haeseler-Straße in Höhe der Kreuzung mit der Zobeltitzstraße. Da das Wasserfördern behindert war, wurde er vor 2010 stillgelegt und eingelagert. Durch eine Überbohrung ist beabsichtigt, den Brunnen wieder einsatzfähig zu machen. Der Standort des Brunnens ist nach der Liste der Anfrage im Abgeordnetenhaus mit Graf-Haeseler-Straße 8 (PLZ: 13403) notiert. Bereits vor 2008 befand sich weder vor dem Wohnhaus Nummer 8 noch gegenüber vor Graf-Haeseler-Straße 27 oder an den Ecken Zobeltitzstraße (67, 69 oder 68, 64/66) ein Straßenbrunnen, auch die Bürgersteige in unmittelbarer Umgebung gaben 2019 keinen Hinweis mehr auf den vorherigen Standort. Die unmittelbare Eckfläche ist unbebaut. Der nächste Brunnen 80 ist etwa 300 m zu Fuß entfernt. Die Grundstücksecke Graf-Haeseler-Straße 7/8 / Zobeltitzstraße 67 wurde mit Wohnhäusern um 1960 bebaut, wobei die Grundstücksecke unbebaut blieb. Der Brunnen ist im Eigentum des Landes Berlin. |
| Borwa    | 046         | Klinnerweg ggü. 52 Lage Borsigwalde                                     | FSH-L dreiteilige Säule             | 04–7 m           | Dieser Brunnen zur Notwasserversorgung im Ortsteil Borsigwalde steht am Gehwegrand des westlichen Gehweges vor der Kita Hausnummer 53. Zur Straßenecke mit Straße 12 sind es 25 Meter und nach Süden zur Ernststraße 150 Meter, auf dem südlichen Grundstücksteil bis zur Tietzstraße (Ernststraße 77–83) steht das Gemeindehaus. Dem Brunnen gegenüber befinden sich um 1940 (1938–1940) erbaute Siedlungshäuser. Der Brunnenkörper mit dem Austritt zur Fahrbahn steht auf dem unbefestigten Gehsteig innerhalb eines Pflastermosaiks. Der Austritt an einer langen Hülse des FSH-L-Brunnenkörpers endet oberhalb einer Platte mit ovaler Mulde zwischen diesem Pflaster. Auffällig am neuen Brunnenkopf der Flechtenbewuchs. Der Brunnenkörper wurde in den späteren 2010er Jahren an gleicher Stelle und Lage ersetzt. Im Jahr 2008 stand hier eine vierteilige Säule mit einem im Durchmesser dickeren Brunnenständer und dem Austrittsrohr am Zwischenrohring. Der Standort des Brunnens ist in der Senatsliste 2015 zur Anfrage im Abgeordnetenhaus mit ‚Klinnerweg 53‘ (PLZ: 13509) notiert. Der Brunnen ist im Eigentum des Landes Berlin. |
| Reind    | 047         | Thurgauer Straße ggü. 66 Lage Teichstraße                               | FSH-L dreiteilige Säule             | 02–2,5 m         | Der Brunnen am Rand der Weißen Stadt steht an der Südseite der Straße am Rand der Grünfläche zur Genfer Straße. Vom Brunnen gegenüber steht das 1957 erbaute „Haus der Jugend – Fuchsbau“. Der angelegte Sport- und Spielplatz wurden in den späten 1970er Jahren neugestaltet, wobei der Süden der Ragazer Straße einbezogen wurde. Nach der Liste aus dem Abgeordnetenhaus mit Brunnen Thurgauer Straße 66 (PLZ: 13407) notiert. Nördlich der Jugendfreizeitstätte zur Lindauer Allee steht an der Walliser Straße die Paul-Löbe-Schule (Lindauer Allee 23-25). Zum Brunnen gehört für den Abfluss eine rechteckige Muldenplatte mit Abflussrinne. Der aufgeflanschte Ständer auf den Sockelrohr befindet sich in einer Kleinpflasterfläche zwischen Weg und Gebüsch mit dem Schwengel zum Weg gerichtet. Das Austrittsrohr dazu quer ist an der langen Hülse der FSH-Pumpe geflanscht. Der Schwengelkopf ist mit –480-47 markiert. Anzumerken ist, dass der Drehbolzen des Schwengelarms zwar neben dem Bolzen steckt, dennoch konnte gepumpt werden. Der Brunnen ist im Eigentum des Landes Berlin. |
| Reind    | 048         | Reginhardstraße 27 Lage Letteplatz                                      | Säule (vierteilig)                  | 03–4 m           | Die Brunnensäule gehört noch zu Reinickendorf am bebauten Dreieck Reginhard-, Residenz-, Ritterlandstraße während sich das Straßenland der Fahrbahn und das gegenüberliegende Kloster zum Guten Hirten (Hausnummer 28) und die Kirche Maria Regina (Residenzstraße 90/92) in Gesundbrunnen (Bezirk Mitte) befinden. Der Standort ist nach Liste mit „Brunnen Reginhardstraße 27“ (PLZ: 13409) notiert. Das Gewerbegrundstück 27 ist mit Ritterlandstraße 8 verbunden. Er steht zwischen zwei Schutzpfosten auf einem Pflastermosaik im Rasenstreifen der Straßenbaumflucht. Zur Residenzstraße 40 m und zur Ritterlandstraße 70 m entfernt. Schwengel und Austritt längs zur Fahrbahn bedingen die Muldenplatte seitlich am Fußflansch. Bezeichnet ist der Brunnen mit „Kein Trinkwasser“ und „Autowaschen verboten“. Der Brunnen ist im Eigentum des Landes Berlin. |
| Reind    | 049         | Kamekestraße (3) Lage Hausotterplatz                                    | Säule (vierteilig)                  | 03–4 m           | Der Standort ist nach der Liste von 2015 mit „Brunnen Kamekestraße 3 (PLZ: 13409)“ notiert. Auf diesem Grundstück an der Nordwest-Ecke vom Hausotterplatz steht die „Hausotter-Schule“ (Adresse Hausotterplatz 4), an der dem Brunnen gegenüberliegenden Straßenseite steht die Mitte der 1950er Jahre erbaute Evangeliumskirche zur Winterstraße, die om Platz geteilt wird. Der Brunnen steht am westlichen Gehsteig zwischen dessen Kleinpflasterung in Reihe der Baumflucht. Gegen das Anfahren von der Straße her ist er mit zwei Pfosten geschützt. Am Fußflansch zum Sockelrohr mit Frosthahn liegt eine Muldenplatte unter dem Wasserrohrbogen zur Fahrbahn gerichtet. Der Schwengel mit einem kugeligen Gegengewicht am Ende des Handgriffs ist vom Fußweg längs zum Bordstein zu bedienen. Am Brunnen sind keine weiteren Hinweise zum Trinkwassergebrauch. Der Brunnen ist im Eigentum des Landes Berlin. |
| Hermd    | 050         | Friedrichsthaler Weg 24 Lage Hermsdorf                                  | Freyer                              | 04–7 m           | In der Aufstellung des Senats ist „Brunnen Friedrichsthaler Weg“ (PLZ: 13467) notiert. Ein Freyer-Brunnen steht an der Westseite der Drewitzer Straße (Grundstück 14) mit 10 m am Eckgrundstück Friedrichsthaler Weg 24. Der Brunnenfuß liegt in einem Pflastermosaik innerhalb der Reihe Straßenbäume am Gehwegerand. Da Schwengel und gegenüberliegender Austritt parallel zum Bordstein stehen liegt die Muldenplatte seitwärts am Brunnen. Nach Süden über den Hermsdorfer Damm setzt die Fellbacher Straße den Straßenlauf fort. Der Brunnen ist im Eigentum des Landes Berlin. |
| Konhö    | 051         | Edeltrautweg 31 Lage Konradshöhe/Tegelort                               | Säule (vierteilig)                  | 02–2,5 m         | In der Baumreihe des östlichen Gehsteigs des Edeltrautwegs steht 20 m zur Ecke der Jörsstraße eine Brunnensäule aus vier Teilen (Unterteil, Auslauf, Mittelrohr, Schwengelkopf). Die Entfernung zum Ufer der Havel beträgt 50 m, wobei der Anleger der Autofähre nach Spandau an der Jörsstraße steht. Der Brunnenfuß mit dem Sockelrohr verbunden liegt dabei zusammen mit einem Tränkstein (Platte mit ovaler Mulde) im Pflastermosaik des Rasenstreifens eingebettet. Der Schwengel mit einem Vielflächner als Gegengewicht am Handgriff liegt zum Gehweg, der Auslauf quer zum Bordstein. Über dem Auslauf befindet sich eine A4-große Tafel mit dem Hinweis auf das Autowasch-Verbot am Brunnen. In der Liste zur Beantwortung der Anfrage der Piratenpartei im Abgeordnetenhaus ist der „Brunnen Edeltrautweg (PLZ: 13505)“ notiert. Die Brunnensäule stand bereits um 2000. Am anderen Ende des Edeltrautwegs befindet sich ein zweiter Straßenbrunnen. Der Brunnen ist im Eigentum des Landes Berlin. |
| Heils    | 052         | Dambockstraße 19 Lage Heiligensee                                       | FSH-L dreiteilige Säule             | 2–2,5 m          | Der Brunnen steht vor dem Grundstück Nr. 19 auf dem Rasenstreifen in einem Kleinpflaster-Viereck. Das Wasseraustrittsrohr wurde am Ansatzstück einer langen Rohrerweiterung verschraubt. Die Entfernung des Standortes zum Grimbartgraben beträgt 25 m. Der Standort des Brunnens ist nach der Liste der Anfrage im Abgeordnetenhaus mit Dambockstraße 19 (PLZ: 13503) notiert. Der Brunnen ist im Eigentum des Landes Berlin. |
| MärkV    | R0053       | Wilhelmsruher Damm 94 Lage Treuenbrietzener Straße                      | <abgebaut>                          | Flurabstand      | Der Brunnen stand an der Nordseite vom Wilhelmsruher Damm nahe zur Ecke Gundenitzer Weg vor der Charlie-Chaplin-Schule (Turnhalle). Die Tiefenseer Straße mündet gegenüber etwas nach Westen. Da das Wasserfördern behindert war, wurde er vor 2010 stillgelegt und eingelagert. Durch eine Überbohrung ist beabsichtigt, den Brunnen wieder einsatzfähig zu machen. Der Brunnen ist im Eigentum des Landes Berlin. |
| Frohn    | 054         | Senheimer Straße 20 Lage Frohnau                                        | Säule (vierteilig)                  | 20–30 m          | Der Brunnen Senheimer Straße (PLZ: 13465) ist in der Senatsliste (Stand: 2015,) notiert. Er steht in der Senheimer Straße 15 m von der Südostecke mit der Markgrafenstraße. Mit dem Schwengel in Richtung des grünen Gehsteigrandes steht die Säule mit dem Brunnenfuß in einem Pflastermosaik. Das Austrittsrohr ist zur Fahrbahn gerichtet. Unterhalb vom Rohrbogen liegt an den Bordstein grenzend eine Platte mit ovaler Mulde für das ablaufende Wasser. 120 m die Markgrafenstraße nach Westen befindet sich der Ludwig-Lesser-Park daneben die Victor-Gollancz-Schule (Gollanczstraße 18–24) Der Brunnen ist im Eigentum des Landes Berlin. |
| Heils    | 055         | Kiefheider Weg 5 Lage Heiligensee                                       | FSH-L dreiteilige Säule             | 03–4 m           | Vor dem Grundstück Kiefheider Weg 5 steht 30 m von der Ruppiner Chaussee entfernt ein Notwasserbrunnen auf dem Grünstreifen am Gehweg. Der Brunnenfuß befindet sich auf einem Pflasterviereck zusammen mit seinem runden Straßeneinlauf unter dem Wasseraustrittsrohr, das gegenüber vom Schwengel parallel zum Gehweg angebracht ist. Noch 2008 stand hier eine vierteilige Brunnensäule deren Unterteil auf der Grundplatte im Durchmesser erweitert war. An diesem lag der Austritt zum Bordstein und der Schwengel quer dazu. Der Ablauf erfolgte direkt über die Pflasterung und den Bordstein. In der Antwortliste zur Anfrage an das Abgeordnetenhaus ist „Brunnen Kiefheider Weg“ (PLZ: 13503) notiert. Der Brunnen ist im Eigentum des Landes Berlin. |
| Heils    | 056         | Hennigsdorfer Straße 94 Lage Heiligensee                                | FSH-L dreiteilige Säule             | 02–2,5 m         | Der Standort des Brunnens ist nach der Liste mit Kurzebracker Weg (PLZ: 13503) angegeben. Er steht an der nördlichen Ecke des auf die Hennigsdorfer Straße mündenden Kurzebracker Wegs. 60 m in diesen Weg vom Brunnen entfernt liegt – parallel zur Hennigsdorfer Straße – der Erlengraben. Die Entfernung zum Ostufer des Nieder-Neuendorfer Sees beträgt 200 m. Im August 2008 stand an dieser Stelle noch ein Rümmlerbrunnen (Auslauf zum Bordstein, Schwengel quer dazu und ebenfalls wie der Ersatz orientiert). An dem seither aufgestellten dreiteiligen Brunnen vom Typ FSH fehlte im Frühjahr 2019 bereits der Schwengel. Dieser ist am Ansatz außerhalb vom Drehbolzen abgebrochen und der Rost an der Abbruchstelle beweist einen Schaden, der seit geraumer Zeit besteht. Die zwei seitlichen Sicherungspfosten zur Fahrbahn hin, um Schäden durch Anfahren zu verhindern, standen bereits 2008. Der Auslauf am Brunnen ist an einem kurzen Ansatzstück der Säule befestigt. Der Brunnenfuß mit Frosthahn befindet sich zusammen mit dem Tränkstein (ovale Mulde) auf der Pflasterung des unbefestigten Gehwegabschnitts im Bereich der Straßenbaumreihe. Der Brunnen ist Eigentum des Landes Berlin. |
| Tegel    | 057         | Waidmannsluster Damm / Bonifaziusstraße Lage Ziekowstraße/Freie Scholle | Säule (vierteilig)                  | 04–7 m           | Der Brunnen steht an der Nordseite von Waidmannsluster Damm (zwischen 35 und 37) auf der Grünfläche in der Mitte der mündenden Bonifaziusstraße. Für den Ablauf liegt eine rechteckige Auffangmulde unter dem Wasseraustritt, das Wasser fließt über den breiten Bordstein in das Schnittgerinne. Zur Sicherung gegen Auffahrschäden befinden sich zwei hüfthohe Poller an beiden Seiten vom Brunnen. Charakteristisch für den Standort im Bezirk ist das „Autowaschen-verboten“-Schild in DIN-A4-Größe. Der Standort des Brunnens ist nach der Liste der Anfrage im Abgeordnetenhaus mit Waidmannsluster Damm (PLZ: 13509) notiert. Der Brunnen ist im Eigentum des Landes Berlin. |
| Wittn    | 058         | Pannwitzstraße 60 Lage Wittenau Süd                                     | Säule (vierteilig)                  | 02,5–3 m         | Auf einem Pflastermosaik zwischen den Gehwegplatten an der Pannwitzstraße vor der Nordostecke mit dem Olbendorfer Weg steht die Brunnensäule (vierteilige Reinickendorfer Form). Während der Schwengel mit grober Kugel am Handgriff parallel zum Bordstein zu bewegen ist, liegt das Austrittsrohr zur Fahrbahn. Für den Wasserablauf liegt eine Muldenplatte zwischen Fußflansch mit Frosthahn und Bordstein. Der Brunnenkörper mit Verbotsschild zum Autowaschen, aber ohne Hinweis, dass kein Trinkwasser fließt, hat eine intakte Lackierung und wird offensichtlich von Anwohnern genutzt: es fließt sofort klares Wasser. Nach Osten am folgenden Nord-Ast des Olbendorfer Wegs angrenzend liegt das Gelände der Karl-Bonhoeffer-Nervenklinik (vormals Wittenauer Heilstätten, Irrenanstalt Dalldorf). Der Standort des Brunnens ist amtlich mit Pannwitzstraße 60 (PLZ: 13403) notiert. Der Brunnen ist im Eigentum des Landes Berlin. |
| Heils    | 061         | Rallenweg 3 Lage Heiligensee                                            | Freyer                              | 03–4 m           | Der Standort des Brunnens ist nach der Liste der Anfrage im Abgeordnetenhaus mit Rallenweg 2 (PLZ: 13505) notiert. Der Brunnen, eine Säule der Firma Freyer und Sohn, mit einem zylindrischen Brunnenkörper und dem Kopfteil mit Schwengel steht 20 m zur Ecke Sandhauser Straße, über diese und die bebauten Grundstücke (Anglersiedlung Havelblick) hinweg ist das Havelufer 160 m entfernt. An der dem Brunnen gegenüberliegenden Straßenseite (Rallenweg 2/4) befindet sich eine 1955 erbaute Kindererholungsstätte, die an das Gelände des landeseigenen Friedhofs Heiligensee grenzt. An der Brunnenseite der Straße, bis 1965: Mühlenstraße, befindet sich auf dem Grundstück 3–7 seit den 1980er Jahren eine Senioreneinrichtung auf dem schon in en 1930er Jahren bebauten Grundstück (Sandhauser Straße 72/74). Der Brunnen ist im Eigentum des Landes Berlin. |
| Wittn    | 062         | Fräsersteig 64 Lage Wittenau Süd                                        | Säule (vierteilig)                  | 20–30 m          | Der „Brunnen Fräsersteig“ (PLZ: 13437) der Liste aus der Drucksache Abgeordnetenhaus steht an der südlichen Straßenseite des Fräsersteigs zwischen Dübelpfad und Fäustelsteig, gegenüberliegend der Amboßweg. Er ist auf dem Pflasterrand des Gehsteigs auf dem Sockelrohr aufgeflanscht. Zwischen Bordstein und Brunnenfuß liegt Kleinpflaster. Die Siedlungshäuser wurden 1957 auf dem Gelände der Gartenkolonie Adler erbaut. Durch die Siedlung 200 Meter nach Süden fließt der Nordgraben, die Nordbahn ist 80 Meter nach Osten entfernt. Spätestens seit 2019 sind die Reparatur des Frosthahns und ein Straßeneinlauf vorgesehen. Der Brunnen ist im Eigentum des Landes Berlin. |
| MärkV    | 063 (ex)    | Eichhorster Weg / Schlitzer Straße 43 Lage Lübarser Straße              | <abgebaut>                          | (*-*)            | Der Standort des Brunnens ist nach der Liste der Anfrage im Abgeordnetenhaus mit Eichhorster Weg Sch (PLZ: 13435) notiert. Im Jahr 2008 stand er noch 30 Meter von der Schlitzer Straße am Gehsteigrand des Eichhorster Wegs vor dem Flachbau eines Autohändlers (Subaru, Adresse mit Schlitzer Straße 33/43). Es war eine Brunnensäule der Reinickendorfer Art mit vier Abschnitten, wobei Schwengel und Austritt parallel zur Bordsteinkante lagen und deshalb die Auffangplatte mit ovaler Mulde seitlich am Brunnenfuß lag. Zehn Jahre später wird der Gewerbebau von der Bäckerei Gümüs (Eichhorster Weg 61) genutzt. Der Brunnenkörper ist abgebaut. Der Brunnenschacht ist mit Stand 2019 mit einem Blech abgedeckt, das am Sockelrohr verschraubt ist, sodass eine Wiederinbetriebnahme möglich ist. An der dem Brunnen gegenüberliegenden Südostecke der Straßenkreuzung steht die Apostel-Andreas-Kirche. Der Brunnen wurde stillgelegt, abgebaut und eingelagert; in der Investitionsplanung der 2020er Jahre ist der Standort für eine Überbohrung vorgesehen. Der Brunnenstandort ist im Eigentum des Landes Berlin. |
| Reind    | 064         | General-Barby-Straße 113 Lage Mellerbogen                               | Borsig                              | 04–7 m           | Der Brunnen steht am westlichen Randstreifen der General-Barby-Straße unmittelbar an der Nordecke der Waldstraße. Der Brunnenfuß ist innerhalb eines Pflastermosaiks auf dem Sockelrohr im abgesetzten Parkstreifen aufgestellt. Gegen Anfahrunfälle ist der Brunnenkörper durch vier Sperrpfosten gesichert. Während an diesem Standort noch 2019 ein vierteiliger Pumpenkörper stand, wurde 2020 eine neue Borsig-Pumpe aufgestellt. Unter dem Wasserauslass befindet sich seitdem ein rundes Ablaufgitter; zuvor befand sich hier lediglich eine Platte mit Mulde im Kleinpflaster. Die Straße endet nach Norden an der S-Bahn-Strecke mit einem Wendehammer. Der S-Bahnhof Eichborndamm ist über die Waldstraße in 300 Meter zu erreichen. Der Standort des Brunnens ist nach der Liste der Anfrage im Abgeordnetenhaus mit ‚General-BarbyStraße 113‘ (PLZ: 13403) notiert. Der Brunnen ist im Eigentum des Landes Berlin. |
| Hermd    | 065         | Oswinsteig 7 Lage Hermsdorf                                             | FSH-L dreiteilige Säule             | 04–7 m           | Einer der Brunnen aus der Landesliste der Anfrage der Piratenpartei von 2015 wurde mit Oswinsteig (PLZ: 13467) notiert. Dieser befindet sich 12 m von der Südostecke mit der Roedernstraße. Schwengel und Austritt liegen parallel zur Fahrbahn. Der Brunnen steht in einem Pflastermosaik auf dem unbestigten Baumstreifen des südlichen Bürgersteigs. Innerhalb der Pflasterung ist die ovale Mulde für den Wasserablauf eingesetzt. Das Rohr ist am Ansatz der langen Hülse verschraubt. Der Kranz am Brunnenfuß ist über einen im Durchmesser größeren Zwischenring auf dem Kranz des Sockelrohrs angeschraubt. Der Brunnen ist im Eigentum des Landes Berlin. |
| Frohn    | 066         | Sigismundkorso 41 Lage Frohnau                                          | Borsig Sechskantsäule               | 30–40 m          | Der Standort des Brunnens ist nach der Liste der Anfrage im Abgeordnetenhaus mit Sigismundkorso 41 (PLZ: 13465) notiert. Dieses Eckgrundstück Nordwest Sigismundkorso 41 ist mit der Adresse Artuswall 47 verknüpft. Der neue Brunnenstandort steht Sigismundkorso/Artuswall. Der Straßenverlauf Artuswall ist am Sigismundkorso von Süd nach Nord um 20 m nach Osten versetzt. Weitere 30 m nach Osten beginnt daer Maximilianskorso nach Nordost. Gegenüber der von Süden mündenden Straße steht der (neue) Borsigbrunnen zwischen zwei Pfosten, die Anfahrunfälle verhindern sollen. Diese beiden standen bereits an der vorhergehenden vierteiligen Brunnensäule die Ende der 2010er Jahre ersetzt wurde. Für den Abfluss liegt am Brunnenfuß im Kleinpflaster nahe zum Straßenbaum ein runder Straßeneinlass, der abfließendes Wasser aus dem Austritt direkt in die Straßenkanalisation führt. Der Brunnen ist im Eigentum des Landes Berlin. |
| Hermd    | 067         | Elsenbruchstraße 9 Lage Hermsdorf                                       | Säule (vierteilig)                  | 03–4 m           | Der „Brunnen Kurfürstenstraße Els“ (PLZ: 13467) steht an der Nordwestecke der Kurfürsten-/ Elsenbruchstraße auf einem Pflastermosaik am Fahrbahnrand vor dem Eckgrundstück 9 (vormals auch Kurfürstenstraße 36). Der Gehweg besitzt einen breiten Grasrand. Das Tegeler Fließ befindet sich 300 m südlicher in seinem Fließtal. Der Brunnen ist im Eigentum des Landes Berlin. |
| Tegel    | 068         | Oeserstraße ggü. 3 Lage Ziekowstraße / Freie Scholle                    | Säule (vierteilig)                  | 03–4 m           | In der Liste des Senats zur Anfrage im Abgeordnetenhaus von 2015 ist der ‚Brunnen Oeserstraße 3‘ (PLZ: 13509) notiert. Der Standort befindet sich am Rand des südlichen Bürgersteigs, gegenüber der Straßenfront der Wohnhauszeile 1–15 in Höhe von Haus 3. An der Brunnenseite der Straße liegt etwas zurückgesetzt eine Garagenreihe (Grundstück Oeserstraße 2/6). Die Oeserstraße mündet 50 Meter westlich an der Ziekowstraße, der Straßenlauf als Stillachzeile fortgesetzt. Die Bebauung wurde von der bereits bebauten Dietrich-Eckart-Straße (seit 1947: Gorkistraße) um 1950 nach Süden (östlich der S-Bahn) fortgesetzt, so schließt die dem Brunnen gegenüberliegende Wohnzeile mit dem Eingang von der Hofseite das Karree mit Ziekow-/ Gorki-/ Marzahnstraße. Beim U-Bahnbau ging der direkte Zugang zum S-Bahnhof verloren. Der Brunnen ist 50 m von der Ziekowstraße entfernt. Der Stand der Brunnensäule liegt einen halben Meter von der Bordsteinkante auf Pflaster zwischen Kleinpflasterstreifen und Gehwegplatten des Bürgersteigs. Der Schwengel steht längs und das Austrittsrohr quer zum Bordstein. Der Wasserabfluss gelangt auf eine Platte mit ovaler Mulde. Der Brunnen ist im Eigentum des Landes Berlin. |
| Tegel    | 069         | Sterkrader Straße neben 45a Lage Tegel Süd                              | Säule (vierteilig)                  | 04–7 m           | Der Brunnen (OSM-ID-3332243436) steht an der Westseite der Sterkrader Straße 10 Meter zur Gehwegecke des einmündenden Bottroper Wegs. Zwischen den Baumscheiben wurde der Gehwegrand mit Kleinpflaster belegt. Die Schwengelpumpe steht so nicht ganz einen Meter vom Fahrbahnrand (Parkspur) und das Wasser aus dem zur Fahrbahn gerichteten Austrittsrohr gelangt in den Tränkstein mit ovaler Mulde über einige Kleinpflastersteine und den schmalen Bordstein in den Straßenablauf. Zum Zeitpunkt[veraltet] der Vor-Ort-Begehung 2018 war der Bolzen am Schwengeldrehpunkt herausgerutscht, ein Schild zur Nichtbenutzung als Trinkwasser angebracht, der Gewichtskörper am Handgriffende ein Vielflächner. Der benachbarte Wohnblock (Gewobag) hat die Adresse Sterkrader Straße 45a-45c, dem Brunnen gegenüber liegt der Block 1–1b, 1c mit der Adressierung Stockumer Straße 1b. In Richtung zur Bernauer Straße befindet sich die katholische Kirche St. Bernhard (mit Kita, Sterkrader Straße 43, 45 und Bernauer Straße 66, 68). An der Ostseite etwas nördlich befindet sich das Grundstück (44, 46) der Havelmüller-Schule (mit Freizeitheim, Sporthalle, Jugendfreizeitstätte). Der Standort des Brunnens ist nach der Liste der Anfrage im Abgeordnetenhaus mit Sterkrader Straße (PLZ: 13507) notiert. Der Brunnen ist im Eigentum des Landes Berlin. |
| Wittn    | R0070       | Brodersenstraße 2 Lage Wittenau Süd                                     | <abgebaut>                          | 04–7 m           | Der Brunnenstandort ist Tessenower Straße / Brodersenstraße. In der Liste der Piraten-Anfrage im Abgeordnetenhaus ist der „Brunnen Tessenowstraße 30“ (PLZ: 13437) notiert. An der Ecke Brodersenstraße vor dem Grundstück dem zur Tessenowstraße 30 gehörenden Grundstück stand zwischen dem dritten und vierten Straßenbaum (25 m von der Straßenmündung und 60 m von der Roedernallee) wenigstens 2008 noch ein Schliephacke-Brunnen. Er stand auf dem Randstreifen des nördlichen Gehwegs und wurde abgebaut, wohl da er nach 40-jährigem Betrieb verschlissen war. Eine Spur des Standortes ist nicht verblieben, abgesehen vom Streifen Kleinpflaster zwischen den Straßenbäumen. Nach dem Zustand des Randstreifens wurde der Standort aufgegeben und der Quellschacht verfüllt, der Brunnen ist stillgelegt und soll nach dem Investitionsplan von 2020 durch eine Überbohrung wieder reaktiviert werden. Der Standort ist im Eigentum des Landes Berlin. |
| Reind    | R0071       | Becherweg ggü. 1 Lage Teichstraße                                       | <abgebaut>                          | 02,5–3 m         | Der Standort des Brunnens ist nach der Liste der Anfrage im Abgeordnetenhaus mit Becherweg (PLZ: 13407) notiert. Ein Rümmler-Brunnen mit Schwengel und Austritt parallel zum Bordstein stand noch im November 2009 auf dem östlichen Bürgersteig des Becherwegs. 15 Meter südlich der Humboldtstraße war der Aufstellort vor der Stirnseite von Humboldstraße 100/101, gegenüber liegt das Grundstück der Till-Eulenspiegel-Schule (Humboldtstraße 8–13 mit Adresse 1 an der Ecke der Lindauer Allee befindet sich eine Kita). Im Becherweg beginnt der um 1958 erbaute Wohnblock 37–33 vom Brunnenstand durch die Parkplatzzufahrt (entsprechend Becherweg 38) getrennt. Im Frühjahr 2019 war der Brunnenkörper beräumt. Die 300 m entfernt an der Lindauer Allee stehende Borsigsäule 194 übernimmt (wohl) die Versorgung. Der Gehweg wurde danach umgestaltet und die Gehwegplatten wurden (offensichtlich) umsortiert. Der Brunnenstandort ist stillgelegt und der Brunnenschacht verschüttet worden, der Brunnenenkörper ist eingelagert. Durch eine Überbohrung wurden wohl die unterirdischen Brunnenteile entfernt und im Investitionsplan der 2020er Jahre ist die Wiedereinrichtung vorgesehen. Der Standort ist im Eigentum des Landes Berlin. |
| Reind    | 072         | Kienhorststraße ggü. 94 Lage Mellerbogen                                | FSH-L                               | 04–7 m           | Der Brunnen steht vor dem (tiefer liegenden) Lienemannbecken am Rand des Bürgersteigs in der Kienhorststraße 10 m von der Lienemannstraße (Südwestecke). Der Standort des Brunnens ist nach der Liste der Anfrage im Abgeordnetenhaus mit Kienhorststraße 95 (PLZ: 13403) notiert. Diese Grundstücksnummer 95 gilt für das Rückhaltebecken das 90 m südlich der Kienhorststraße an das sich die zu Beginn der 1970er Jahre erbaute Hermann-Schulz-Schule mit der Adresse 67/79 anschließt. Über die Lienemannstraße hinweg befindet sich das Wohnhaus 97/99. Der Brunnenfuß auf dem Sockelrohr liegt zusammen mit dem runden Ablaufgitter in einem Pflastermosaik, wobei eine Baumscheibe mit Straßenbaum die Formsteinlage zwischen Gehweg und Bordstein unterbricht. Der Brunnen ist im Eigentum des Landes Berlin. |
| Wittn    | 073         | Am Kesselpfuhl 52 Lage Wittenau Nord                                    | FSH-L dreiteilige Säule             | 07–10 m          | In der Siedlung Grünland befindet sich der Standort vor dem dreigeschossigen Wohnhaus 20 Meter östlich der gegenüber mündenden Straße „In den Kaveln“. Der Brunnen steht auf dem Pflastereinsatz im Grasstreifen mit jungen Straßenbäumen an der Nordseite von Am Kesselpfuhl. In der Liste ist der „Brunnen Am Kesselpfuhl 43“ (PLZ: 13437) benannt. 2008 stand, allerdings schon am jetzigen Platz, eine Säule mit durchgehendem Schaft und aufgesetztem Kopfteil, das untere Rohrteil war erweitert. Der Muldenstein unter dem Wasserrohr war zu diesem Zeitpunkt schon vorhanden. Diese Säule besaß an den unteren 40 cm einen erweiterten Umfang zum Anschluss des Brunnenfußes am Sockelrohr, das Wasserrohr war angeschweißt und das im Durchmesser größere Kopfteil trug den geschwungenen Schwengel. Der Brunnen ist im Eigentum des Landes Berlin. |
| Frohn    | 074         | Im Fischgrund 18 Lage Frohnau                                           | Säule (vierteilig)                  | 010–15 m         | Die Liste aus der Antwort auf die Anfrage im Abgeordnetenhaus nennt einen „Brunnen Im Fischgrund“ (PLZ: 13465). Dieser steht im Fischgrund 15 Meter östlich der Kreuzung von Rosenanger/Hattenheimer Straße. Am südlichen Gehsteig befindet sich die aktive Brunnensäule gegenüber vom Auber Steig. Der unbefestigte Gehweg besitzt am Straßenrand entlang Straßenbäume dessen einer nahe zum Brunnen steht. Der Standort um die Quellbohrung mit dem Sockelrohr ist gepflastert, unter dem quer zur Fahrbahn gerichteten Austritt befindet sich eine Platte mit ovaler Mulde, die Wasser auffängt und über den Bordstein leitet. Der Brunnen ist im Eigentum des Landes Berlin. |
| Frohn    | 075         | Zeltingerstraße 87 Lage Frohnau                                         | Säule (vierteilig)                  | 10–15 m          | Auf dem westlichen Gehsteig der Zeltinger Straße steht 15 Meter südlich der Schönfließer Straße der Straßenbrunnen. Er befindet sich vor dem Eckgrundstück 87 und gegenüber vom Grundstück 90 zu 88 nahe der Bushaltestelle und Wartehalle. Der breite Gehsteig besitzt eine befestigte Laufbahn mit Gehwegplatten, das Pflastermosaik des Brunnens mit der darin eingelassenen rechteckigen Platte mit ovaler Mulde grenzt unmittelbar an den Bordstein. Der Austritt darüber liegt quer und der Schwengel längs zur Fahrbahn. Der Standort des Brunnens ist nach der Liste der Anfrage im Abgeordnetenhaus mit „Zeltinger Straße 85“ (PLZ: 13465) notiert. Der Brunnen ist im Eigentum des Landes Berlin. |
| Heils    | 076         | Stolpmünder Weg 45 Lage Heiligensee                                     | FSH-L dreiteilige Säule             | 04–7 m           | Der FSH-L-Brunnen 76 am westlichen Gehsteig Stolpmünder(NW-)Ecke Sonnenwalder Weg wurde 2018 aufgebaut und ersetzte einen älteren Brunnenkörper aus vier Rohrteilen. Im März 2019 befand sich am Schwengelgriff das Schild „Frisch gestrichen“ und der Fuß auf dem Sockelrohr mit dem Straßeneinlass unter dem Wasserauslauf waren in einer ungepflasterten Schüttung eingebracht. Die Brunnenstelle über der Quellbohrung wie vorher zwischen dem Pflasterrand und den Gehwegplatten gelegen, auch dei Ausrichtung von Rohr und Schwengel parallel zur Fahrbahn wie zuvor. Der Standort ist nach Landesliste der Anfrage mit Brunnen Stolpmünder Weg (PLZ: 13503) beschrieben. Der Wasserfluss erfolgte sofort beim Pumpen. Am Mittelteil der Säule ist der Wasseraustritt am Ansatz der langen Hülse verschraubt. Das an der Brunnenseite anliegende Grundstück gehört zur um 1960 er bauten Ellef-Ringnes-Schule, südlich anschließend steht die Waldkirche (39/43 mit Kita aus 35/37). Hinter beiden Grundstücken folgt ein Streifen Forst und nach 180 m die Landesgrenze zu Stolpe-Süd. Der Brunnen ist im Eigentum des Landes Berlin. - Reinickendorf: Reginhardstraße: In der Liste mit „Brunnen Reginhardstraße (PLZ: 13409)“ ohne weitere Angaben zur Lage aufgenommen. Zu den weiteren an der Straße stehenden Anlagen konnte aus dieser Angabe keine Verbindung gefunden werden. |
| Reind    | R0077       | Mittelbruchzeile ggü. 70 / Reginhardstraße Lage Hausotterplatz          | <abgebaut>                          | 02–2,5 m         | Ein Brunnen ist nach Liste mit „Reginhardstraße (PLZ: 13409)“ notiert. Er stand an der Mündung der Mittelbruchzeile zur Reginhardstraße, gegenüber von Mittelbruchzeile 70, das Eckgrundstück ist mit Reginhardstraße 130 adressiert. Der stillgelegte Brunnenstandort lag an der Nordseite 20 Meter von der Reginhardstraße entfernt. Auf Grund des schlechten Zustandes wurde er stillgelegt, abgebaut und eingelagert. Sobald die nötigen finanziellen Investitionsmittel bereitstehen ist vom Bezirksamt eine Überbohrung des Standortes und das erneute Aufstellen an diesem Ort oder versetzt in der Nähe vorgesehen. Der Brunnen ist im Eigentum des Landes Berlin. |
| Reind    | 078         | Raschdorffstraße ggü. 84 Lage Breitkopfbecken                           | FSH-L dreiteilige Säule             | 02–2,5 m         | Ein Brunnen ist nach Liste mit „Raschdorffstraße (PLZ: 13409)“ notiert. Er steht intakt am nordwestlichen Bürgersteig der Raschdorffstraße gegenüber vom Wohnhaus 48 der Hauszeile 74–84 (erbaut um 1930) und neben der Stirnseite des Wohnhauses Herbststraße 49 an der dreigeschossigen Hauszeile 49–59 (erbaut zu Beginn der 1950er Jahre auf Kleingartengelände). Der Fußflansch des Brunnens liegt zwischen dem Kleinpflaster der Flucht der Straßenbäume des nördlichen Bürgersteigs. Der Schwengel ist längs zum Gehsteig bedienbar und der Wasseraustritt am langen Teil angeflanscht endet oberhalb der Muldenplatte zum Bordstein hin. Statt Schutzpfosten befindet sich neben dem Brunnenkörper eine Streusandkiste, die (wohl) auch vor parkenden Fahrzeugen schützt. Ein „Kein-Trinkwasser“-Aufkleber ist vorhanden. Der Brunnen ist im Eigentum des Landes Berlin. |
| Reind    | 079         | Holländerstraße ggü. 63 Lage Schäfersee                                 | FSH-L dreiteilige Säule             | 04–7 m           | Der Brunnen (OSM-ID-3377058136) steht auf der Nordseite der Holländerstraße und somit in Reinickendorf, während die Südseite der Straße zu Wedding (Bezirk Mitte) gehört. Brunnenständer und ein Tränkstein mit großer ovaler Mulde befinden sich auf einer Pflasterfläche am Straßenrand im Baumstreifen. Hinter dem Brunnen steht – zurückgesetzt – das Wohnhaus Nummer 39. Das Pumpen brachte zunächst bräunliches Wasser. Nach StreetView aus dem Jahre 2008 stand noch eine Schliephackepumpe, die durch den zylindrischen Brunnenständer aus drei zusammengeschraubten Rohren, am Wasseraustritt mit einer langen Erweiterung, ersetzt wurde. Der Standort des Brunnens ist nach der Liste der Anfrage im Abgeordnetenhaus mit Holländerstraße 64 (PLZ: 13407) notiert. Der Brunnen ist im Eigentum des Landes Berlin. |
| Reind    | 080         | Zobeltitzstraße neben 96 Lage Klixstraße                                | Säule (vierteilig)                  | 03–4 m           | Der Brunnen (OSM-ID-3271003309) steht vor der „Klix-Arena“ mit der Grundstücksnummer 94a an der Zufahrt zum Wohnblock 96/98/100 am Straßenrand. Vor dem Brunnenständer auf dem Kleinpflasterstreifen des Gehwegs liegt unter dem Austrittsrohr ein Ablaufgitter. Die neben dem Kinderspielplatz liegende „Promenade“ vom Seidelbecken war bis in die 1960er Jahre noch die Ortsteilgrenze zwischen Reinickendorf und Tegel. Der Standort des Brunnens ist nach der Liste der Anfrage im Abgeordnetenhaus mit Zobeltitzstraße 96 (PLZ: 13403) notiert. Der Brunnen ist im Eigentum des Landes Berlin. |
| Reind    | 081         | Simmelstraße 20-22 Lage Letteplatz                                      | Säule (vierteilig)                  | 02–2,5 m         | Der gelistete Brunnen (OSM-ID-7172018244) steht am Bürgersteigrand vor dem Gewerbegrundstück „Brunnen Simmelstraße 20–22“ (PLZ: 13409) und 85 m östlich vom Werftendensteig (200 m zur Residenzstraße, 300 m vom Schäfersee). Der Standort am südlichen Gehsteig befindet sich gegenüber vom viergeschossigen Wohnhaus 21. Zwischen den Platanen an dieser Straße befindet sich der Fußflansch (ohne Frosthahn) mit einer Platte mit großer ovaler Mulde innerhalb des Pflastermosaiks im Kleinpflasterrand des Gehsteigs. Der Schwengel ist parallel zum Gehsteig, der Austritt zur Fahrbahn gerichtet. Das Nachbargrundstück 24/25 war in den 1930er Jahren bereits zur Bebauung parzelliert, wurde dann in den 1940er und 1950er Jahren als Kleingärten genutzt. An der Simmelstraße folgte um 1960 die Ergänzung der Wohnhauszeile mit 26–28 und gegenüber 27/29. Verblieben ist ein Streifen für die KGA Simmelgarten (Pankower Allee 29). Der Brunnen ist im Eigentum des Landes Berlin. |
| Reind    | 082         | General-Barby-Straße ggü. 54 Lage Mellerbogen                           | Säule (vierteilig)                  | 03–4 m           | Der Brunnen (OSM-ID-3308240610) steht an der nordwestlichen Ecke zur Auguste-Victoria-Allee. Der Standort am Straßenrand der General-Barby-Straße befindet sich vor dem Grundstück Auguste-Viktoria-Allee 27. Der Pumpwasserabfluss gelangt in einen seitlich des Pumpenkörper liegenden Muldenstein innerhalb der Pflasterfläche und von da über due Bordsteinkante auf die betonierte Fahrbahn. Zwei Hinweisschilder besagen Kein Trinkwasser und Autowaschen verboten. Der Pumpvorgang gab (April 2018) einen klaren Wasserlauf, ein Hakenansatz auf dem Rohrbogen ist zum Einhängen des Wassereimers gedacht. |
| Tegel    | 083         | Titusweg 15 Lage Ziekowstraße / Freie Scholle                           | FSH-L dreiteilige Säule             | 04–7 m           | Der ‚Brunnen Titusweg 15‘ (PLZ: 13509) ist in der Antwort auf eine Anfrage im Abgeordnetenhaus vom Senat notiert. Er steht 170 Meter von der Ziekowstraße an der westlichen Straßenseite des Tituswegs, 110 Meter vom gegenüber mündenden Hieronymusweg. Gegenüber vom Brunnen befindet sich der Anwohnerparkplatz neben dem viergeschossigen Wohnhaus Titusweg 24/26 mit Dachausbau von 2009. Zwischen dem Brunnen auf einem Kleinpflasterstreifen und dem dreigeschossigen (Doppel-)Wohnhaus Titusweg 17, Nordecke benachbart zu 19, befindet sich ein Rasenstreifen mit Bäumen und Gehweg von 32 m Breite. Das Haus 15 von gleicher Bauart und steht 50 m südlicher. Der Schwengel des Brunnens am Straßenrand befindet sich parallel zum Straßenlauf, der Wasseraustritt zur Fahrbahn. Für den Wassereinlauf liegt unterhalb vom Rohrbogen eine Rechteckplatte mit Mulde. Aus der Rinne fließt es auf die Fahrbahn. Der Brunnenkörper FSH steht auf einem Brunnenständer, bodengleich am Sockelrohr angeschraubt ist. Der Wasseraustritt mit Eimerhaken ist am Stutzen der langen Hülse am Pumprohr angeschraubt und der Säulenabschluss mit der Befestigung des Schwengels am Kolbengestänge besitzt einen Halbrundansatz. Der Flechtenbelag auf der Länge des Brunnenkörpers (fahrbahnabgewandte, westliche Rohrseit) ist auffällig. Der Brunnen ist im Eigentum des Landes Berlin. |
| Waidm    | 084         | Todtnauer Zeile ggü. 1 Lage Rollbergesiedlung                           | Säule (vierteilig)                  | 20-30 m          | Der Brunnen steht am östlichen Gehsteig Todtnauer Zeile vor einem Parkplatz 25 m von der Ecke der Titiseestraße. Der Brunnenkörper ist auf dem Sockelrohr im gepflasterten Randstreifen des Gehsteigs aufgeflanscht. Zwischen Brunnenfuß und Bordstein befindet sich die Muldenplatte als Auffang unter dem Wasseraustritt. Das „Waschen verboten“-Schild wurde entfernt, der Hinweis „Kein Trinkwasser“ ist nicht am Brunnen. Die Wohnhäuser des Siedlungsgebietes wurden 1971 auf Brachland erbaut und einige Häuser wurden zunächst als Altenheim, dann als Seniorenheim und Seniorentagesstätte genutzt. |
| MärkV    | 085         | Senftenberger Ring 10 Lage Treuenbriezener Straße                       | FSH-L dreiteilige Säule             | (*-*)            | Der Straßenbrunnen 85 im Märkischen Viertel des Berliner Bezirks Reinickendorf steht an der Ostseite des Senftenberger Rings 30 m südlich dessen Teilung, 60 m südlich vom Packereigraben, 300 m nördlich vom Wilhelmsruher Damm. Auf der gegenüberliegenden Seite befindet sich das EKZ-Gebäude am Nordosten des Märkische Zentrums (Senftenberger Ring 17). Der Brunnenfuß und der Oval-Muldenstein stehen im Baumrand und wie dieser zwischen Gehwegplatten eingefügt. Der Wasseraustritt ist am Ansatz der langen Hülse verschraubt. In einem eng gesetzten Pflasterviereck auf dem ansonsten mit Platten belegten Bürgersteig ist der Fußflansch des Brunnenständers mittels einer Zwischenplatte am Sockelrohr angebracht. Der Wohnblock 2–10 an der Brunnenenseite ist 30 m zurückgesetzt. |
| MärkV    | 086         | Tiefenseer Straße 9 Lage Dannenwalder Weg                               | Säule (vierteilig)                  | (*-*)            | Der Brunnen steht am südlichen Ende der Tiefenseer Straße an der Ostseite der Wendekehre. Der Standort liegt vor dem zwölfgeschossigen Wohnhochhaus Nr. 9, das den Straßenlauf beendet. Am Brunnen findet sich kein Hinweisschild zu „Kein Trinkwasser“, jedoch eine leere Befestigungsschelle dafür. Der Brunnen steht zwischen der Rundung des Bordsteins und einem Straßenbaum auf Kleinpflaster. Für den Wasserablauf ist eine ovale Mulde im Kunststein unter dem Austritt. |
| MärkV    | 087         | Senftenberger Ring (76) Lage Märkisches Zentrum                         | FSH-L dreiteilige Säule             | ***              | Der Straßenbrunnen 87 im Märkischen Viertel des Berliner Bezirks Reinickendorf steht an der Ostseite des Senftenberger Rings 80 Meter südlich der Calauer Straße, in Höhe dem Wohnhaus 76. Der Block 72/78 steht hinter den Parkplätzen 80 m von der Straße entfernt, auf der Brunnenseite ist der Wohnblock 81/85 um 100 m zurückgesetzt. Zum Seggeluchbecken, durch den der Packereigraben fließt, sind es nach Südwesten 160 m. Die Brunnensäule steht in einem Pflastermosaik am Bürgersteigrand. Der Ablauf erfolgt in den runden Straßeneinlass, der mit dem Gully am Bordstein korrespondiert. Darüber endet der Bogen am Austrittsrohr, das am Ansatz einer langen Hülse verschraubt ist, wobei Schwengel und Ablauf parallel zum Bordstein stehen, so dass der Einlass neben dem Säulenfuß mit seinen „drei Ringen“ liegt. |
| MärkV    | 090         | Finsterwalder Straße ggü. 29 Lage Märkisches Zentrum                    | FSH-L dreiteilige Säule             | (20–30 m)        | Zwischen der Bushaltestelle („Zur Maarer Straße“) und der Zufahrtsstraße am östlichen Bürgersteig steht die Brunnensäule auf dem östlichen Bürgersteig. Der Fußflansch ist über einen Zwischenring am Sockelrohr aufgeflanscht. Da das Austrittsrohr dem längs zum Gehsteig bewegten Schwengel gegenüberliegt befindet sich die Muldenplatte seitlich vom Brunnenkörper zwischen den Gehwegplatten, der Brunnenfuß selbst ist von Kleinpflaster umfasst. Die gegenüberliegenden Wohnhausreihe bildet den Rand vom Märkischen Viertel und entstand zu Beginn der 1970er Jahre. Zuvor waren hier Gartenkolonien. Südlich auf der Brunnenseite besteht seither eine Einfamilien-/Kleinhaussiedlung bis an den Wilhelmsruher Damm. In Höhe des Brunnens liegt der Beginn des verrohrten Zulandgraben, er ist Nordrand dieser Siedlung. |
| MärkV    | 091         | Dannenwalder Weg ggü. 103 Lage Dannenwalder Weg                         | FSH-L dreiteilige Säule             | (20–30 m)        | Der Brunnenständer ist mit einem Zwischenring am Sockelrohr aufgeflanscht. Da das Austrittsrohr dem längs zum Gehsteig bewegten Schwengel gegenüberliegt, befindet sich die Muldenplatte seitlich vom Brunnenkörper im Pflasterrand. Auf der Brunnenseite befindet sich eine Fläche für parkende Pkw, die mit einer Garagenreihe begrenzt ist. 250 m östlich in Richtung Schorfheider Straße steht entlang am Tornower Weg die „Schule an der Peckwisch“. Nach Norden am Dannenwalder Weg anschließend die Siedlung Hampel, die südlichen Wohnblockzeilen bis an den Nordgraben entstanden im Lauf der 1970er Jahre. |
| MärkV    | 092         | Dannenwalder Weg ggü. 141 Lage Dannenwalder Weg                         | FSH-L                               | (*-*)            | Der Brunnen steht am südlichen Gehweg in Höhe Hausnummer 156 zwischen zwei Baumscheiben/Straßenbäumen 15 Meter vom Tramper Weg. In Höhe des Brunnens schützt eine mannshohe Hecke den Parkplatz an der Häuserfront zum Gehweg hin. Der Brunnen steht im Pflastermosaik zwischen den Kunststeinplatten. Unter dem Austritt liegt für den Ablauf eine ovale Mulde in der Platte. Die FSH-L hat für den angeschraubten Austritt eine kurze Hülse. Auf „Kein Trinkwasser“ weist ein rotumrandetes Klebeschild an der Seite des Schwengels, der gegenüber vom Austritt und beide parallel zum Bordstein liegen. An der Brunnenseite der Straße mündet von Süden der Tramper Weg 15 Meter entfernt. An der gegenüberliegenden Seite befindet sich die Bushaltestelle. |
| MärkV    | 093         | Dannenwalder Weg 163 Lage Dannenwalder Weg                              | Säule (vierteilig)                  | (20–30 m)        | Der Straßenbrunnen 93 im Märkischen Viertel des Berliner Bezirks Reinickendorf steht an der Westseite vom Dannenwalder Weg, vor der Märkischen Grundschule (Nr. 163/165) und südlich der Apostel-Johannis-Kirche (Nr. 167), die Entfernung zum Teschendorfer Weg beträgt 80 m. Der Standort befindet sich unweit der Bus-Haltestelle auf einem Bereich mit Gehwegplatten zwischen den grünen Baumscheiben. Der Brunnenfuß mit dem Frosthahn und der seitliche Muldenstein sind in Kleinpflaster eingefügt. |
| MärkV    | 094         | Treuenbrietzener Straße 10 Lage Treuenbriezener StraßeLübarser Straße   | FSH-L dreiteilige Säule             | (*-*)            | Der intakte Straßenbrunnen 94 im Märkischen Viertel steht am östlichen Gehsteig vor den um 40 m vom Straßenrand zurückgesetzten Wohnhäusern 8–14. Der Wilhelmsruher Damm ist 150 m nach Süden entfernt, in der anderen Richtung sind es 150 m zum Packereigraben. Der Brunnenfuß ist auf dem Sockelrohr am Gehsteigrand angeflanscht. Sowohl Schwengel als auch Austrittsrohr liegen längs zum Bordstein. Für den Wasserablauf befindet sich unter dem Rohrbogen ein Straßeneinlass. |
| MärkV    | 095         | Wesendorfer Straße 1 Lage Treuenbrietzener Straße                       | FSH-L                               | (*-*)            | Der Brunnen steht zwischen Treuenbrietzener Straße und Senftenberger Ring und ist von der Treuenbrietzener Straße zwischen der vierten und fünften Baumscheibe gelegen, das sind 50 Meter von der Straßenmündung. Der FSH-L-Brunnen hat für den angeschraubten Austritt eine lange Hülse. Der Ablauf gelangt über die Platte mit ovaler Mulde zum Sinkkasten über den Bordstein. Ein Klebeschild verweist auf „Kein Trinkwasser“. |
| MärkV    | 096         | Senftenberger Ring vor 71 Lage Märkisches Zentrum                       | FSH-L                               | (*-*)            | Der Brunnen steht am südlichen Gehsteig vor der Recycling-Station zum Wohnblock 71-79 und etwas westlich gegenüber von Parkplatz- und Feuerwehrzufahrt zu Block 52–52d. Weiter am Senftenberger Ring Nummer 51 befindet sich die „Vitanas Klinik für Geriatrie“ und tiefer im Grundstück die Bettina-von-Arnim-Schule (Nr. 49). Bis in die 2010er Jahre stand anstelle des erneuerten Brunnenkörpers eine Wolfsäule, der Brunnenfuß war in Gehwegplatten gefasst. Um 2012 (vor 2015) wurde der ursprüngliche Brunnenkörper ersetzt. Dabei wurde das Pflastermosaik um den Brunnenfuß auf dem Sockelrohr etwas erweitert und durch eine Kunststeinplatte mit ovaler Mulde für den Ablauf unter dem Austritt erweitert. Der Brunnen besitzt ein Klebeschild „Kein Trinkwasser“, wobei am vorgehenden Säulenkörper ein A4-großes Blechschild mit dem Zusatzhinweis auf das Verbot des Autowaschens angebracht war. Nahe zum Brunnen steht ein Straßenbaum. |
| MärkV    | 098         | Bernshausener Ring 10 Lage Lübarser Straße                              | FSH-L dreiteilige Säule             | (*-*)            | Der intakte Straßenbrunnen 98 im Märkischen Viertel steht am südlichen Gehsteig an dem beginnenden Streifen „Parken quer zur Fahrbahn“. Eine lange Hülse hält den Wasseraustritt am Gehäuserohr. Für den Ablauf existiert eine Platte mit ovaler Mulde, der Brunnenfuß steht zwischen Gehwegplatten. Der Brunnenstandort wurde bei der Straßenbefahrung 2014/2015 aktiv erfasst und ist auf der Google-Befahrung von 2009 vorhanden. |
| MärkV    | 099         | Schluchseestraße 61 Lage Rollbergesiedlung                              | Rümmler Schliephacke                | (*-*)            | Der intakte Straßenbrunnen 99 im Märkischen Viertel steht am nordwestlichen Gehsteig gegenüber von der Gartenkolonie Steintal e. V. Die achtgeschossigen Wohnhäuser auf der Brunnenseite Nr. 57–71 stehen hinter der Grünfläche zurückgesetzt. Auf deren Rückseit liegt die Titiseestraße. Der Brunnenstandort wurde bei der Straßenbefahrung 2014/2015 aktiv erfasst und ist auf der Google-Befahrung von 2009 vorhanden. |
| Waidm    | 100         | Titiseestraße vor 8 Lage Rollbergesiedlung                              | Säule (vierteilig)                  | (15-20 m)        | Der Brunnen steht am westlichen Gehsteig der Titiseestraße 30 m von der gegenüber mündenden Waldshuter Zeile entfernt, auf der gegenüberliegenden Straßenseite befindet sich ein Dienstleistungsflachbau. Dahinter folgt das Grundstück der Schule in den Rollbergen (Waldshuter Zeile 8) und das Gebäude der Evangelischen Felsen-Kirchengemeinde (Titiseestraße 7) Der Schwengel des Brunnens ist in Gehwegrichtung zu betätigen, der Austritt weist zum Bordstein. Zwischen Säulenflansch und Bordstein liegt die Auffangplatte mit ovaler Mulde. |
| Frohn    | 101         | Maximiliankorso 19 Lage Frohnau                                         | Borsig Sechskantsäule               | 20–30 m          | Der Brunnen steht auf dem nördlichen Gehsteig des Maximiliankorsos an der Straßenecke der nach Norden beginnenden Münchener Straße (deren Grundstücksnummer 2 ist dieses Eckgrundstück an der Ostseite). Noch im Dezember 2011 (Bild) stand an dieser Stelle eine Pumpe nach Schliephacke/Rümmler auf dem gleichen Pflastermosaik mit dem Wasseraustritt zur Straße und dem Schwengel quer dazu. Die Ende der 2010er Jahre gesetzte Borsigsäule (unteres Bild) liegt mit Schwengel und Austrittsrohr in Gehsteigrichtung. So befindet sich der (eigene runde) Straßeneinlass des Brunnens seitlich vom Brunnenfuß. Der alte Brunnen hatte das Verbotsschild zum Autowaschen, am neuen fehlte dieses, wie auch ein „Kein-Trinkwasser“-Schild. Um den Brunnenstandort liegen Laurin-, Stolzing- und Amselteich ungefähr 200 m als nördliches Dreieck. |
| Wittn    | 102         | Rosentreterpromenade ggü. 3a Lage Wittenau Nord                         | FSH-L dreiteilige Säule             | 07–15 m          | Der Brunnen steht am westlichen Rand der Mittelinsel, die zwischen den Fahrbahnen liegt und die Führung von Alt-Wittenau zur Gorkistraße von der zweibahnigen Rosentreterpromenade trennt. Der neue Brunnen mit einem Straßeneinlass steht direkt gegenüber vom Grundstückseingang 3a. Bis in die Mitte der 2010er Jahre stand auf der Mittelinsel eine Reinickendorfer Säule (vierteilig), jedoch gegenüber am nordöstlichen Rand (in Richtung Nr. 6). Die alte und neue Lage des Sockelrohrs liegt 12 m auseinander und es war wohl eine neue Quellbohrung abgesenkt worden. Am alten Brunnen hing ein „Autowaschen verboten“-Schild über dem Wasseraustritt. Brunnenfuß und Muldenplatte für den Wasserablauf lagen in einer Fläche aus 3 × 4 Gehwegplatten. Am neuen Standort fehlen Hinweisschilder, Schwengel und Austritt liegen gegenüber und längs zum Bordstein. Zur Straßenführung zwischen Tegel und Wittenau (Gorkistraße) war (wohl auch) eine direkte Fortsetzung der Hauptstraße (seit 195:2 Alt-Wittenau) in die 1914 geschaffene Rosentreterpromenade nach Waidmannslust (jetzt: Steinbergpark) vorgesehen. Die Rosentreterpromenade führt zwar noch über die stillgelegte Güterbahn, endet aber an der Ortsteilgrenze Wittenaus. |
| Waidm    | 103         | Gutachstraße ggü. 22 Lage Waidmannslust                                 | Säule (vierteilig)                  | 10–15 m          | Der Straßenbrunnen steht am östlichen Gehsteig 20 Meter nach Süden von der Benekendorffstraße, und letztlich vor dem Siedlungshaus Beneckendorfstraße 20. Auf deren Rückseite liegt die Titiseestraße. Der Brunnenstandort wurde bei der Straßenbefahrung 2014/2015 aktiv erfasst. Der Standort liegt 150 Meter vom Zabel-Krüger-Damm und 100 Meter vom Oraniendamm, der Brunnenfuß und die Bohrung befinden sich im Pflastermosaik im Rasenstreifen der Baumflucht. Der Brunnen fördert Wasser, der Ablauf gelangt auf die Auffangplatte mit ovaler Mulde zwischen Bordstein und Fußflansch, der Schwengel steht quer dazu in Gehwegrichtung. Ein großes Blechschild in A4-Größe verweist auf das Verbot Autos zu waschen, darunter ein kleinerer Aufkleber zu „Kein Trinkwasser“. |
| MärkV    | 104         | Finsterwalder Straße ggü. 76 Lage Lübarser Straße                       | Rümmler Schliephacke                | (*-*)            | Der Brunnen steht an der Westseite der Finsterwalder Straße vor der KGA Am Seggeluchbecken (Finsterwalder Straße 73) und 100 m nördlich vom Strieländergraben. Der Graben setzt sich nach Osten nicht offen fort, jedoch bilden die zu beiden Seiten benachbarten geschwungenen Wohnblöcke (nördlich 73–96 gerade, südlich 70–54 gerade) eine Trasse als Freiraum. Der brache Gehsteig mit Straßenbäumen vor der Gartenkolonie besitzt eine Quadratmeter große Fläche mit Gehwegplatten und direkt um den Brunnenfuß eine eng gesetzte Kleinpflasterung. In letzterer liegt der Muldenstein (oval) seitwärts (Austritt und Schwengel sind beide in Fahrbahnrichtung angeordnet). Der Brunnen befindet sich 120 Meter nördlich der Calauer Straße, an der der nächste Notwasserbrunnen steht. |
| Waidm    | 060         | Gutachstraße 14a Lage Waidmannslust                                     | Säule (vierteilig)                  | 07–10 m          | Der Straßenbrunnen steht am östlichen Gehsteig der Gutachstraße 20 Meter vom Zehntwerderweg nach Süden, dabei befindet er sich zwischen den Grundstücken Zehntwerderweg 24 und 26/28. Der Brunnenstandort wurde bei der Straßenbefahrung 2014/2015 aktiv und bei der Google-Befahrung gerade noch kenntlich 2009 erfasst. Der Brunnen ist auf der Investitionsplanung 2020 nicht genannt, er fördert Wasser und eine Reparatur ist derzeit (wohl) nicht nöig. Für den Überlauf von Pumpwasser befindet sich eine Auffangplatte mit ovaler Mulde im Pflastermosaik unter dem Austrittsrohr. Darunter befindet sich am Ständerkörper ein Hinweis Kein Trinkwasser. Der Fußflansch liegt nicht eingepflastert am Rasenstreifen des Gehsteigs. Ein großes Blechschild verweist auf das Verbot zum Autowaschen. |
| Hermd    | 105         | Olafstraße, vor Roswithastraße 19B Lage Hermsdorf                       | FSH-L                               |                  | Der Brunnen steht am östlichen Rand der Olafstraße südlich der Kreuzung zur Roswithastraße auf einer gepflasterten Fläche im Grünstreifen. |
| Tegel    | 106         | Wilkestraße vor 11/13 Lage Alt-Tegel                                    | Säule (vierteilig)                  | 2–2,5 m          | Der Brunnen (OSM-ID-3827213283) steht an der Westseite der Wilkestraße vor Grundstück 11/13 und damit 50 m nördlich der Mündung Am Tegeler Hafen. Der Brunnenständer wird mit zwei Pollern vor dem Anfahren durch Fahrzeuge geschützt. Der Wasserablauf erfolgt in eine ovale Mulde und von da zur Fahrbahn. Ein großes Schild verbietet das Autowaschen. |
| MärkV    | 107         | Senftenberger Ring 25 Lage Märkisches Zentrum                           | FSH-L dreiteilige Säule             | (*-*)            | Der Brunnen steht vor dem Grundstück an der Nordwestseite vom Senftenberger Ring mit dem Freizeitheim/Jugendclub, das neben der Chamissoschule (Senftenberger Ring 27) liegt. Auf der gegenüberliegenden Straße ist der Eingang des Wohnhauses Nummer 20. Der dreiteilige Brunnenständer hat für den Wasseraustritt eine kurze Erweiterung am mittleren Zylinder. Für den Standort und den Straßeneinlass wurde eine gepflasterte Fläche innerhalb der Gehwegplatten eingerichtet. Der Notwasserbrunnen steht 120 m vom Fasaneriegraben entfernt. Das Schwengelgegengewicht am runden Handgriff des Schwengels ist eine Kugel. |
| MärkV    | 108         | Quickborner Straße 82/84 Lage Treuenbriezener Straße                    | FSH-L dreiteilige Säule             | (*-*)            | Der Brunnen steht 50 m von der Mündung Zerpenschleuser Ring an der Ostseite der Quickborner Straße. Der Brunnenständer und der Tränkstein mit ovaler Mulde sind in den Gehwegplatten eingelassen. Der Mittelteil des Brunnenständers in Höhe Wasseraustritt hat eine lange Rohrerweiterung. Der Standort befindet sich 80 m südlich vom Fasaneriegraben. |
| MärkV    | 109         | Treuenbrietzener Straße ggü. 29 Lage Treuenbriezener Straße             | FSH-L dreiteilige Säule             | (*-*)            | Der Brunnen steht 160 m westlich der Quickborner Straße. Der Brunnenständer und der Tränkstein mit ovaler Mulde sind in den Gehwegplatten eingelassen. Der Mittelteil des Brunnenständers in Höhe Wasseraustritt hat eine lange Rohrerweiterung. Da Schwengel und Austrittsrohr gegenüber und längs zur Bordsteinkante liegen befindet sich die Muldenplatte seitlich am Brunnenfuß und das Wasser fließt aus dieser seitlich über den Bordstein des südöstlichen Gehsteigs. Der Standort befindet sich gegenüber der Bushaltestelle „Gandenitzer Weg“ (Richtung Wilhelmsruher Damm). An der Brunnenseite auf Grundstück 30–34 grenzt ein zweireihiger Parkplatz. Dahinter befindet sich die KGA Fechner, die über den Packereigraben hinweg reicht. 100 m an der Gehsteigseite nach Südwest liegt der Gandenitzer Weg an dem die Waldorf-Schule Märkisches Viertel steht (Treuenbrietzener Straße 26/28) |
| MärkV    | 110         | Eichhorster Weg / Steinkirchener Straße Lage Schorfheidestraße          | Säule (vierteilig)                  | (*-*)            | Der Brunnen steht am südwestlichen Gehsteig des Eichhorster Weges 15 m von der Mündung der Steinkirchener Straße. Der Brunnenfuß liegt in den Gehwegplatten, zum Bordstein liegt eine Muldenplatte für abfließendes Wasser. Den Siedlungshäusern an der Brunnenseite der Straße gegenüber stehen vielgeschossige Wohnhausblöcke. Vor dem Bau der Großsiedlung befanden sich hier Kleingartenkolonien (Begemann un Glückauf). |
| Reind    | 111         | Antonienstraße 35 Lage Klixstraße                                       | FSH-L dreiteilige Säule             | 04–7 m           | Der Brunnen (OSM-ID-3271003313) steht 20 m südlich der Kienhorststraße an der unbebauten westlichen Straßenseite, Zugang zur KGA Gartenfreunde Wackerplatz (Wackerweg). Der Kienhorstgraben ist 100 m nach Süden entfernt. Der Brunnenständer besteht aus drei Zylindern mit langer Erweiterung am Ansatzstück des Wasseraustritts. Der über einem Tränkstein mit ovaler Mulde endet, seitwärts am Rand des Radwegs zwischen den Gehwegplatten. |
| Tegel    | 112         | Hatzfeldtallee (17) Lage Ziekowstraße / Freie Scholle                   | FSH-L dreiteilige Säule             | 04–7 m           | Der Brunnen steht am nördlichen Gehweg auf einem Pflastermosaik im Rasen der Baumflucht. Schwengel und Austritt liegen in Gehwegrichtung, das A4-große „Kein Trinkwasser“-Schild befindet sich quer dazu an der Fahrbahnseite. Der Standort liegt vor der KGA „von Humboldt-Sportplatz“ 15 Meter östlich (zwischen dem ersten und zweiten Straßenbaum) von der Kreuzung Ziekowstraße. Über die Ziekowstraße hinweg befindet sich der Friedhof „Am Nordgraben“. Der Nordgraben fließt 200 Meter nördlich. Die Sportanlage Hatzfeldtallee 19 (Hatzfeldtallee 19) ist der KGA benachbart. |
| MärkV    | 113         | Wilhelmsruher Damm 203 Lage Schorfheidestraße                           | Säule (vierteilig)                  | (20–30 m)        | Der Brunnen steht an der südlichen Fahrbahn es Wilhelmsruher Damms zwischen Schorfheidestraße (210 Meter) und Dannenwalder Straße (330 Meter). Mit Austritt und Schwengel parallel zum Gehweg steht der Brunnen auf Kleinpflaster zwischen zwei Baumscheiben, 25 Meter neben der Parkplatzzufahrt zwischen 203 und 205. Ein Blechschild verweist auf das Autowaschverbot mit Zusatzaufkleber bei Verwendung von grundwassergefährdenden Stoffen, für den Kein Trinkwasser-Hinweis besteht ein Klebezettel. Am Brunnenfuß liegt eine Platte mit ovaler Mulde für den Ablauf des Austritts. Der Brunnen steht im Kleinpflaster zwischen Radweg und Bordstein. Die Baumreihe zwischen Geh- und Radweg ist im Brunnenbereich unterbrochen. |
| MärkV    | 114         | Wilhelmsruher Damm 109 Lage Dannenwalder Weg                            | Rümmler Schliephacke                | (*-*)            | Der Brunnen steht 130 m zum Dannenwalder Weg und 150 m zur Mündung Senftenberger Ring am Wilhelmsruher Damm in Höhe Nummer 109. Brunnenständer und Tränkstein mit ovaler Mulde sind auf einem gesonderten Pflasterfeld am Gehwegrand. Der Überlauf geht über den Bordstein in die Straßenentwässerung. Am Brunnenständer ist das große Schild zum Autowasch-Verbot angebracht. |
| MärkV    | 116         | Senftenberger Ring 92 Lage Märkisches Zentrum                           | Rümmler Schliephacke                | (*-*)            | Der Brunnen steht vor der Degewo-Werkstatt am Wohnhaus 92, gegenüber befindet sich die Atrium-Jugendkunstschule (Hausnummer 97) und die Zufahrt zu den Wohnhäusern 81/83 und 87–95. Der Packereigraben liegt hinter dem Wohnblock 92–80 und kreuzt die Straße 150 Meter südlich. Der Schliephackebrunnen steht am Straßenrand des westlichen Bürgersteigs auf einem gesonderten Pflasterfeld. Der Überlauf gelangt auf eine Platte mit ovaler Mulde über den Bordstein in die Straßenentwässerung. Am Brunnenständer ist das große Schild zum Autowasch-Verbot abgerissen. |
| Waidm    | 118         | Zabel-Krüger-Damm ggü. 57 Lage Rollbergesiedlung                        | FSH-L dreiteilige Säule             | 07–10 m          | Der Brunnen steht an der Südseite des Zabel-Krüger-Damms gegenüber vom Eckgrundstück 57 mit dem Albtalweg. Der Standort liegt mit dem Ablauf über einem Straßeneinlass im Randstreifen des Gehwegs. Der Wohnhausblock 38–48 auf der Brunnenseite liegt 60 m von der Straße nach hinten versetzt im Winkel der 40 m entfernten südwestlichen Ecke zur Titiseestraße. Der Brunnenständer besitzt am Wasseraustritt eine kurze Erweiterung. |
| Reind    | 119         | Meller Bogen neben 17 Lage Mellerbogen                                  | Säule (vierteilig)                  | 03–4 m           | Der Brunnen steht 30 Meter östlich der General-Barby-Straße (benachbart zu Nr. 64) auf dem südlichen Gehsteig, am Zugang zum Parkdeck vor der Straßenecke. Die Straßendurchführung unter dem Haus Meller Bogen 17*32 liegt 35 Meter weiter östlich. 120 Meter nach Norden fließt der Kienhorstgraben vom Lienemannbecken ab. Der Brunnenfuß auf dem Sockelrohr steht unmittelbar am Straßenbaum. Die Platte mit ovaler Mulde für den Ablauf des Pumpwassers liegt zwischen Brunnen und Baum. Der Randstreifen des Gehsteigs mit Kleinpflaster ist um den Brunnen von einem Pflastermosaik umgeben. Der „Kein Trinkwasser“-Klebezettel befindet sich auf der Austrittseite. Austritt und Schwengel befinden sich parallel zum Bordstein. |
| MärkV    | 121         | Treuenbrietzener Straße ggü. 15 Lage Treuenbrietzener Straße            | Rümmler Schliephacke                | (*-*)            | Der Brunnen steht am südlichen Gehsteig der Treuenbrietzener Straße 70 Meter südlich der Wesendorfer Straße. An der Brunnenseie der Straße liegt ein kleiner Park mit dem Becken des Packereigrabens. Die Brücke führt zum Wohnblock Treuenbrietzener Straße 16–24. Die Rümmler-Pumpe war 2019 nicht mehr betriebsbereit. Der Brunnenfuß ist behelfsweise mit Plastikband umfasst. Vom Fußflansch liegt die ovale Mulde, drei Reihen Kleinpflaster und der Bordstein im Bürgersteig mit Gehwegplatten. Oberhalb vom Austritt (der Schwengel liegt quer dazu) befindet sich der Hinweise „Kein Trinkwasser“. |
| MärkV    | 122         | Wilhelmsruher Damm 119 Lage Dannenwalder Weg                            | Säule (vierteilig)                  | (20–30 m)        | Der Brunnen steht in Höhe vom Wohnhaus 119 und damit 70 m östlich der Überbrückung des Wilhelmsruher Damms an der Straßensüdseite. Schwengel und gegenüberliegendes Austrittsrohr liegen parallel zur Fahrbahn. Mit der ovalen Tränkmulde steht der Brunnenständer auf dem Randstreifen des südlichen Gehwegs. Der zugehörige Wohnblock ist 30 m vom Straßenlauf zurückgesetzt. Eine leere Schilderhaltung (Trinkwasserhinweis) verweist (wohl) auf Vandalismus. |
| Waidm    | 123         | Schluchseestraße zwischen 47*49 Lage Rollbergesiedlung                  | FSH-L dreiteilige Säule             | 20-30 m          | Der Brunnen steht am nördlichen Gehsteig der Schluchseestraße zwischen den Zufahrten ‚47‘ und ‚49‘. Die vom Standort über den Rasen hinweg zurückgesetzte sechsgeschossige Wohnhausblock ist dagegen als Titiseestraße 31–25 adressiert (Wohnblock 17–35). An der dortigen Garagenreihe (zwischen 49 und 37) steht der benachbarte „Brunnen 124“ 200 m nach Nordwesten entfernt. Der intakte Brunnen 123 steht in der Baumflucht, die durch eine größere Kleinpflasterung neben den mit Gehwegplatten belegtem Teil besteht. Der Wasseraustritt liegt zur Fahrbahn und der Schwengel parallel zum Gehweg am Brunnenkörper. Der Fußflansch ist über einen Zwischenring am Sockelrohr angeflanscht. Der Schwengelaufsatz ist halbrund verkleidet: Nr. 480*47. Der Grasbewuchs um die Muldenplatte steht für den betriebsbereiten und benutzten Brunnen. An der gegenüberliegenden Straßenseite befindet sich die Jugendfreizeitstätte deren Grundstück Schluchseestraße 46/50 bis zum Packereigraben und der Ortsteilgrenze Waidmannslust / Märkisches Viertel reicht. |
| Waidm    | 124         | Titiseestraße 49 Lage Rollbergesiedlung                                 | FSH-L dreiteilige Säule             | 20-30 m          | Der Brunnen steht am südlichen Gehsteig der Titiseestraße und dabei 30 Meter von der Schluchseestraße entfernt, etwa gleich weit zur Tegernauer Zeile an der anderen Seite. Der Schwengelaufsatz ist halbrund verkleidet: Nr. 480*47. Da Schwengel und Austritt parallel zum Bordstein stehen liegt die Muldenplatte für den Wasserauffang seitlich am Ständerfuß. Der intakte und benutzte Brunnen ergibt einen guten Rasenbewuchs auf der Kleinpflasterfläche im Bereich der Baumflucht, die wohl beim Aufstellen des Brunnens um den Fuß gesondert ausgeführt wurde. |
| Wittn    | 125         | Wilhelmsruher Damm 240 Lage Wittenau Nord                               | Säule (vierteilig)                  | (20–30 m)        | Der Brunnen steht an der Nordfahrbahn zwischen Baumscheiben und neben der Grundstücksausfahrt der Kfz-Werkstatt und deren Hintergrundstücken. Gegenüber auf dem Mittelstreifen befindet sich der Zugang zum Lift des U-Bahnhofs Wittenau. Der Ortsteil Märkisches Viertel liegt jenseits der Bahnlinie, die 110 Meter vom Brunnen die Straße überbrückt. Die Oranienburger Straße liegt 100 Meter nach Westen. Der Brunnenfuß auf dem Sockelrohr befindet sich innerhalb des Kleinpflasters vom Gehwegrand ohne gesonderte Absetzung. Der Randstreifen mit den Baumscheiben liegt dabei zwischen Bordstein und Radweg. Der Austritt endet oberhalb der Platte mit ovaler Mulde für den Ablauf. Das Hinweisschild zum Waschverbot für Autos schränkt dieses ein „bei Verwendung von chemischen Reinigungs- und Pflegemitteln oder zur Entfernung von Schmier- und Treibstoffresten“. Der Aufkleber Kein Trinkwasser befindet sich (zerkratzt) an der Austrittseite am Brunnenständer. |
| Waidm    | 126         | Düsterhauptstraße 40 Lage Waidmannslust                                 | Säule (vierteilig)                  | 03–4 m           | Ohne nähere Grundstücksangabe ist in der Antwortliste ein „Brunnen Düsterhauptstraße“ (PLZ: 13469) verzeichnet. Diese Straße erstreckt sich von Waidmannsluster Damm bis Dianastraße und liegt zwischen Bahnlinie und Oranienstraße (B 96). Ein Brunnen steht an der westlichen Straßenseite am Gehwegrand gegenüber der – vom Oraniendamm kommenden – hier mündenden Benekendorffstraße. Zum Waidmannsluster Damm ist der Brunnen 90 m entfernt, zum S-Bahnhof Waidmannslust sind es 220 m. Neben der Einfahrt in das anliegende Gewerbegrundstück liegt der Brunnenfuß in einem Pflastermosaik. Für den Wasserablauf befindet sich zum Bordstein eine Muldenplatte. Zwei Pfosten gegen das Anfahren des Brunnenkörpers sind vorhanden, wobei jener zur Einfahrt hin (wohl) zum Objekt gehörte. An dieser Seite befindet sich auch der Schwengel mit Kugel und geschwungenem Handgriff an einem Vierkantstab. Der Brunnen ist im Eigentum des Landes Berlin. |
| Waidm    | 127         | Nagolder Pfad (#2) Lage Waidmannslust                                   | Säule (vierteilig)                  | 10–15 m          | Der in der Liste mit „Brunnen Nagolder Pfad“ (PLZ: 13469) bezeichnete Brunnen steht 10 m an der Nordseite Nagolder Pfad, dem Eckgrundstück Oraniendamm 21. Die betriebsbereite Säule steht im Pflasterkarree mit dem Wasseraustritt zur Fahrbahn, so liegt davor die Muldenplatte zum Auffang von gepumpten Wasser. Der Schwengel ist parallel zum Gehsteig bedienbar. Am Brunnen befindet sich sowohl der „Kein Trinkwasser“-Hinweis als auch das DIN A4 große „Autowaschen verboten“-Schild. Der Brunnen ist im Eigentum des Landes Berlin. |
| Tegel    | 128         | Gabrielenstraße 67 zu 69 Lage Alt-Tegel                                 | Säule (vierteilig)                  | 04–7 m           | An der Südseite der Gabrielenstraße steht eine Säule vor dem grünen Mittelstreifen am Fußweg der zur Tegeler Hafenbrücke (im Volksmund „Sechserbrücke“) führt. An dieser Stelle nach Norden beginnt die Campestraße, sowie über das Grundstück 68a die Zuführung zum „Freizeitpark Tegel“ (Campestraße 11) und dem Wanderweg an der Großen Malche. Dieser Uferwanderweg führt zur Dicken Marie. Der Abfluss am Brunnen gelangt auf eine Platte mit rechteckiger Mulde und deren Abflussrinne zum Bordstein. Gegenüber den parallel zur Fahrbahn parkenden Fahrzeugen ist der Brunnenkörper mit zwei Sperrpfosten vor Anfahrunfällen geschützt. Der Standort des Brunnens ist nach der Liste der Anfrage im Abgeordnetenhaus mit Gabrielenstraße (PLZ: 13507) notiert. Der Brunnen ist im Eigentum des Landes Berlin. |
| Hermd    | 129         | Forststraße ggü. 76 Lage Hermsdorf                                      | Säule (vierteilig)                  | 04–7 m           | Der Standort des Brunnens ist nach der Liste der Anfrage im Abgeordnetenhaus mit Forststraße (PLZ: 13467) notiert. Der Brunnen steht am westlichen Straßenende zum Hermsdorfer Damm. Das Tegeler Fließ mit der Grenze zwischen Hermsdorf und Waidmannslust fließt 150 m südlicher, die Forststraße grenzt mit der (südlichen) Brunnenseite direkt an das Fließtal. Mit Schwengel und Austritt parallel zum Bordstein steht der Brunnenkörper auf einem Pflastermosaik am Gehwegrand an beiden Seiten mit einem Sperrpfosten geschützt. Die Muldenplatte zum Auffangen des Wassers unter dem Rohrbogen liegt entsprechend zwischen Brunnenfuß und Sperrpfosten. Um das Parken auf dem Gehweg zu behindern stehen weitere Betonpoller an der Straßenecke. Der Brunnen ist im Eigentum des Landes Berlin. |
| Wittn    | 130         | Hermann-Piper-Straße ggü. 10 Lage Wittenau Süd                          | Säule (vierteilig)                  | 02,5–3 m         | In der Liste der Drucksache des Abgeordnetenhauses ist „Brunnen Hermann-PiperStraße (PLZ: 13403)“ notiert. Er steht südlich vom Finanzamt Reinickendorf an der nordöstlichen Straßenseite in einer gesonderten Pflasterung des Kleinpflasterstreifen der Baumflucht. Seitwärts am Fußflansch mit dem Frosthahn des Brunnenkörpers liegt die Muldenplatte unter dem Rohrbogen als Abflussfang mit der Rinne parallel zum Bordstein, der Schwengel mit Kugelgewicht am Handgriff dazu gegenüber. Der Standort gehört zur Siedlung Stadtpark. Die Mündung der Straße am Eichborndamm befindet sich 100 Meter vom Brunnen. Das auf der Brunnenseite stehende Haus 11/13 wurde um 1967 erbaut. Der Brunnen besitzt keine Schutzpfosten, die Parkordnung ist hier „Quer zur Fahrbahn“. Das DIN A4 große Schild „Autowaschen verboten“, ein Hinweis, dass kein Trinkwasser fließt, fehlt. Bei der Begehung 2019 förderte der Brunnen kein Wasser. Der Brunnen ist im Eigentum des Landes Berlin. |
| Wittn    | 131         | Taldorfer Weg (Eichborndamm) Lage Wittenau Süd                          | Säule (vierteilig)                  | 07–10 m          | Der Standort ist mit Taldorfer Weg (PLZ: 13437) notiert ohne Grundstück oder Quertrasse. Er steht am westlichen Ende gegenüber vom Rathaus Reinickendorf. Der Brunnen steht am Nordrand des Peter-Witte-Park der zwischen Straße und Nordgraben angelegt ist. Der Abschnitt Taldorfer Straße von Techowpromenade zum Eichborndamm wurde 1961 benannt und angelegt, danach der Park. Der Restaurantflachbau (Eichborndamm 236) entstand zwischen 1965 und 1968. Neben dem Standort des Brunnens führt 15 m die U8-Bahntrasse am Ende des U-Bahnhofs Rathaus Reinickendorf vorbei. Der Brunnen ist mit zwei Schutzpfosten gegen die Fahrbahn gesichert und nahe beiseite steht ein mächtiger Straßenbaum, dem gegenüber ist der Schwengel zu betätigen. In der Parkfläche liegt um den Brunnenfußflansch zum Sockelrohr eine Pflasterung und in dieser auch zum Bordstein die Muldenplatte. „Kein Trinkwasser“ fehlt, wohl aber ist das Autowasch-Verbot-Schild vorhanden. Der Brunnen ist im Eigentum des Landes Berlin. |
| Borwa    | 132         | Miraustraße 54 Lage Borsigwalde                                         | Säule (vierteilig)                  | 03–4 m           | In der Liste des Senats mit Landesbrunnen ist der ‚Brunnen Miraustraße 48‘ (PLZ: 13509) aufgenommen. Der Standort des Notwasserbrunnens befindet sich am östlichen Bürgersteig vor der Grundstückseinfahrt Miraustraße 54 (Zufahrt zum Jobcenter). An der gegenüberliegenden Straßenseite steht das Eckhaus 61 aus der Häuserzeile 47–61b. Die „Miraustraße 48“ ist das 110 m nach Südost liegende Eckgrundstück mit der Holzhauser Straße. Die Brunnensäule steht auf dem Asphaltrandstreifen des Gehwegs mit dem Austrittsrohr zur Fahrbahn. Unter diesem eine Platte mit ovaler Mulde. Der Schwengel an der aufgekröpften Kopfkappe liegt parallel zum Gehweg. Der Brunnen ist im Eigentum des Landes Berlin. |
| MärkV    | 134         | Senftenberger Ring ggü. 34 Lage Treuenbriezener Straße                  | FSH-L dreiteilige Säule             | ***              | Der Brunnen steht in Höhe des Durchflusses des Hufengrabens zum Fasaneriegraben, vor der nach Norden beginnenden Biegung des Senftenberger Rings. Nahegelegen ist Senftenberger Ring 34 mit der Goetheschule, der Kita „Kalinka“ und einer Seniorenfreizeitstätte. Noch 2009 stand an dieser Stelle eine Schliephackepumpe. Der Standort befindet sich auf einer mit Pflastersteinen ergänzten Fläche am Gehwegrand. Der Wasserablauf erfolgt in die Platte mit Rechteckmulde und Rinne in den Straßenablauf. Von der Brunnenstelle an der Westseite der Straße sind es 90 m zur Wesendorfer Straße, die von Südosten mündet. |
| MärkV    | 134         | Senftenberger Ring 43 Lage Märkisches Zentrum                           | FSH-L                               | (*-*)            | Der Brunnen steht am südlichen Gehsteig vor der Sporthalle der Lauterbach-Schule (Senftenberger Ring 41). Die Schule selbst liegt 200 Meter westlich. Der Standort liegt zwei Baumscheiben westlich der Parkplatzzufahrt. Zwischen Brunnenfuß und Bordstein liegt die Platte mit Rechteckmulde für den Ablauf unter dem Austritt. Letzter ist an einer langen Hülse am Ständer verschraubt. Das Schwengelgegengewicht ist ein Kugel am Ende des Schwengelgriffs. |
| MärkV    | 135         | Finsterwalder/Calauer Straße Lage Märkisches Zentrum                    | FSH-L dreiteilige Säule             | ***              | Der Brunnen steht an der Westseite der Finsterwalder Straße gegenüber der Mündung der Calauer Straße. Der Standort ist 30 m südlich vom Strieländergraben und befindet sich vor der Parkfläche am Seggeluchbecken. Das gegenüberliegende Wohnhaus im geschwungenen Block ist als Senftenberger Ring 64 adressiert. An der Finsterwalder Straße (Nummer 66–68) nach Süden steht die Evangelische Kirche am Seggeluchbecken mit einer Kita. Der Straßenbrunnen vom Typ FSH steht mit einer Viereck-Muldenplatte unter dem Wasseraustritt zum Bordstein steht zwischen einer Fläche mit Gehwegplatten am Straßenrand. Der Wasseraustritt ist am Ansatz der langen Hülse verschraubt. Parallel zum Bordstein steht neben dem Brunnenkörper an beiden Seiten je ein Sperrpfosten, um vor dem Anfahren durch Fahrzeuge zu schützen. Vor den Wohnbauten der Großwohnsiedlung Märkisches Viertel befanden sich hier Kleingartenkolonien (Qualitz, Fliederbusch). Am Seegeluchbecken bestand vor 1970 nur der Fließ des Packereigrabens. Am Standort des Brunnens lag eine Feuchtwiese. |
| Lübar    | R0136       | Wittenauer Straße ggü. 139a Lage Lübars                                 | <abgebaut>                          | ***              | Der Brunnen wurde in der Antwort der Piraten-Anfrage im Abgeordnetenhaus mit „Wittenauer Straße“ notiert. Die PLZ 13469 ist der Lübarser Abschnitt der Wittenauer Straße östlich ab Packereigraben betroffen. Ein „vierteiliger Brunnenkörper“ zwischen zwei Sperrpfosten stand an der KGA-Seite im Baumstreifen des Gehsteigs 40 m östlich von der gegenüber mündenden Kieselbronner Straße, gegenüber dem unbebauten Grundstück 239a. An der anderen Straßenseite zum Brunnen befindet sich die Bus-Haltestelle „Welzower Steig“ (Bus-Linie 120). Das Ufer des Klötzebeckens liegt 220 Meter nach Norden hinter den Grundstücken. Der Brunnen wurde in den 2010er Jahren abgebaut und entsprechend der Quellschacht verschüttet. 2019 waren keine Hinweise mehr vorhanden. Der vorherige Brunnen wurde Ende der 2010er Jahre stillgelegt, abgebaut und eingelagert. Im Investitionsplan von 2020 ist für diesen Standort eine Überbohrung mit einem Wiedereinrichten am Standort oder in der Nähe vorhgesehen. Der Brunnen war im Eigentum des Landes Berlin. |
| Hermd    | 137         | Schildower Straße neben 1/3 Lage Hermsdorf                              | Säule (vierteilig)                  | 07–10 m          | Der „Brunnen Schildower Straße Ber“ (PLZ: 13467) ist nach Liste aus der Anfrage im Abgeordnetenhaus aufgenommen und steht am Eckgrundstück Berliner/Schildower Straße auf dem nördlichen Gehsteig. Zwischen den Gehwegplatten befindet sich um den Brunnenfuß, der am Sockelrohr geflanscht ist, Kleinpflaster und zum Bordstein hin die Muldenplatte unter dem Austrittsbogen. An dieser Mulde stehen die beiden Anprallpfosten. Der Schwengel mit einem Kugelgewicht am Handgriff ist zur Berliner Straße gerichtet. Markiert ist der Brunnen als „Kein Trinkwasser“. Der Brunnen ist im Eigentum des Landes Berlin. |
| Heils    | 138         | Wesselburer Weg 22 Lage Heiligensee                                     | FSH-L dreiteilige Säule             | 02–2,5 m         | Im Wesselburer Weg steht 10 m südlich der Heiligenseestraße der Notwasserbrunnen. Der Wasserauslauf befindet sich am Ansatz einer kurzen Hülse am Brunnenmittelteil. Nach dem Schild am Schwengelgriff beurteilt, wurde der Brunnen 2018 aufgestellt und ersetzt den vorherigen vierteiligen Brunnenkörper. Die beiden gegen das Anfahren schützenden dicken Pfosten blieben erhalten. Der Standort war zuvor auf dem grünen Randstreifen eines unbefestigten Gehwegs umpflastert, davon blieben drei Reihen zwischen den Pfosten an der Fahrbahn übrig. Dafür ist aber eine zum Brunnenwasserablauf eigener Straßeneinlauf eingebaut, wodurch das Auslaufrohr nun gegenüber vom Schwengel in Fahrbahnrichtung steht. Vorher war der Brunnenablauf über das Pflaster – ohne Bordstein – zur Fahrbahn quer zum Schwengel orientiert. Der Standort ist nach der Liste der Anfrage im Abgeordnetenhaus mit „Brunnen Heiligenseestraße We“ (PLZ: 13503) angegeben. Der Heiligensee liegt mit dem Ufer 300 Meter westlich. Die weitere Straßengegend wurde bereits in den 1930er Jahren bebaut, geplant als „Straße 107“ wurde der Wesselburer Weg 1940 benannt. Der Brunnen ist im Eigentum des Landes Berlin. |
| Konhö    | 139         | Edeltrautweg 1 Lage Konradshöhe/Tegelort                                | FSH-L dreiteilige Säule             | 03–4 m           | Die FSH-Säule steht am Nordende vom Edeltrautweg (gehört zu Jörsfelde) der am Gerlindeweg mündet. An der westlichen Ecke mündet zudem die Luisenstraße. An der Nordseite vom Gerlindeweg grenzt die Ortslage Konradshöhe mit Forst und daneben die Schule am Tegelschen Ort (Gerlindeweg 11/23) Der Brunnen steht an der Ostseite der Straße auf dem Pflastermosaik im Rasenstreifen am Gehsteig. Überfließendes Wasser fällt aus dem Ablaufrohr in eine Rechteckmulde und deren Rinne auf die Straße mit Kopfsteinpflaster. Am Mittelteil ist das Rohr am Ansatz der langen Hülse verschraubt. Zwei dicke Speerpfosten sichern die Säule gegen Anfahrunfälle. Die vor 1900 bereits angelegte Birkenstraße wurde, da der Name in Groß-Berlin mehrfach existierte 1961 in Edeltrautweg umbenannt, das Eckgrundstück 1 wurde um 1950 mit dem Siedlungshaus Gerlindeweg 16 bebaut. Gegenüber stand an der Luisenstraße ein Schulgebäude, seit 1960 Kita, während die beiden Siedlungshäuser 2 und 2a um 1990 erbaut wurden. Einer der Brunnen aus der Antwort-Liste zur Anfrage im Abgeordnetenhaus ist als Edeltrautweg (PLZ: 13505) notiert, (wohl) der Brunnen 51 am Südende in diesem Weg. Das Havelufer ist 250 m durch die Luisenstraße entfernt. |
| Konhö    | 140         | Beatestraße 27 Lage Konradshöhe/Tegelort                                | FSH-L dreiteilige Säule             | 03–3 m           | Der Brunnen steht am östlichen Gehweg in der Flucht der Straßenbäume auf eigenem Pflastermosaik. Das Eckgrundstück Beate-/Ottilienweg ist zum Ottilienweg adressiert und so steht der Brunnen in der Beatestraße (10 m von der Straßenecke) vor dem Anfang der 1990er Jahre bebauten Grundstück Ottilienweg 10c. Die Brunnensäule besitzt auf einem Brunnenständer eine FSH-Pumpe, wobei das Austrittsrohr an einer langen Hülse angeflanscht ist und parallel zu Bordstein steht. Unter dem Rohrbogen liegt eine Viereckmulde deren Abflussrinne über einige Kleinpflastersteine zum Straßengerinne führt. Der Standort wird durch zwei Pfosten gegen das Anfahren von der Fahrbahn her gesichert. Der Brunnenfuß ist auf dem Flansch des Sockelrohrs aufgesetzt, der Frosthahn sitzt am Fußflansch. Die Entfernung zum Havelufer liegt nach West 200 Meter über fünf Grundstücke, nach Süden sind es 190 Meter zum Ufer des Ausläufers vom Tegeler See am Barschelplatz. |
| Wittn    | 141         | Gorkistraße Ecke Am Kesselpfuhl Lage Wittenau Nord                      | Borsig Sechskantsäule               | 07–10 m          | Ein Brunnen ist in der Antwort des Senats auf die Anfrage im Abgeordnetenhaus mit Gorkistraße (PLZ: 13437) notiert. Sein Standort befindet sich am südlichen Bürgersteig der Gorkistraße 15 m nach Westen von Am Kesselpfuhl. Neben einem Straßenbaum befindet sich der Brunnenkörper einer vierteiligen Säule zur Stirnseite vom Wohnhaus Gorkistraße 194/196. Der Brunnen ist insgesamt etwas kürzer als die sonstigen vierteiligen im Bezirk. Die Säulenlänge von 1,90 Meter ist durch das kürzere obere Rohrteil bedingt. Der darauf aufgesetzte Brunnenkopf mit dem zum Schwengeldrehpunkt verschweißten Ansatz ist nicht als Kappe, sondern als Rohr mit einem (angeschraubten) Deckel gebildet. Zudem sitzt auf letzterem ein Knuppel – Stift mit Kegelfuß. Unterhalb vom Wasseraustritt liegt eine rechteckige Muldenplatte mit Abflussrinne direkt am Bordstein. Weiter im Straßenlauf folgt dieser Formsteinfläche mit dem Pflastermosaik am Brunnenfuß der Parkstreifen. Neben dem Brunnen stehen an beiden Seiten Pfosten, die die Gefahr des Anfahrens durch parkende Fahrzeuge verhinder sollen. Der Brunnen ist im Eigentum des Landes Berlin. Er wurde zwischenzeitlich durch eine Borsig Sechskantsäule ersetzt. |
| Tegel    | R0142       | An der Malche Zufahrt Campestraße Lage Alt-Tegel                        | <abgebaut>                          | 04–7 m           | In der Liste zur Anfrage im Abgeordnetenhaus ist der ‚Brunnen An der Malche‘ (PLZ: 13507) notiert. An anderer Stelle ist als Standort „An der Malche / Zufahrt Campestraße“ notiert. Der Uferweg An der Malche verläuft am Ostufer der Großen Malche am Nordende des Tegeler Sees zwischen Freizeitpark und Schwarzem Weg. Das Gelände liegt östlich vom Schlosspark (mit dem Humboldtgrab). Eine genauere Standortbestimmung ist hier schwierig. Der Brunnen wurde jedoch wohl vor 2010 stillgelegt und abgebaut. Eine Wiedereinrichtung nach Überbohrung am Standort oder in der Nähe ist jedoch für die 2020er Jahre eingeplant sobald die nötigen Investitionsmittel für den Ausbau der Notwasserversorgung bereitstehen. Der Standort ist im Eigentum des Landes Berlin. |
| Heils    | R0143       | Mattenbuder Pfad 49 Lage Heiligensee                                    | <abgebaut>                          | 01,5–2 m         | Der Standort eines Brunnens ist nach der Liste der Anfrage im Abgeordnetenhaus mit Mattenbuder Pfad 49 (PLZ: 13503) notiert. Dieses südwestliche Grundstück an der Ecke Mattenbuder Pfad und Platenhofer Weg war um 1980 noch unbebaut. Der vermeintliche Standort wäre 70 m vom Haselgraben und eben so weit vom Eschengraben entfernt, die zusammen mit dem Erlengraben in den Erlengrabenteich entwässern (150 m entfernt). Im Frühjahr 2019 war an dieser Straßenecke (Südwest Mattenbuder Pfad 47, 49, 49a, NW: Nr. 46, NO: Nr. 44 / Platenhofer Weg 10, SO: Nr. 45) kein Notwasserbrunnen vorhanden. Es fanden sich auch keine Reste eines abgebauten Brunnens, der in der Nähe der Straßenkreuzung gestanden hätte. Der Brunnen an diesem Standort wurde stillgelegt, im Investitionsplan des Bezirksamtes ist er für eine Überbohrung vorgesehen und würde dann an dieser Stelle oder entsprechend neu gebohrt in der Nähe der umliegenden Siedlung wieder zur Versorgung mit Nass zur Verfügung stehen. Der Standort ist im Eigentum des Landes Berlin. |
| Reind    | 144         | Seebeck-/ Sommerstraße (15) Lage Hausotterplatz                         | Säule (vierteilig)                  | 2,5–3 m          | Der Brunnen (OSM-ID-1184113766) steht vor dem Kinderspielplatz am Nordwinkel von Seebeck- und Sommerstraße auf Grundstück Sommerstraße 15. Von der Straßenecke ist er knapp 15 m am Gehwegrand nördlich in die Sommerstraße. Um die Gefahr des Anstoßens durch Kraftfahrzeuge zu behindern stehen zwei Pfosten zu Seiten des Brunnenständers. Der Wasserüberlauf gelangt in den Straßeneinlass. Der Gehweg zwischen Spielplatz und Fahrbahnrand ist mit Kleinpflaster belegt. Der Standort des Brunnens ist nach der Liste der Anfrage im Abgeordnetenhaus mit Sommerstraße (PLZ: 13409) notiert. Der Brunnen ist im Eigentum des Landes Berlin. |
| Reind    | 145         | Schwabstraße 23 Lage Letteplatz                                         | Säule (vierteilig)                  | 03–4 m           | Ein Brunnen der Reinickendorfer Notwasserversorgung steht nach Liste „Schwabstraße 23“ (PLZ: 13409) an der Nordwestecke des Epensteinplatzes, wobei die Fahrbahn an dieser Seite nicht durchführt. Die beiden Sperrpfosten am intakten Brunnen stehen der Fahrbahn Schwabstraße gegenüber, relativ zum Brunnen. Am Epensteinplatz kreuzt die Epensteinstraße, 100 Meter nach Osten liegt die kreuzende Provinzstraße an der die Schwab- in die bereits im Bezirk Mitte, Ortsteil Gesundbrunnen, liegende Kühnemannstraße übergeht. Neben dem Flansch des Brunnenfußes mit Frosthahn liegt die Muldenplatte als Abfluss im Pflastermosaik innerhalb des Kleinpflasters. Der Schwengel befindet sich dem Austritt gegenüber am Brunnenkörper. Der Brunnen ist im Eigentum des Landes Berlin. |
| Hermd    | 146         | Falkentaler Steig neben 3 Lage Hermsdorf                                | Säule (vierteilig)                  | 04–7 m           | In der Antwortliste aus der Drucksache für das Abgeordnetenhaus befindet sich der „Brunnen Friedrichsthaler Weg 42“ (PLZ: 13467). Das Haus auf dem Grundstück 42 des Friedrichsthaler Wegs am Platz ist zum Falkenthaler Steig als Nummer 3 adressiert. Vor dem Brunnenflansch liegt zum Bordstein eine Muldenplatte, während der Schwengel parallel zum Bordstein hängt. Die Säule steht auf dem Kleinpflasterstreifen am Gehsteig Friedrichsthaler Weg vor der kleinen dreieckigen Heckenfläche. Statt des Zugangs zum Frosthahn auf dem Bodenflansch befindet sich daneben ein kleiner gesonderter Abschlussdeckel mit einem „W“. Die Entfernung zum S-Bahnhof Hermsdorf ist 300 m durch die Heinsestraße. Der Brunnen ist im Eigentum des Landes Berlin. |
| Hermd    | 147         | Hermsdorfer Damm Calvinstraße Lage Hermsdorf                            | Säule (vierteilig)                  | 04–7 m           | Ein Standort ist aus der Antwortliste mit „Brunnen Hermsdorfer Damm Ca“ (PLZ: 13467) notiert. Er steht am westlichen Bürgersteig des Hermsdorfer Damms. Die Fahrbahn Calvinstraße ist seit den 1970er Jahren ab Hermsdorfer Damm durch eine Grünfläche bis Grundstück 5b gegenüber 6 unterbrochen und teilt Hermsdorfer Damm 114 und 114a. Am Hermsdorfer Damm ist in dieser Breite eine Kleinpflasterpfläche zwischen Bürgersteig und Bordstein, wobei um den Brunnenflansch und die Muldenplatte unter dem Austritt ein Pflastermosaik liegt auf der auch die beiden Schutzpfosten stehen. Der Schwengel – parallel zum Bordstein – besitzt ein Gegengewicht als unregelmäßige Kugel. Der Brunnen ist im Eigentum des Landes Berlin. |
| Hermd    | 148         | Hermsdorfer Damm 139 Lage Hermsdorf                                     | Säule (vierteilig)                  | 04–7 m           | Der „Brunnen Hermsdorfer Damm Hei“ (PLZ: 13467) aus der Liste vom Abgeordnetenhaus (Drucksache 17-15418) steht auf dem westlichen Gehsteig des Hermsdorfer Damms 25 Meter vor dem Eckhaus Heidenheimer Straße 47. Zum Bordstein liegen auf dem Bürgersteig Formsteine, in denen die Brunnensäule mit zwei Schutzpfosten auf einem Pflastermosaik steht. Am Fußflansch ist der Frosthahn vorhanden und davor liegt die Muldenplatte mit Abflussrinnen zum Bordstein. Am bordsteinparallelen Schwengel verbindet ein Vierkanteisen die Gewichtskugel und den Handgriff mit der Gabel zum Kolbengestänge. Der Brunnenkopf für den Schwengel ist am Zwischenrohr angekröpft. In die Sackgasse der Heidenheimer Straße hinein steht die in den 1960er Jahren erbaute „Carl-Benz-Schule“ (Heidenheimer Straße 53/54) an die sich (nach 300 m) der Berliner Forsten anschließt. Der Brunnen ist im Eigentum des Landes Berlin. |
| Borwa    | 149         | Jacobsenweg (6) / Sommerfelder Straße Lage Borsigwalde                  | Säule (vierteilig)                  | 04–7 m           | Der Brunnen steht mittig vor dem grünen Mittelstreifen der Sommerfelder Straße am Jacobsenweg 6. Der Standort ist am Randstreifen des Gehwegs, der auch als Parkplatz genutzt wird. Um die Gefahr des Anstoßens durch Kraftfahrzeuge zu behindern stehen zwei Pfosten zu Seiten des Brunnenständers. Der Wasserüberlauf aus dem Austrittsrohr gelangt in den Muldenstein zwischen diesen beiden. Der weitere Ablauf folgt über den Boden und den kleinen Bordstein in den Kopfsteinpflasterstreifen der Fahrbahn. Der Gehweg zwischen Spielplatz und Fahrbahnrand ist mit Kleinpflaster belegt. Der Standort des Brunnens ist nach der Liste der Anfrage im Abgeordnetenhaus mit Jacobsenweg 6 (PLZ: 13509) notiert. Der Brunnen ist im Eigentum des Landes Berlin. |
| Reind    | 150         | Humannstraße 33 Lage Mellerbogen                                        | Säule (vierteilig)                  | 04–7 m           | In der Antwortliste aus dem Abgeordnetenhaus ist der „Brunnen Humannstraße 20“ (PLZ: 13403) notiert. Zwischen Wald- und Kienhorststraße an diesem Grundstück 20 oder gegenüber (15, 17) stand 2019 (und auch 2008) kein Brunnen (mehr), wohl aber an der Ecke mit der Waldstraße vor dem Eckhaus 33/35. Auf dem westlichen Gehsteig steht 10 m eine für Reinickendorf typische Brunnensäule aus 4 Abschnitten. Der Brunnenfuß auf dem Sockelrohr befindet sich zwischen Kleinpflasterrand und Gehwegplatten. Für den Ablauf liegt davor eine Muldenplatte mit Abfluss über den Bordstein. Somit ist der Ablauf zur Fahrbahn gerichtet und der Schwengel in Gehwegrichtung quer dazu. Die Humannstraße endet mit einem Wendehammer nach Norden am Bahndamm, der S-Bahnhof Eichborndamm ist über die Waldstraße zu erreichen. Der Brunnen ist im Eigentum des Landes Berlin. |
| Reind    | 151         | Saalmannstraße 1 Lage Reinickes Hof                                     | Säule (vierteilig)                  | 03–4 m           | Der Standort des Brunnens ist nach der Liste der Anfrage im Abgeordnetenhaus mit Saalmannstraße 1 (PLZ: 13403) notiert. Er steht vor dem Flachbau einer Auto-Werkstatt auf dem westlichen Bürgersteig 20 m von der Waldstraße (Sallmannstraße 1/Waldstraße 10). Da hier Fahrzeuge geparkt sind, wird der aktive (Kontrolle durch den Dienst am 19. März 2019) Brunnen durch die beiden Pfosten an seiner Seite gegen Anfahren geschützt. Unter dem zur Fahrbahn gerichteten Wasseraustritt befindet sich eine Muldenplatte im Kleinpflaster, der Ablauf erfolgt über letzteres zum Bordstein. Der Schwengel parallel zum Gehsteig besitzt am Handgriff eine Eisenkugel als Gegengewicht für die Pumpkraft. Der Brunnen ist im Eigentum des Landes Berlin. |
| Wittn    | 152         | Roedernallee ggü. 65 Lage Wittenau Süd                                  | Säule (vierteilig)                  | 10–15 m          | Der Brunnen (OSM-ID-801769336) steht an der westlichen Straßenseite der Roedernallee zwischen Alt-Wittenau und der Jean-Krämer-Schule. Zum Brunnen gehören zwei Pfosten, die Schutz gegen Kraftfahrzeuge bieten sollen. Der Wasserablauf erfolgt über die Muldenplatte auf Brunnenfuß, einige Pflastersteine weiter an den Fahrbahnrand. Die dreieckige Rasenfläche (110-116) zwischen Alt-Wittenau, Roedernallee und Schule ist mit alten Bäumen bestanden. Am Brunnen befindet sich ein Schild des Straßenbauamtes, wonach das Autowaschen verboten ist. Nach Drucksache im Abgeordnetenhaus mit „Brunnen Roedernallee Frä“ (PLZ: 13437) notiert befindet er sich an der Roedernallee gegenüber der Mündung Fräsersteig. Der Brunnen ist im Eigentum des Landes Berlin. |
| Wittn    | 153         | Roedernallee 93 Lage Wittenau Süd                                       | Säule (vierteilig)                  | 20–30 m          | In der Liste aus der Drucksache des Abgeordnetenhauses steht „Brunnen Roedernallee 93“ (PLZ: 13437). Der Brunnen steht vor dem Haus 94 am Gehsteigrand auf einer Formsteinfläche. Zwischen den auf dem Gehwegrand parkenden PKW wird die Säule (wenigstens seit 2008) durch zwei Sperrpfosten gegen das Anfahren geschützt. Auch besitzt der Brunnen das „Autowaschen verboten“-Schild, jedoch das Schild „Kein Trinkwasser“ nicht. Zum Bordstein hin liegt am Fußflansch eine Muldenplatte mit Rinne, danach vier Streifen Kleinpflaster an die Bordsteinkante. Am Kopfbau des in den 1930er Jahren erbauten Hausblocks spitzwinklig zur Oranienburger Straße stand das Postamt 26, im November 2018 schloss noch die Postbank-Filiale. zur Ecke Oranienburger Straße. Die auf der gegenüberliegenden Straßenseite stehenden Einzelhäuser wurden Mitte der 1930er Jahre erbaut. Der Brunnen ist im Eigentum des Landes Berlin. |
| Borwa    | 154         | Räuschstraße 1 Lage Wittenau Süd                                        | FSH-L dreiteilige Säule             | 10–15 m          | Der Brunnen steht in der Räuschstraße 15 m von der Nordwestecke zur Holzhauser Straße auf einem Formsteinfeld am Gehwegrandstreifen. Der Pumpwasserabfluss gelangt in den Muldenstein zum Bordstein in die Straßenentwässerung. Gegen Anfahrunfälle ist an beiden Seiten vor dem Brunnenkörper je ein Absperrpfosten eingelassen. Das Austrittsrohr ist am Ansatzstück einer kurzen Rohrerweiterung angeschraubt. Der Brunnenstatus (April 2018) war „ok“. Der Standort des Brunnens ist nach der Liste der Anfrage im Abgeordnetenhaus mit Räuschstraße 1 (PLZ: 13509) notiert. Der Brunnen ist im Eigentum des Landes Berlin. |
| Reind    | 155         | Winterstraße 19 Lage Hausotterplatz                                     | FSH-L dreiteilige Säule             | 03–4 m           | Der Brunnen (OSM-ID-4908694252) steht an der Nordseite der Winterstraße an der westlichen Ecke mit der Provinzstraße. Der Brunnenständer liegt am Straßenrand auf dem Randstreifen des Gehwegs, teils ist die Aufstellfläche mit dem runden Straßeneinlass auch in die Gehwegplatten eingesetzt. Die erweiterte Hülse mit dem Ansatz für das Austrittsrohr besitzt Löcher aber keine Schrauben, so verbleibt die lange Erweiterung. Die Bürgerstraße setzt den Straßenzug nach Osten fort. Der Standort des Brunnens ist nach der Liste der Anfrage im Abgeordnetenhaus mit ‚Provinzstraße Wi‘ (PLZ: 13409) notiert. Der Brunnen ist im Eigentum des Landes Berlin. |
| Reind    | 156         | Hausotterstraße ggü. 52 Lage Hausotterplatz                             | FSH-L dreiteilige Säule             | 03–4 m           | Der Brunnen (OSM-ID-4124016645) steht an der Südseite der Hausotterstraße 20 m von der Provinzstraße entfernt, gegenüber einer ehemaligen Tankstelle. Das dahinterliegende Grundstück gehört zum Wohnhaus Provinzstraße 90/90a. Der Brunnenständer und die davorliegende Platte mit ovaler Mulde befindet sich innerhalb einer von Rasen durchzogenen Pflasterfläche. Der Wasserüberlauf fällt in die Mulde und von da teilweise zwischen das Kleinpflaster und in den Fahrbahnrand. Der Brunnenständer hat für das Wasseraustrittsrohr einen Ansatz zum Anschrauben an der langen Rohrerweiterung. Der Standort des Brunnens ist nach der Liste der Anfrage im Abgeordnetenhaus mit Hausotterstraße / Provinzstraße (PLZ: 13409) notiert. Der Brunnen ist im Eigentum des Landes Berlin. |
| Tegel    | 157         | Otisstraße neben 67 Lage Waldidyll/Flughafensee                         | FSH-L dreiteilige Säule             | 04–7 m           | Der Brunnen (OSM-ID-3280484281) steht an der Südwestecke der Witte- mit der Otisstraße vor dem Gebäude Wittestraße 49 30 m in die Otisstraße hinein. Der Standort liegt am Straßenrand neben dem Parkplatz auf Grundstück 67, wo sich eine Bushaltestelle einige Meter südlich vom Brunnen befindet. Auf dem Randstreifen des Gehwegs ist am Brunnen eine Platte mit einer ovalen Mulde für den Wasserablauf eingelassen. Das Wasseraustrittsrohr ist an der kurzen Erweiterung des mittleren Ständerteiles am Ansatz angeschraubt. Der Standort des Brunnens ist nach der Liste der Anfrage im Abgeordnetenhaus mit Otisstraße 64 (PLZ: 13403) notiert. Der Brunnen ist im Eigentum des Landes Berlin. |
| Hermd    | 158         | Hermsdorfer Damm 222 Lage Hermsdorf                                     | Säule (vierteilig)                  | 04–7 m           | Der Standort des „Brunnen Berliner Straße Her“ (PLZ: 13467) (nach der Liste der Drucksache Abgeordnetenhaus, Drucksache 17-15418) ist 10 m auf dem Bürgersteig des Hermsdorfer Damms an der Südostecke der Berliner Straße. Der Brunnenfuß ist auf einer teilweise gepflasterten Viereckfläche im Streifen der Straßenbäume aufgeflanscht. Der Schwengel mit Gewichtskugel am Handgriff ist am Kopfteil (484 47) in Richtung des Bordsteins angebracht, der Wasseraustritt an einer langen Hülse am Brunnenkörper angeschraubt endet oberhalb der Muldenplatte im Kleinpflaster. Der Brunnen auf seinem Ständer steht am Fahrbahnrand ohne Schutzpfosten etwas zurückgesetzt. Der noch im August 2008 an diesem Standort stehende für Reinickendorf typische Brunnen aus vier Säulenteilen wurde in den 2010er Jahren durch den FSH-L-Brunnen erneuert. Der Waldsee liegt 250 m östlich, der Sylvesterteich 250 nach Westen. Über die Kreuzung schräg hinweg befindet sich eine Tankstelle. Der Brunnen ist im Eigentum des Landes Berlin. |
| Wittn    | 159         | Eichborndamm 178 Lage Wittenau Süd                                      | Säule (vierteilig)                  | 02–2,5 m         | Der Brunnen steht auf der Wittenauer Seite des Eichborndamms vor dem Eckgrundstück zum Rotbuchenweg in der Siedlung Stadtpark. Die Westseite mit den Industriegebäuden liegt in Borsigwalde. Amtlich nach Liste mit Brunnen Eichborndamm 178 (PLZ: 13403) notiert. Der Brunnenkörper ist auf dem Sockelrohr in der Baumflucht zwischen Formsteinen aufgeflanscht. Unter dem Wasseraustritt zum Bordstein hin befindet sich die Muldenplatte für den Wasserabfluss. Gegen Schäden durch parkende Fahrzeuge ist die Säule vom Bordstein her durch zwei Poller abgesetzt. Während die Brunnennummer mit Hand aufgetragen ist, sind „Autowaschen verboten“-Schild und „Kein Trinkwasser“-Aufkleber beschädigt. Der Brunnen ist im Eigentum des Landes Berlin. |
| Wittn    | 160         | Pannwitzstraße 107 Lage Wittenau Süd                                    | Säule (vierteilig)                  | 02,5–3 m         | An der spitzen Straßenecke mit Bäumen und Grünfläche zum Eichborndamm steht der Brunnen gegenüber vom Siedlungshaus Pannwitzstraße 10a am westlichen Gehsteigrand. Das Eckgrundstück 107 ist als Eichborndamm 198 adressiert, das dortige Wohnhaus steht in dessen Straßenflucht. Der Brunnenkörper mit Schwengel quer zum Wasseraustritt steht auf einem längeren Pflastermosaik am Bordstein, in dem auch die zwei Anprallpfosten stehen und die Muldenplatte eingelassen ist. Am Bodenflansch ist kein Aufsatz zum Frosthahn vorhanden, drei Kleinpflastersteine daneben ist die Abdeckung „W“die den Zugang verschließt. Am Brunnen sind sowohl das Schild „Kein Trinkwasser“ als auch „Autowaschen verboten“ angebracht. Die gegenüberliegende Straßenflucht des Eichborndamms liegt mit der Gartenkolonie Kühler Grund im Ortsteil Borsigwalde. Die Entfernung zum Nordgraben beträgt 170 m. Die Liste des Senats zur Anfrage im Abgeordnetenhaus nennt „Brunnen Pannwitzstraße 107 (PLZ: 13403)“. Der Brunnen ist im Eigentum des Landes Berlin. |
| Reind    | 161         | Pankower Allee 70 Lage Letteplatz                                       | Säule (vierteilig)                  | 03–4 m           | Der „Brunnen Pankower Allee 70“ (PLZ: 13409) (OSM-ID-7172018192) aus der Liste steht vor diesem viergeschossigen Wohnhaus Nummer 70 auf dem Kleinpflasterrand des Baumstreifens innerhalb eines Pflastersteinmosaiks steht der Brunnenkörper aufgeflanscht auf dem Sockelrohr benachbart zum Abflussstein mit ovaler Mulde. Dieser liegt zum Bordstein. Der Schwengel ist längs zum Gehweg zu bewegen. Die Kreuzung der Reginhardstraße liegt 60 m nach Westen. 250 m nach Osten endet die Pankower Allee an der Provinzstraße, deren Ostseite zum Nachbezirk Mitte, Ortsteil Gesundbrunnen gehört. Die Wohnhauszeile an der Brunnenseite entstand Ende der 1950er Jahre auf beräumtem Land der Gartenkolonie „Freie Scholle“, die bereits in den 1920er Jahren für Wohnbebauung parzelliert war. Der Brunnen ist im Eigentum des Landes Berlin. |
| Reind    | 162         | Reginhardstraße neben 75 Lage Letteplatz                                | Säule (vierteilig)                  | 03–4 m           | Der Brunnen (OSM-ID-7172018191) steht an der Nordwestecke Letteallee/Reginhardstraße auf dem mit Gehwegplatten ausgelegten Bereich nahe einer Baumscheibe. Diese Ecke vom Bürgersteig ergibt sich durch die (ausgesetzten) Parktaschen der westlichen Straßenseite der Reginhardstraße. Der Standort des Brunnens liegt zur Stirnseite der Letteallee 66. Durch den Verlauf der beiden Straßen entsteht nach Osten ein dreieckiger Platz, von dem die Reginhardstraße einerseits nach Nord und andererseits nach Südwesten verläuft, während die Letteallee den Norden begrenzt. Schwengel und Austritt am Brunnen liegen quer zueinander und das Wasser fängt ein Muldenstein auf, dessen Abflussrinne längs zur Fahrbahn liegt und eher zur Baumscheibe entwässert. Der Standort des Brunnens ist nach der Liste der Anfrage im Abgeordnetenhaus mit Letteallee (PLZ: 13409) notiert. Der Brunnen ist im Eigentum des Landes Berlin. |
| Heils    | R0163       | Dambockstraße 73 Lage Heiligensee                                       | <abgebaut>                          | 2–2,5 m          | Der Brunnenstandort befindet sich steht vor dem Grundstück 73 der Dambockstraße notiert und befindet sich damit zwischen Spießergasse und Keilerstraße. Der hier vorhandene Brunnens stand wohl an der westlichen Straßen und wurde als der Unterhalt zu teuer wurde stillgelegt. Durch Überbohrung ist die Wiederinbetriebnahme des Brunenstandstandes BrNr. 163 für die 2020er Jahre vorgesehen. Der Brunnen ist im Eigentum des Landes Berlin. |
| Reind    | 164         | Ritterlandweg 61 Lage Letteplatz                                        | Säule (vierteilig)                  | 03–4 m           | Der Brunnen (OSM-ID-4124016533) steht an der Nordseite vom Ritterlandweg vor dem Wohn- und Gewerbegrundstück im Randstreifen am Gehweg. Auffällig das große Schild zum Verbot des Autowaschens. Dem Brunnen wurde das Wasseraustrittsrohr ausgebrochen, Ursache dafür war (wohl) ein Anfahrunfall. Obwohl der Randstreifen als Parkfläche für Autos genutzt ist, stehen an diesem Ort keine Baumbügel. Straßenland von Provinzstraße und Ritterlandweg gehören zum Bezirk Reinickendorf, die Südseite des Ritterlandwegs und die Ostseite der Provinzstraße liegen im Bezirk Mitte, Ortsteil Gesundbrunnen. Der Standort des Brunnens ist nach der Liste der Anfrage im Abgeordnetenhaus mit ‚Provinzstraße Ri‘ (PLZ: 13409) notiert. Der Brunnen ist im Eigentum des Landes Berlin. |
| Wittn    | 165         | Am Rathauspark 13 Lage Wittenau Nord                                    | Säule (vierteilig)                  | 04–7 m           | Der Brunnen steht auf dem südlichen Gehsteig 15 m versetzt gegenüber der Mündung vom Thiloweg. Dem Standort gegenüber befindet sich zwischen Am Rathauspark, Thiloweg der „Städtische Friedhof Wittenau“ (Thiloweg 2). Er steht vor dem Grundstück der KGA „Am Rathaus Wittenau“ (neben dem Siedlungshaus Am Rathauspark 11). Am Brunnenfuß im Pflastermosaik der Baumflucht liegt ein Muldenstein für den Wasserablauf. Die Rinne führt über einen kleinen Grünstreifen und den Bordstein zur Straße. Zudem wird der Schwengel in Gehwegrichtung betätigt. Der Nordgraben befindet sich 100 Meter durch die Gartenanlage entfernt. Der Standort ist nach der Liste der Anfrage im Abgeordnetenhaus „Brunnen Am Rathauspark“ (PLZ: 13437) notiert. Der Brunnen ist im Eigentum des Landes Berlin. |
| Hermd    | 167         | Am Waldidyll 2 Lage Hermsdorf                                           | Borsig Sechskantsäule               | 04–7 m           | Der Standort ist in der Liste für das Abgeordnetenhaus (Drucksache 17-15418) mit „Brunnen Am Waldidyll“ (PLZ: 13467) notiert. Er steht am Nordrand der Schulzendorfer Straße an der Ostecke mit Am Waldidyll an der Grundstücksecke am Gehwegrand. Die Borsigsäule hat oberhalb vom Austritt das Reinickendorfer Wappen auf dem Schild und einen kegeligen oberen Aufsatz. Der Abfluss gelangt in eine Muldenplatte mit Rinne zum Bordstein, die am Fußflansch anschließt. An der gegenüberliegenden Straßenseite befindet sich Forst, der sich noch 150 m als Hügel in die Siedlungsfläche schiebt. Die Revierförsterei Hermsdorf befindet sich unweit und die Grenze zum Reinickendorfer Ortsteil Tegel (Tegler Forst) ist (im genannten Winkel) 400 m nach Westen gelegen. Die 2008 am Ort stehende für den Bezirk typische vierteilige Säule wurden bis 2015 durch den neuen Borsig-Brunnenkörper ersetzt. Der Brunnen ist im Eigentum des Landes Berlin. |
| Heils    | 168         | Hennigsdorfer Straße 130 Lage Heiligensee                               | Säule (vierteilig)                  | 02–2,5 m         | Nach der Liste zur Anfrage im Abgeordnetenhaus ist der „Brunnen Hennigsdorfer Straße 128“ (PLZ: 13503) aufgenommen. Um 1985 wurde das Grundstück 130 als Kita bebaut, nachdem vorher (wohl) der Geländestreifen freigehalten worden war. Der Brunnenstandort befindet sich 80 Meter nördlich vom Krantorweg, von der Straße 335, seit 1988 Güttlandring verblieb ein Durchgang zwischen Kita (Nr. 130) und Grundstück 134, Wohnhäuser an der Westseite der Straßen wurden Ende der 1990er Jahre erbaut. Der Brunnen steht am Rand des Gehsteigs auf dem Pflastermosaik, geschützt gegen unbeabsichtigtes Anfahren von einem Pfosten und dem Schutzgitter vor dem Kita-Eingang (an den Bäumen stehen Baumbügel). Das Auslaufrohr befindet sich quer zum Schwengel zur Fahrbahn hin, der Abfluss gelangt auf eine Platte mit Ovalmulde. Die Havel (Nieder-Neuendorfer See) ist mit dem Ostufer 250 m westlicher gelegen. Die Hennigsdorfer Straße wird 2018/2019 (bis 2012) saniert. Der Brunnen ist im Eigentum des Landes Berlin. |
| Hermd    | 169         | Schildower Straße 26 Lage Hermsdorf                                     | Säule (vierteilig)                  | 04–7 m           | Der Standort eines Hermsdorfer Brunnens ist in der Senatsliste (Abgeordnetenhaus Drucksache 17-15418) „Brunnen Schildower Straße So“ (PLZ: 13467) notiert und steht an der Kreuzung Schildower Straße / Solquellstraße vor dem Eckgrundstück Schildower Straße 26. Die Solquellstraße endet nach 130 Metern östlich am Ufer des Kleinen Torfstichs. Der Brunnenfuß neben der Muldenplatte steht in einem Pflastermosaik auf der Fläche der Straßenbäume (Südecke der Kreuzung). Kugelgewicht mit Handgriff sind am Vierkanteisen mit der Schwengelgabel verbunden. Der Brunnen ist mit den Schildern „Kein Trinkwasser“ und „Autowaschen verboten“ bestückt. Der Brunnen ist im Eigentum des Landes Berlin. |
| Tegel    | 170         | Buddeplatz/Grußdorfstraße Lage Alt-Tegel                                | Säule (vierteilig)                  | 04–7 m           | An der westlichen Straßenseite der Buddestraße 20 Meter von der Grußdorfstraße steht der Notwasserbrunnen am Buddeplatz. Gegenüber befindet sich der S-Bahnhof Tegel. Der Standort des Brunnens ist nach der Liste der Anfrage im Abgeordnetenhaus mit Buddestraße (PLZ: 13507) notiert. Der Bürgersteig besitzt zwischen den quadratischen Gehwegplatten einen Kleinpflasterstreifen bis zum Bordstein. Innerhalb des Kleinpflasters ist der Brunnenfuß am Sockelrohr verschraubt. Unter dem zur Fahrbahn gerichteten Austritt befindet sich für den Abfluss eine Platte mit ovaler Mulde. Der Schwengel liegt in Gehwegrichtung. Der Brunnen ist im Eigentum des Landes Berlin. |
| Tegel    | 171         | Schloßstraße 6 Lage Alt-Tegel                                           | FSH-L dreiteilige Säule             | 04–7 m           | 100 Meter von der Berliner Straße in die Schloßstraße hinein steht der Brunnen am östlichen Bürgersteig. Dieser Straßenlauf verblieb als in den 1960er Jahren die Grundstücke nördlich von Alt-Tegel–Bernstorffstraße (damals: Waidmannsluster Damm) neu geordnet wurden. Die Berliner Straße (als Straße 404) wurde in die Karolinenstraße zur Ruppiner Chaussee begradigt. Zum Brunnen gehört für den Ablauf von Wasser aus dem Austritt eine Platte mit ovaler Mulde im Kleinpflaster und Abfluss über den Bordstein. Das Austrittsrohr ist zur Fahrbahn gerichtet an der Brunnensäule an der langen Hülse angeschweißt, am Brunnenkopf der Schwengel in Gehwegrichtung. Der Brunnenkörper sitzt verschraubt auf dem Brunnenständer der bodengleich mit dem Sockelrohr der Quellbohrung verbunden ist, hier sitzt der Steller des Frosthahns. Gegen Schäden durch das Anfahren mit parkenden Fahrzeugen sind Sperrpfosten an beiden Seiten aufgestellt. Der Brunnen steht vor der Hauszufahrt Schloßstraße 7 neben 8 und gegenüber von Schloßstraße 23. Der Standort ist nach der bei der Senatsverwaltung vorhandenen Liste aus dem Jahr 2015 mit ‚Brunnen Schloßstraße 6‘ (PLZ: 13507) notiert. Der Brunnen ist im Eigentum des Landes Berlin. |
| Wittn    | 172         | Bei den Wörden 26 Lage Wittenau Nord                                    | Säule (vierteilig)                  | 07–10 m          | In der Liste zur Anfrage im Abgeordnetenhaus ist ‚Bei der Woerden 26‘ (PLZ: 13437) notiert. Er steht in der Siedlung Grünland (südöstlich vom Triftpark) vor dem Wohnhaus 26 auf einem verbreiterten Gehsteig, der vom Brunnen 40 m zur Ecke Am Kesselpfuhl reicht. Dieser ist mit Gehwegplatten belegt und der Brunnenfuß befindet sich neben einem Straßenbaum mit Baumscheibe. Für den Wasserablauf liegt eine Muldenplatte zu, Bordstein hin, der Schwengel ist in Gehwegrichtung zu bedienen. Charakteristisch das „Autowaschen verboten“-Schild, jedoch (2019) ohne „Kein Trinkwasser“-Hinweis. Der Brunnen ist im Eigentum des Landes Berlin. |
| Frohn    | 0173        | Neubrücker Straße 85 Lage Frohnau                                       | FSH-L                               | 30–40 m          | Der Brunnen steht etwas östlich der Hainbuchenstraße am südlichen Gehweg. Dem Wasserabfluss dient eine Muldenplatte unter dem Austritt, der Brunnen steht im unvollständigen Pflastermoasik innerhalb des Rasenstreifens am Gehweg. Die noch bis in die Mitte der 2010er Jahre an dieser Stelle vorhandene Rümmlerpumpe (Schliephackebrunnen) wurde Ende des Jahrzehnts durch einen dreiteiligen FSH-L ersetzt. Offensichtlich wurde bei diesem Austausch das Pflastermosaik nicht wieder instand gesetzt. Die Pumpe fördert Wasser. Für den Ablauf liegt eine Auffangplatte mit ovaler Mulde. |
| Hermd    | 174         | Klaushager Weg 25 Lage Hermsdorf                                        | FSH-L dreiteilige Säule             | 04–7 m           | Der mit „Brunnen Klaushager Weg“ (PLZ: 13467) notierte Hermsdorfer steht am Platz, wo der Klosterheider Weg symmetrisch auf den Klaushager Weg mündet. Dieses Dreieck wird durch eine trapezförmige Grünfläche 20 m × 30 m begrünt zwischen Fahrbahn und den (Eck-)Grundstücken Klaushager Weg 25 und Klosterheider Weg 8. Diese Siedlungsumgebung entstand schon zu Beginn des 20. Jahrhunderts. Die Säule steht auf einem Pflastermosaik an der südwestlichen Bordsteinkante neben der Straßenlaterne und einer seitlichen Muldenplatte am Fußflansch. Der Pumpfluss belegt eine gute Nutzung durch Anlieger. Der Austritt ist an der langen Hülse am Brunnenteil angeflanscht. Der Standort des Brunnens ist eine Grundstückstiefe nach West vom Tegeler Forst und entsprechend der Ortsteilgrenze entfernt. Die zuvor hier stehende vierteilige Reinickendorfer Brunnensäule wurde in den 2010er Jahren durch den neuen FSH-Brunnen auf seinem Ständer ersetzt. Die Quellbohrung wurde bei Vergleich mit der Lage zur Straßenlaterne beibehalten. Für die Nutzung ist „Kein Trinkwasser“ markiert. Poller und Autowaschverbot sind wohl in dieser Siedlerumgebung nicht erforderlich. Der Brunnen steht im Eigentum des Landes Berlin. |
| Heils    | 175         | Hennigsdorfer Straße 20 Lage Heiligensee                                | Borsig Sechskantsäule               | 02–2,5 m         | Der Standort ist nach der Liste der Anfrage im Abgeordnetenhaus mit Hennigsdorfer Straße 20a (PLZ: 13503) notiert. Die in den 2010er Jahren aufgestellte Borsigsäule (Unterteil, Auslauf, Mittelteil mit Wappen, Kopfteil mit Schwengelansatz) ersetzte (wohl) einen vorher hier stehenden Rümmlerbrunnen (Schliephackepumpe) aus den 1970er Jahren. Die Säule mit einem flachen Kegel auf dem Kopfteil steht auf der unbefestigten Randfläche des östlichen Gehwegs. Da für das Parken von Fahrzeugen dieser Randbereich genutzt wird, stehen zwei dicke Pfosten als Anfahrschutz des Brunnens, diese allerdings auch schräg. Am Brunnenfuß liegt unter dem Auslaufrohr zum Bordstein hin eine Platte mit ovaler Mulde (Tränkstein), deren Ablaufrinne stößt an eine Kleinpflasterung, die wohl vom vorherigen Brunnen verblieb. Der Brunnenfuß auf dem Sockelrohr ist nicht umpflastert. Das Ostufer des Nieder-Neuendorfer Sees (mit der Landesgrenze Berlin-Brandenburg zu Hennigsdorf) ist 16 m entfernt. Der Brunnen ist im Eigentum des Landes Berlin. |
| Hermd    | 176         | Kneippstraße 12 Lage Hermsdorf                                          | Säule (vierteilig)                  | 04–7 m           | Der als „Brunnen Kneippstraße“ (PLZ: 13467) in Liste der Anfrage im Abgeordnetenhaus notierte steht in der Kneippstraße 30 Meter zur Ecke Klaushager Weg. Der Brunnen steht zum Bordstein min mit einer Muldenplatte am Fuß auf dem Randbereich, der an der Südostseite nicht für die Fahrbahn genutzt ist. Fußflansch und Platte sind in einem Pflastermosaik auf der Rasenfläche eingelassen. Zum Klaushager Weg stehen zwei Straßenbäume, dazwischenmit die Zufahrt in das Grundstück 14/14a. Nach Südwest endet die Kneippstraße als Sackgasse am Forst, vom Brunnen sind es 250 m nach West zur Grenze mit dem Ortsteil Tegel. Der Brunnen ist im Eigentum des Landes Berlin. |
| Hermd    | 177         | Martin-Luther Straße 2 Lage Hermsdorf                                   | Borsig Sechskantsäule               | 04–7 m           | Der Standort eines Brunnens ist Senatsliste 2015 „Ringstraße S“ (PLZ: 13467) notiert. Es wird durch die Mündung von Amselgrund, Ringstraße und Martin-Luther-Straße an der Schulzendorfer Straße ein Platz gebildet. Der Brunnen steht vor dem östlichen Eckgrundstück Martin-Luther Straße 2 (mit Schulzendorfer Straße 100). Die vorher stehende vierteilige Säule (Typ Reinickendorf) wurde Ende der 2010er Jahre durch eine Sechsecksäule mit Wappen und kegeligem Dach ersetzt. Die vorhandene Quellbohrung wurde offensichtlich benutzt der Säulenfuß ist ungepflastert umgeben. Die Muldenplatte schließt an den Fußflansch und den Bordstein direkt an. Das Pflastermosaik im Grasstreifen des Gehwegs ist erhalten. Der reguläre Lauf der Schulzendorfer Straße endet 80 m westlich an einem Hügel als Zipfel des Tegeler Forstes, die Straße Amselgrund bildet dessen südlichen Rand. Der Brunnen ist im Eigentum des Landes Berlin. |
| Hermd    | 178         | Schildower Straße 17 Lage Hermsdorf                                     | Säule (vierteilig)                  | 04–7 m           | Nach Liste steht der „Brunnen Schildower Straße 17“ (PLZ: 13467). Er befindet sich 10 m neben der Mündung der Arnheidstraße vor dem nördlichen Eckgrundstück der Schildower Straße, das in den 1950er Jahren bebaut wurde (damals noch Margaretenstraße 2). Brunnen 178 steht damit in der Reihe von vier Grundwasserbohrungen entlang der Schildower Straße zwischen Berliner Straße und Waldsee, (Stand: 4/2019) sie sind wassergebend. Zum Brunnenkörper gehört bordsteinseitig der Muldenstein mit Rinne für den Abfluss, dies befindet sich auf einem Pflastermosaik am Grasstreifen der Straßenbäume. Oberhalb des Wasseraustrittrohrs ist das Schild „Autowaschen verboten“ (etwas veralgt) angebracht, ein „Kein Trinkwasser“ ist nicht an der Säule. Der Brunnen ist im Eigentum des Landes Berlin. |
| Wittn    | 179         | Gorkistraße neben 172 Lage Wittenau Nord                                | Freyer                              | 07–10 m          | In der Brunnenliste (2015) in Zuständigkeit der Senatsverwaltung ist dieser mit ‚Brunnen Gorkistraße 170‘ (PLZ: 13509) notiert. Er steht auf dem südlichen Bürgersteig vor der KGA Grünlandtal, zu der das Grundstück 170 gehört. Die angrenzende erhöhte Fläche am Brunnen gehörte zum Friedhof Borsigwalde und nach Ende der pietätsbedingten Ruhefristen Ende der 1960er Jahre wurde er als Grabstätten entwidmet. Die Fläche war so ergänzend für Kolonie auf dem Kavelberg frei. Sie grenzt an die Gorkistraße zwischen Gorkistraßenbrücke und der ab Hausnummer 172 folgenden Bebauung mit Siedlungshäusern. Die Kleingartenanlage Steinberg liegt an der nördlichen Straßenseite zwischen Nordufer Nordgraben und Am Steinbergpark als Grundstück 181/183. Der Brunnenkörper ist eine Säule der Firma Freyer und Sohn mit dem aufgekragten Knuppeldeckel-Brunnenkopf an dem der Schwengelansatz den Drehpol und den Anschluss am Kolbengestänge enthält. Der Brunnenfuß ist im Formsteinrand des Bürgersteigs mit dem Sockelrohr verschraubt. Das Austrittsrohr entwässert auf eine Platte mit ovaler Mulde und ist zur Fahrbahn gerichtet, der Handgriff am Schwengel liegt in Gehwegrichtung. Der Schutz gegen das Anfahren durch Fahrzeuge wird durch Pfosten an beiden Seiten gesichert. Der Brunnen ist im Eigentum des Landes Berlin. |
| Heils    | 180         | Reiherallee/ Heiligenseestraße Lage Heiligensee                         | FSH-L dreiteilige Säule             | 02–2,5 m         | Der Standort des „Brunnens Heiligenseestraße Rei“ (PLZ: 13503) nach der Liste liegt 10 Meter von der Heiligenseestraße an der Westseite der Reiherallee. Die Fahrbahn der Reiherallee besitzt einen 15 m breiten Grünstreifen an der Westseite, vor der Rundung zur Heiligenseestraße steht der Brunnen in einem Pflastermosaik auf der Rasenfläche dieser Westecke. Das Reihenhaus Reiherallee 33–33c schließt sich daran an. Der Schwengel wird parallel zum Bordstein betrieben, der Austritt an einer langen Hülse verschraubt liegt quer dazu. Für den Ablauf des Wassers liegt am Brunnenfuß die Muldenplatte, wobei noch ein halber Meter Rasen bis zur Bordsteinkante verbleibt. Der Grimbartgraben kreuzt 85 Meter in die Reiherallee hinein. Der Brunnen ist im Eigentum des Landes Berlin. |
| Heils    | 181         | Alt-Heiligensee 1 Lage Heiligensee                                      | Säule (vierteilig)                  | 01–1,5 m         | Der Brunnen (OSM-ID-2690314650) steht am Nordostende von Alt-Heiligensee, im Nordwesten der Kreuzung Alt-Heiligensee / Schulzendorfer Straße mit Hennigsdorfer/Heiligenseestraße. Der Standort liegt an einer Grundwasserrinne des Zuflusses zwischen Heiligensee und Havel (Neuendorfer See). Der Notwasserbrunnen ist intakt, gibt allerdings laut Hinweisschild kein Trinkwasser. Der Standort des Brunnens ist nach der Liste der Anfrage im Abgeordnetenhaus mit Alt-Heiligensee (PLZ: 13503) notiert. Der Brunnen ist im Eigentum des Landes Berlin. |
| Heils    | 182         | Rotwildpfad 26 Lage Heiligensee                                         | Säule (vierteilig)                  | 02–2,5 m         | Der in der Liste der Anfrage im Abgeordnetenhaus mit ‚Brunnen Heiligenseestraße aDa‘ (PLZ: 13503) notierte Notwasserspender steht 60 m von der Heiligenseestraße auf einem Pflastermosaik innerhalb des Rasenstreifens am östlichen Gehsteig. Der Standort an der Ecke Rotwildpfad befindet sich 20 m nördlich vom Grimbartgraben der in den 40 Meter westlichen Wiesengraben (Heiligensee) hinter dem Kita-Grundstück (Am Dachsbau 3) mündet. Der Brunnen steht zwischen Rotwildpfad und im Erpelgrund, die von Osten auf Am Dachsbau münden. Am Brunnenfuß mit Frosthahn liegt unter dem Wasserrohr die Muldenplatte nahe zum Bordstein. Der Pumpenschwengel lässt sich in Gehwegrichtung betätigen und besitzt am geraden Stab eine Gegengewichtskugel über dem Handgriff. Leitpfosten stehen nicht direkt am Brunnen, sondern an den beiden Straßenecken. Am aktiven Brunnen ist ein Schild „Kein Trinkwasser“ vorhanden. Der Brunnen ist im Eigentum des Landes Berlin. |
| Borwa    | 183         | Breitenbachstraße ggü. 13 Lage Borsigwalde                              | FSH-L dreiteilige Säule             | 03–4 m           | Ein „Brunnen Breitenbachstraße 13“ (PLZ: 13403) ist nach der Liste der Anfrage im Abgeordnetenhaus notiert. Er steht an der Straßensüdseite an der Ecke des P+R-Parkplatzes. Gegenüber befindet sich die Zufahrt zum Gewerbeobjekt Breitenbachstraße 13, hinter dem Brunnen befindet sich Gesträuch und die Bahnlinie, die bereits zum Ortsteil Reinickendorf gehört. Der S-Bahnhof Eichborndamm liegt 120 Meter über Antonienstraße/Eichborndamm entfernt. Der Brunnenfuß auf dem Sockelrohr mit der Muldenplatte davor steht im Pflastermosaik im unbefestigten Bereich aber am eingelassenen Bordstein der Parkfläche und wurde (wohl) vor der Gehweggestaltung angelegt. Der Wasseraustritt endet mit dem Bogen oberhalb der Mulde, der Schwengel in die Büsche zum Bahndamm hin befindet sich von der Fahrbahn weg. Der Brunnen ist im Eigentum des Landes Berlin. |
| Tegel    | 184         | Treskowstraße ggü. 11 Lage Alt-Tegel                                    | Säule (vierteilig)                  | 04–7 m           | Der Brunnen befindet sich 20 Meter von der Brunowstraße auf dem nordwestlichen Bürgersteig der Treskowstraße. Er steht vor der Stirnseite des Hauses Brunowstraße 45/46. Die Brunnensäule besitzt vier Abschnitte der untere Brunnenständer ist am Sockelrohr verschraubt nach oben folgt der Ring mit dem verschweißten Austrittsrohr, oberhalb des Zwischenrohrs um das Kolbengestänge befindet sich noch ein Zylinder mit größerem Durchmesser und einem Deckel als Abschluss. An diesem Säulenkopf ist seitwärts eine Auslage, an der der Schwengel angepasst ist. Unter dem Wasseraustritt liegt die Platte im Kleinpflaster, in deren ovaler Mulde das Wasser aufgefangen wird, bevor es über die Bordsteinkante abfließt. Um einen Eimer oder ein anderes Transportgefäß für gepumptes Wasser zu halten befindet sich am Bogen des Austritts ein Haken fest angesetzt. Der Austritt seinerseits besteht aus dem Ansatz am Ring, einem waagrechten Rohrteil und dem Auslaufbogen, die miteinander geschweißt sind. Der Standort ist nach Landesliste aus der Anfrage im Abgeordnetenhaus mit ‚Brunnen Treskowstraße‘ (PLZ: 13507) notiert. Aus der Straßenbefahrung 2014 ist ein Standort aufgenommen der zwischen den Pfosten an der Ruhebank vor dem Straßenbaum eingezeichnet ist. Dies befindet sich auf der Gehwegrundung um die Straßenecke. Allerdings ist kein identifizierbares Objekt auf StreetView für 2009 noch bei der Begehung vom Februar 2019 vorhanden. Der Brunnen ist im Eigentum des Landes Berlin.                                                                                                   |
| Frohn    | R0185       | Sigismundkorso/Donnersmarckplatz Lage Frohnau                           | <abgebaut>                          | 20–30 m          | In der Antwortliste zur Anfrage der Piratenpartei im Abgeordnetenhaus von 2015 ist ‚Brunnen Sigismundkorso Don‘ (PLZ: 13465) notiert. Nahe vom Donnersmarckplatz ist im Zug des Sigismundkorsos kein vorhandener Notwasserbrunnen weiter zu finden. Bereits 2008 stand er nicht mehr. Jedoch befindet sich vor dem Eingang zum Haus Sigismundkorso 24 ein Bogen aus Pflastersteinen um einen Deckel, der (wohl) einen Brunnenschacht abdeckt. Der Standort des ehemaligen Notwasserbrunnens liegt gegenüber der Mündung der Donnersmarckallee auf den Sigismundkorso, am Nordwesten des Donnersmarckplatzes. An der Ostseite des Platzes verläuft die Alemannenstraße, an der Nordostecke des Platzes steht eine Baumgruppe, am Platz ist eine Bushaltestelle. Für den Brunnen R0185 ist nach dem Investitionsplan 2020 jedoch eine Wiedereinrichtung als Überbohrung eingetragen, der Brunnen wurde offensichtlich stillgelegt, nach dem die Wartung zu teuer für den Bezirkshaushalt geworden war. Der Standort auf öffentlichen Straßenland ist im Eigentum des Landes Berlin. |
| Wittn    | 186         | Wilhelm-Gericke-Straße 3 Lage Wittenau Süd                              | Säule (vierteilig)                  | 15–20 m          | In der Liste zur Anfrage im Abgeordnetenhaus ist „Brunnen Roedernallee Roe“ (PLZ: 13437) aufgenommen. Neben der Feuerwache (Berufsfeuerwache Wittenau und Freiwillige Feuerwehr Wittenau, Roedernallee 55 in 13437 Berlin) befindet sich die Zufahrt Roedernallee 55a zur Siedlung Roedernallee E. V. Ein Notwasserbrunnen steht gegenüber auf dem südlichen Bürgersteig 35 Meter in Wilhelm-Gericke-Straße hinein, die zwischen den Wohnblöcken Roedernallee 122–119 und 123–126 mündet. Der Standort befindet sich vor der Grünfläche zwischen jenen und dem quer zur Straße stehenden Hausreihe und Wilhelm-Gericke-Straße 3–3b. Die beiden Pfosten am Brunnen dienen dem Anprall am Straßenrand parkender Fahrzeuge. Der Brunnenfuß befindet sich zu denen etwas zurückgezogen im Pflasterkarree im Rasenrand des Gehwegs. Unter dem Wasseraustritt liegt im Karree der Muldenstein für überfließendes Pumpwasser. Der Fluss am Brunnen war bei der Begehung intakt, der Abfluss erfolgt über die Bordsteinkante. In der Wilhelm-Gericke-Straße hinter der Brodersenstraße liegt die Ringelnatz-Schule. Der Brunnen ist im Eigentum des Landes Berlin. |
| Reind    | 187         | Schillingstraße ggü. 1 Lage Scharnweberstraße                           | Säule (vierteilig)                  | 04–7 m           | Der Brunnen (OSM-ID-3362345321) steht an der nordwestlichen Ecke der Schilling- zur Scharnweberstraße. Der am Brunnen stehende Straßenpoller gehört zu einer Reihe, die das Befahren des Gehwegs an der angrenzenden Straßenecke verhindern soll, an der anderen Seite des Brunnens steht ein Straßenbaum. Die Pflasterfläche mit Brunnenstandort und dem Tränkstein liegt im Bereich des Baumstreifens am Straßenrand. Der Brunnen war zum Zeitpunkt der Begehung (2018) funktionsfähig und gab klares Wasser nach wenigen Pumphüben. Der Standort des Brunnens ist nach der Liste der Anfrage im Abgeordnetenhaus mit Schillingstraße 49 (PLZ: 13405) notiert. Der Brunnen ist im Eigentum des Landes Berlin. |
| Wittn    | 188         | Alt-Wittenau ggü. 38v Lage Wittenau Nord                                | Krause                              | 07–10 m          | Ein Standort der Liste aus der Drucksache des Abgeordnetenhauses ist als Brunnen Alt-Wittenau 38 (PLZ: 13437) notiert. Er steht gegenüber vom Haus 38v am Straßenrand des Dorfangers 100 Meter seitlich der Dorfkirche. Der Gebäudekomplex 38–38v war das Gehöft des ehemaligen Lehnschulzen Rosentreter (Alt-Wittenau 38) und liegt nördlich am Anger zwischen Eichborndamm und Triftstraße. Es wurde bis in die 1990er Jahre zu einem Objekt mit 46 Mietwohnungen entwickelt. Der Krausebrunnen steht zwischen Kleinpflaster, am Brunnenfuß ist die Jahreszahl „1978“ und „Berlin“ im Guss eingelassen, was auf einen ergänzten und sanierten Brunnenkörper um 1978 hinweist. Der Ablauf erfolgt nahe am Bordstein auf die Pflasterung. Der Brunnen ist im Eigentum des Landes Berlin. |
| Reind    | 189         | Am Schäfersee ggü. 5 Lage                                               | FSH-L                               |                  | Der Brunnen (OSM-ID-8001089846) steht am nördlichen Straßenrand der Straße Am Schäferweg, östlich des Wendehammers. |
| Wittn    | 190         | Nimrodstraße ggü. 2 Lage Waidmannslust                                  | FSH-L dreiteilige Säule             | (20–30 m)        | Laut Antwortliste für das Abgeordnetenhaus existiert im Postleitzahlbereich 13469 ein „Brunnen Cyclopstraße“. Die Postleitzahl verweist auf den Abschnitt der Cyclopstraße nördlich der die alten Bahnführung, der seit 1987 nördlich der Hermsdorfer Straße Jean-Jarrès-Straße heißt. Die Cyclopstraße ist nach der 1872 gegründeten Maschinenfabrik Cyclop benannt. Der Straßenbrunnen befindet sich an der Bahnseite(Ostseite) der Jean-Jarrès-Straße, 50 Meter nördlich vom Fußgängertunnel und der Ortsteilgrenze Wittenau/Waidmannslust am Packereigraben. gegenüber der Nimrodstraße. Für den Wasserabfluss befindet sich seitlich am Brunnenfuß der Muldenstein im Kleinpflasterfeld am Gehwegrand. Die Rinne entwässert in die Grünfläche. Das Austrittsrohr gegenüber vom Schwengel am Säulenrohr mit einer langen Hülse angeflanscht. Wegen der Parkmöglichkeit am Straßenrand befinden sich zwei Straßenpfosten an der Brunnenseite. Der Fußflansch mit einem Zugang zum Frosthahn ist auf dem Sockelrohr aufgeflanscht. Der Brunnen ist im Eigentum des Landes Berlin. |
| Hermd    | 191         | Hermsdorfer Damm 197 Lage Hermsdorf                                     | Säule (vierteilig)                  | 04–7 m           | Der Standort des Brunnens ist nach der Liste der Anfrage im Abgeordnetenhaus mit Hermsdorfer Damm 197 (PLZ: 13467) notiert und er steht vor der Maria-Gnaden-Kirche. Die Kreuzung Olafstraße ist 40 m nach Westen. An dem 8 m breiten Bürgersteig steht die Brunnensäule am Gehwegrand zwischen Radweg und Bordsteinkante auf einem Pflastermosaik. Der Muldenstein liegt am Brunnenfuß, wobei das Austrittsrohr quer zum Schwengel zu Bordstein zeigte. Dieser Brunnen besitzt keine Schutzpoller und das Wasserrohr ist (Stand 04/2019) abgerissen, auf der Abbildung von 2008 war es noch nutzbar. Die Verbotsschilder „Autowaschen verboten“ und „Kein Trinkwasser“ sind vorhanden. Der Brunnen ist im Eigentum des Landes Berlin. |
| Reind    | 192         | Lindauer Allee 11 Lage Teichstraße                                      | FSH-L dreiteilige Säule             | 02,5–3 m         | Der Brunnen (OSM-ID-801767051) steht an der südlichen Fahrbahn im Kleinpflaster am Radweg vor dem Rasenstreifen am Gehweg, die Wohnhäuser sind leicht zurückgesetzt. Der Wasserablauf erfolgt in die Platte mit der ovalen Mulde über den Bordstein. Das Austrittsrohr befindet sich an einem Ansatzstück an der langen Erweiterung des Mittelteils des Brunnenständers. Der Brunnen liegt mittig zwischen Walliser und Ragazer Straße. Der Standort des Brunnens ist nach der Liste der Anfrage im Abgeordnetenhaus mit Lindauer Allee 9 (PLZ: 13407) notiert. Der Brunnen ist im Eigentum des Landes Berlin. |
| Reind    | 193         | Lindauer Allee ggü. 28 Lage Teichstraße                                 | Säule (vierteilig)                  | 02,5–3 m         | Der Brunnen (OSM-ID-801767050) steht an der südlichen Fahrbahn östlich der Aroser Allee vor dem Sportplatz. Vor dem Brunnenständer unter dem Wasseraustrittsrohr liegt die Muldenplatte, von der Rinne über eine Pflastersteinreihe und den Bordstein fließt das Wasser an die Fahrbahn. Der Schwengel ist am Ansatz des Kopfteils angehängt. Der Standort des Brunnens ist nach der Liste der Anfrage im Abgeordnetenhaus mit Lindauer Allee Ar (PLZ: 13407) notiert. Der Brunnen ist im Eigentum des Landes Berlin. |
| Reind    | 194         | Lindauer Allee / Klamannstraße Lage Humboldtstraße                      | Borsig Sechskantsäule               | 02–2,5 m         | In der Liste ist der „Brunnen Lindauer Allee Kla“ (PLZ: 13407) benannt. Zur gegenüber mündenden Klamannstraße ist der Standort um 90 m östlicher auf dem gepflasterten Gehsteigrand. Im Jahre 2008 stand eine vierteilige Säule am Gehsteigrand der Nordseite der Lindauer Allee, der parallel mit dem Alten Kienhorstgraben vor der KGA ‚Pflanzersheim‘ verläuft. Die Linder Allee wurde zu Beginn der 1960er Jahre ausgebaut und benannt, der U-Bahn-Bau erfolgte in den späteren 1980er Jahren. Die nördliche Fahrbahn entstand um 1980 auf der Grünfläche südlich vom Alten Kienhorstgraben, hinter dem die Gartenkolonien lagen. Die alte Brunnensäule wurde Mitte der 2010er Jahre durch eine Borsigsäule mit kegeligem Abschluss und Bezirkswappen ersetzt. Diese steht mit dem Austritt und dem Schwengel parallel zum Bordstein und besitzt am Brunnenfuß einen getrennten runden Straßeneinlass. Der Brunnen ist im Eigentum des Landes Berlin. |
| Reind    | 195         | Alt-Reinickendorf 30 Lage Teichstraße                                   | FSH-L dreiteilige Säule             | 02,5–3 m         | Der Brunnen (OSM-ID-800755224) steht an der Ecke von Alt-Reinickendorf zur Wohnzeile 30–30b (Lindauer Allee 48) an der Südseite der Straße und 50 m östlich der Roedernallee. Der Standort liegt im Randstreifen mit einem Straßeneinlass für den Ablauf. In Höhe des Ansatzstücks des Wasserrohrs (Wasseraustritt des Pumpgestänges) besteht eine kurze Erweiterung des Rohrs. Die Lage des Brunnens befindet sich an dem Zweig von Alt-Reinickendorf der parallel 50 m zur Roedernallee liegt, am Westende des (vormaligen) Reinickendorfer Angers. Der Standort des Brunnens ist nach der Liste der Anfrage im Abgeordnetenhaus mit Roedernallee ARei (PLZ: 13407) notiert. Der Brunnen ist im Eigentum des Landes Berlin. |
| Reind    | 196         | Alt-Reinickendorf (ggü. Kirche) Lage Teichstraße                        | Krause                              | 02,5–3 m         | Der Brunnen (OSM-ID-779054983) steht an der Südfahrbahn von Alt-Reinickendorf gegenüber dem Kirchenbau der Reinickendorfer Dorfkirche. Ein 90 m breiter Grünstreifen (Alt-Reinickendorf 41 und 42) auf der Brunnenseite verbindet zur Mündung Aroser / Lindauer Allee. Der Standort des Brunnens befindet sich zwischen Fahrbahn und Gehweg auf dem Rasenstreifen, auf dem Straßenbäume stehen, unterbrochen durch das Kleinpflaster am Brunnenständer. Auf der Fahrbahnseite endet das Wasseraustrittsrohr oberhalb der ovalen Muldenplatte. Der Ablauf gelangt über einige Kleinpflastersteine und Bordstein auf die Pflasterstraße. Der Standort des Brunnens ist nach der Liste der Anfrage im Abgeordnetenhaus mit Alt-Reinickendorf (PLZ: 13407) notiert. Der Brunnen ist im Eigentum des Landes Berlin. |
| Tegel    | 197         | Berliner Straße ggü. Biedenkopfer Straße Lage Tegel Süd                 | Säule (vierteilig)                  | 04–7 m           | Der Brunnen (OSM-ID-3332244078) steht gegenüber der Biedenkopfstraße an der Ostseite der Berliner Straße am Gehwegrand. Hinter dem Gehweg folgt die U-Bahn-Strecke die hier zwischen dem ober- und unterirdischen Streckenteil wechselt, dahinter befindet sich die Gewerbefläche der Wittestraße 30b–30s. Zwischen der Parkspur und dem Radweg befindet sich ein Baumstreifen, auf dem der Brunnenständer aus vier zusammengefügten Teilen steht. In Richtung Fahrbahn liegt unter dem Austrittsrohr die ovale Mulde und der Ablauf erfolgt von da über den Bordstein zur Fahrbahn. In Sichthöhe von der Fahrbahn sichtbar sind zwei Hinweise „Autowaschen verboten“ und „Kein Trinkwasser“ angebracht. Die U-Bahn wurde Ende der 1950er Jahre angelegt. |
| Reind    | 198         | Auguste-Viktoria-Allee 95 Lage Scharnweberstraße                        | Säule (vierteilig)                  | 03–4 m           | Der Brunnen (OSM-ID-3308240591) steht vor der Mark-Twain-Schule gegenüber dem Gartenmarkt „Pflanzen van Holland“. Für den Wasserablauf liegt ein Straßeneinlass neben dem Brunnenständer auf der Pflasterfläche am Straßenrand. Gegen Anfahren ist der Standort durch zwei Straßenpoller gesichert. Auffällig das große Schild, dass das Autowaschen ausdrücklich verboten ist. Der Standort des Brunnens ist nach der Liste der Anfrage im Abgeordnetenhaus mit Auguste-Viktoria-Allee 95 (PLZ: 13403) notiert. Der Brunnen ist im Eigentum des Landes Berlin. |
| Reind    | 199         | Freiheitsweg ggü. 23 Lage Teichstraße                                   | Säule (vierteilig)                  | 02,5–3 m         | Der Brunnen (OSM-ID-777250218) steht nahe der Fahrbahn an der Nordseite vor der Sportplatz-Baracke und gegenüber von Freiheitsweg 23. Der Standort liegt auf einer Pflasterfläche am grünen Randstreifen des unbefestigten Gehwegs. Die Wohnhäuser an der südlichen Straßenseite wurden um 1957 erbaut. Zu diesem Notwasserbrunnen gehört als Ablauf die Platte mit einer ovalen Mulde, das Wasser fließt über und (wohl auch) in die Rasenfläche. Der Standort des Brunnens ist nach der Liste der Anfrage im Abgeordnetenhaus mit Freiheitsweg (PLZ: 13407) notiert. Der Brunnen ist im Eigentum des Landes Berlin. |
| Reind    | 200         | Amendestraße 79 Lage Hausotterplatz                                     | Säule (vierteilig)                  | 02–2,5 m         | Vor dem durch den weiteren Straßenverlauf abgewinkelten Eckhaus zur Reginhardstraße steht der in Abgeordnetenhausliste „Brunnen Amendestraße 79“ (PLZ: 13409). Der abgewinkelte Straßenlauf beruht auf dem ehemaligen Wasserturm, der bis 1933 gegenüber Reginhardstraße 144/148 (Hoppestraße, Wasserturm Hausotterberg) stand. 20 m in die Amendestraße befindet sich neben dem Straßenbaum das Pflastermosaik innerhalb dessen der Brunnenfuß auf dem Sockelrohr sitzt. Am Brunnenkörper ist das Kein Trinkwasser-Schild an der längs zum Bürgersteig bewegten Schwengel. Die Muldenplatte für den Wasserablauf liegt unter dem zum Bordstein gerichteten Austritt. Der Brunnen ist im Eigentum des Landes Berlin. |
| Reind    | 201         | Quäkerstraße Lage Klixstraße                                            | Säule (vierteilig)                  | 04–7 m           | Der Brunnen (OSM-ID-3280484266) steht 160 m von der Otisstraße an der Westseite der Quäkerstraße neben der Parkfläche in Höhe des Zugangswegs zu 15a und den Wohnhäusern 9–17. Zur Zobeltitzstraße sind es 120 m. Gegen gefährdendes Anfahren des Brunnenständers ist an der Zufahrtsecke ein Pfostenpoller und zur anderen Seite ein Halteverbotsschild aufgestellt. Für den Wasserablauf liegt eine Platte mit ovaler Mulde, die über den Bordstein das Überlaufwasser abführt. |
| Reind    | 202         | Gotthardstraße 35 Lage Schäfersee                                       | Säule (vierteilig)                  | 04–7 m           | Der Brunnen 202 steht vor dem Hauptgebäude der Begegnungskirche der Luther-Kirchengemeinde auf dem südlichen Gehsteig der Gotthardstraße. Die Winterthurstraße liegt 80 Meter nach Osten. Zum Septimerbecken sind es 130 Meter, der Schwarze Graben verläuft hinter den Grundstücken an der Brunneseite. Durch zwei Aufprallpfosten geschützt steht der Brunnen auf einem Pflasterkarree im kleingepflasterten Gehwegrand ohne gesonderten Wasserabfluss. Bei der Begehung im März 2020 war der Wasseraustritt vom Ständer abgerissen, dafür war ein Hubwagen angekettet. Der Standort des Brunnen liegt zwischen Radweg und Bordstein in einem Pflastermosaik. Das Blechschild zum Autowaschverbot befand sich am Brunnen, für das Kein Trinkwasser könnte eine Bandschelle genutzt gewesen sein, ein Schild befand sich nicht. Der Brunnen ist wegen des abgebrochenen Rohres zudem nicht nutzbar. |
| Reind    | 203         | Humboldstraße Lage Humboldtstraße                                       | Säule (vierteilig)                  | 04–7 m           | Der Brunnen steht 20 Meter von der Klamannstraße auf der Parkfläche Humboldtstraße, die sich an der nordwestlichen Straßenseite entlangzieht. Der Wohnblock Humboldstraße 22–24 steht zurückgesetzt quer zur Straße und im Westen parallel zur Klamannstraße. Gegen gefährdendes Anfahren des Brunnenständers sind vier Pfostenpoller aufgestellt. Der Brunnen ist auf einem Pflastermosaik innerhalb der Pfosten auf dem Sockelrohr verschraubt ist. Der Brunnenkörper besteht aus dem Brunnenständer, einem eingesetzten Rohrring an dem der Wasseraustritt angeschweißt ist, dem oberen Rohr mit dem Kolbengestänge darinnen und der angekröpften Abschlusskappe, an der der Schwengel mit Gestänge verbunden ist. Der Wasserablauf auf das Kleinpflaster gelangt über den Bordstein zur Straßenentwässerung. Auf der gegenüberliegenden Straßenseite befindet sich das Gelände des Städtischen Friedhofs Reinickendorf (Humboldtstraße 68). |
| Lübar    | 205         | Zabel-Krüger-Damm ggü. 103 Lage Lübars                                  | Säule (vierteilig)                  | (*-*)            | Der Brunnen steht am nördlichen Rand des Gehsteigs in der Baumflucht. Der Brunnenfuß mit der Muldenplatte davor befindet sich im Pflaster innerhalb des Grünstreifens. Gegenüberliegend der Eingang der Parzelle 103 der KGA Wiesengrund (Adresse der KGA: Zabel-Krüger-Damm 100, Grundstücke: 98–104), die von Am Osrücken durchschnitten wird. Dessen Straßenmündung am Zabel-Krüger-Damm liegt 70 m nach Osten, 350 Meter ist das Klötzebeckene entfernt. Nach Norden liegt ein Acker bis zur Benekendorffstraße am Hang. Der Brunnen ist mit zwei Pfosten gesichert. Typisch für den Bezirk ist das Hinweisschild auf das Verbot des Autowaschens. Gegen anfahrende Kraftfahrzeuge stehen zwei Pfosten neben dem betriebsbereiten Brunnen. Unmittelbar am Fußflansch der Säule befindet sich eine Reihe Kleinpflastersteine. |
| Wittn    | 206         | Tessenowstraße 49 Lage Wittenau Süd                                     | Säule (vierteilig)                  | 04–7 m           | Der Brunnen steht am östlichen Dreieck der mündenden Wilhelm-Gericke-Straße auf dem nördlichen Gehsteig der Tessenowstraße. Der Brunnenfuß liegt in der Baumflucht des Gehwegs zwischen ersten und zweiten Straßenbaum am Gehwegecke. Gegenüber mündet etwas versetzt die Sittestraße. Und über die Wilhelm-Gerickestraße hinweg steht die evangelisch-methodistische Lindenkirche. Der Brunnenständer steht auf einem Pflastermosaik im unbefestigten Randstreifen der Baumreihe. Der Schwengel hängt parallel zum Bordstrein, der Austritt ist zur Fahrbahn gerichtet. Unter diesem liegt im Kleinpflaster die Platte mit ovaler Mulde. Die „Autowaschen verboten“-Blechschild ist an der Straßenseite, darunter der Kein-Trinkwasser-Hinweis, erkennbar aber stark beschädigt. |
| Frohn    | 207         | Langohrzeile 2 Lage Frohnau                                             | Säule (vierteilig)                  | 15–20 m          | Der Brunnen steht am nördlichen Ende der Langohrzeile am westlichen Straßenrand Ecke Fürstendamm vor der (unbebauten) Grünfläche die zwischen Fürstendamm und Im Fischgrund liegt. Dem Brunnen gegenüber mündet die Enkircher Straße am Fürstendamm. Die Standfläche auf dem unbefestigten Gehsteigrandstreifen liegt in einem Pflastermosaik. Gegen gefährdendes Anfahren des Brunnenständers stehen zu beiden Seiten Pfostenpoller und wie häufig im Bezirk liegt unter dem Wasserablauf eine kleine Platte mit Mulde. Typisch für den Bezirk ist das Hinweisschild auf das Verbot des Autowaschens. |
| Wittn    | 208         | Rathauspromenade ggü. 75 Lage Wittenau Süd                              | Säule (vierteilig)                  | 04–7 m           | Der Standort ist nach der Landesliste mit Brunnen Am Nordgraben – STRB (PLZ: 13437) notiert. Zur PLZ 13437 gehören in Wittenau die Grundstücke 6–15 sowie weiter in Reinickendorf Am Nordgraben 30 und 31. (Planungsraum Wittenau Süd oder Teichstraße) Dies entspricht dem Straßenlauf zwischen Eichborndamm und Oranienburger Straße. Der Brunnen steht am nördlichen Gehsteig von Am Nordgraben nahe zum tiefliegenden Nordgraben. Über den Graben hinweg liegt der Peter-Witte-Park, zu dem 15 m östlicher ein Steg führt der Rathauspromenade und Techowstraße verbindet. Die U-Bahn-Station Rathaus Reinickendorf befindet sich 200 Meter nach Westen. Vom Brunnenstandort über die 30 m breite Straße Am Nordgraben steht die Peter-Witte-Schule (Rathauspromenade 75) an der Westecke Rathauspromenade. 1780 wurde auf der Dorfaue nahe der noch vorhandenen Dorfkirche ein Schulhaus errichtet. 1972 entstand das neue Schulgebäude. Der Brunnenfuß zwischen Radweg und Bordsteinkante im Baumstreifen ist vom Pflastermosaik umgeben. Die Ovalmuldenplatte befindet sich dabei zur Fahrbahn hin und nicht unter dem Wasseraustritt, der gegenüber zum Schwengel parallel zum Gehsteig angebracht ist. Am Brunnen befindet sich das Schild zum Verbot des Autowaschens. Der Brunnen ist im Eigentum des Landes Berlin. |
| Frohn    | 209         | Invalidensiedlung 44 Lage Frohnau                                       | Säule (vierteilig)                  | 20–30 m          | Der Brunnen steht am Südrand der Invalidensiedlung am nordwestlichen Gehweg der Ringstraßenabzweigung von der Fortsetzung des Staehlewegs, der weiter in den Wald und über die Landesgrenze nach Brandenburg (Stolper Flur) führt. Entsprechend befand sich hier bis 1990 die Berliner Mauer. Der Brunnen zwischen den Gehwegplatten und dem Bordstein steht im Kleinpflasterrand des Gehwegs. Für den Ablauf existiert eine Auffangplatte mit ovaler Mulde. Die Endhaltestelle des Busses befindet sich gegenüber. |
| Tegel    | (ex)        | Ascheberger Weg 8a Lage Waldidyll/Flughafensee                          | <abgebaut>                          | 04–7 m           | In der Antwortliste zur Anfrage im Abgeordnetenhaus ist ‚Brunnen Ascheberger Weg 8a‘ (PLZ: 13507) notiert. Die schmale Straße besteht überwiegend aus Einfamilienhäusern. Das Grundstück 8a gehört der Alfred-Brehm-Schule. Auf dem zugehörigen Straßenabschnitt zwischen Finnentroper und Attendorner Weg befindet sich jedoch 2018/2019 kein Straßenbrunnen. Dabei wurde sowohl die nördliche Straßenseite zur Schule als auch die südliche zur Kleingartenkolonie besucht. Auch wenn in der Senatsliste 2015 dieser Standort noch benannt ist, findet sich bereits auf den Bildern der Google-Befahrung vom August 2008 kein Brunnen. Das Schulgelände liegt im Inneren des Karrees zum Billerbecker Weg. An anderen Schulstandorten befinden sich die Grünen Plumpen jedoch auf dem ebenfalls öffentlichen Schulgelände, dabei ist allerdings die Zugänglichkeit außerhalb der Schulzeiten eingeschränkt. Der Spielplatz als möglicher Standort ist einem Ergänzungsbau gewichen. Der Standort ist im Eigentum des Landes Berlin. |
| Tegel    | (ex)        | Berliner Straße / Egellsstraße Lage Tegel Süd                           | <abgebaut>                          | 04–7 m           | In der Liste der Anfrage von 2015 im Abgeordnetenhaus ist ein „Brunnen Berliner Straße Eg“ (PLZ: 13507) notiert. Der Standort existiert nicht mehr und es finden sich Ende der 2010er Jahre auch keine Markierungen für den Standort in der Berliner Straße mehr. Dagegen steht an der Ostseite der Berliner Straße 150 nach Süden der Brunnen 197. An der Berliner Straße Ecke der Egellsstraße befindet sich seit 1958 der U-Bahnhof der Tegeler Linie. An der Nordwestecke liegt der eine Eingang und gegenüber neben der Wittestraße der andere. Die Straße wurde um 1960 von 25 m auf 40 m verbreitert, so liegt die ab Höhe Biedenkopfstraße bis Alt-Tegel wieder unterirdisch verlaufende U-Bahn-Strecke unter der östlichen Fahrbahn der Berliner Straße. Der öffentliche Straßenraum ist im Eigentum des Landes Berlin. |
| Lübar    | (*alt*)     | Feldspatzenweg 19 Lage Lübars                                           | einteilige Säule                    | (*-*)            | Der nicht intakte Notwasserbrunnen ist eine Abwandlung mit dem Symbol eines Pinienzapfens am abschließenden Deckel des einteiligen Rohres, in dem das Kolbengestänge zur Förderung oberflächennahen Grundwassers verdeckt ist. Der Brunnen steht am Feldspatzenweg in der „Siedlung Rathenow“. Der Brunnen und ein Elektrokasten steht durch einen Holzzaun vom Grundstück abgeteilt vor dem Einfamilienhaus 19 an der Straßennordseite. An dieser „grünen Plumpe“ wurden offensichtlich seit der Aufstellung keine Veränderungen vorgenommen. Er steht zwischen den Gehweg-Formsteinen ohne notwendigen Abfluss. Die Straßenentwässerung im Gebiet um den Alten Bernauer Heerweg wurde in den 2010er Jahren eingebaut und es fanden Straßenbauarbeiten statt. Diese Schwengelpumpe ist nicht mehr in Nutzung das Wasseraustrittsrohr ist durchgerostet. |
| Wittn    | (*schmuck*) | Alt-Wittenau 38 Lage Wittenau Nord                                      | Krause                              | 07–10 m          | Das Grundstück Alt-Wittenau 38 umfasst den Gebäudekomplex 38–38v und war das Gehöft des ehemaligen Lehnschulzen Rosentreter. Aufgrund der Lage im Dorfensemble am Wittenauer Anger gegenüber der alten Dorfkirche wurden zwischen 1970 und den 1990er Jahren die Gebäude denkmalgeschützt zu 46 Mietwohnungen entwickelt. Dabei wurde ein Krausebrunnen als Schmuckelement an der Erholungsfläche im Hof des Gebäudekomplexes aufgestellt, wie er zu Zeiten des Bauernhofes gestanden haben könnte. Obwohl unter dem Austrittsrohr das Kleinpflaster eine Mulde bildet ist der Brunnen funktionslos. Der Schwengel lässt sich nicht heben und ein Schacht zum Grundwasser fehlt ebenfalls. Am Brunnenfuß markiert die Jahreszahl „1978“ und „Berlin“ im Guss die Zugehörigkeit des Brunnenkörpers zu den in den 1970er Jahren rekonstruierten 1920er Exemplaren aus der Eisengießerei Krause in Neusalz/Oder. |

## Ungeklärte/aufgegebene Standorte
Die Liste aus der Antwort-Drucksache des Abgeordnetenhauses von 2017 enthält auch Standorte von Straßenbrunnen ohne nähere Angabe zur genaueren Lage. Aus der Nutzung der Abbildungen in Street View waren für 2008 keine Hinweise zu finden. Auf Grund der Quellenlage ist anzunehmen, dass in den 1980er Jahren noch vorhandene Brunnen bis 2005 abgebaut worden sind. Nach der Drucksache 18 / 10 377 bestanden im Bezirk Reinickendorf 2016/2017: 156, um 2007 183 und mit Stand 1998 waren es 166 Straßenbrunnen. Die bei der Begehung nicht auffindbaren Standort der Notwasserbrunnen, wurden soweit möglich in der oberen Tabelle mit neueren Amtsangaben aufgenommen, zumeist handelte es sich um stillgelegte Quellbohrungen, die durch Überbohren oder Neubohren wieder hergestellt werden sollen.
- Hermsdorf: Schulzendorfer Straße (PLZ 13467). Die Straße liegt in gesamter Länge in Hermsdorf (Planungsraum Hermsdorf). Der Standort des Brunnens ist nach der Liste der Anfrage im Abgeordnetenhaus[3] mit Schulzendorfer Straße (PLZ: 13467) notiert.
- Hermsdorf: Falkentaler Steig in LOR-Kiez Hermsdorf. Flurabstand: 4–7 m. Ein Brunnen ist nach der Senatsliste für das Abgeordnetenhaus[3] mit Falkentaler Steig (PLZ: 13467) aufgenommen. Der Falkentaler Steig setzt die Heinsestraße am Hermsdorfer Damm nach Nordwest fort und gehört bis Grundstück 96 und 97 vor dem Knick zur angegebenen Postleitzahl. Die Straße liegt parallel zur S-Bahnstrecke. Die Grundstücke waren außer 47/49 und 51 (damals an der mündenden Kneippstraße[181]) bis 1960 schon bebaut. Auf dem Grundstück wurden nach 1970 Seniorenwohnhäuser (47/49 und 51) am Falkentaler Steig erbaut.[182] Die (vormalige) Straßenecke liegt 250 Meter vom Brunnenstandort 50 (Freyersäule Kneipp-/ Drewitzer Straße) entfernt. Der Golzteich liegt 120 Meter nach Westen.
Der Brunnen ist im Eigentum des Landes Berlin.

## Kiezgröße und Anzahl der aufgestellten Brunnen
In den gesetzlichen Vorgaben aus den 1960er Jahren werden für jeweils 1500 bis 2500 Anwohner „Entnahmestellen zur Notwasserversorgung im Katastrophenfall“ gefordert. Im Bezirk stehen (Stand 2019) 208 Brunnen für 265.225 Einwohner, im Mittelwert kann eine Notwasserstelle 1300 Einwohner versorgen. Die folgende Tabelle gibt einen Überblick der Verteilung der (vorgefundenen) „Plumpen“ auf Planungsräume (Kiez) nach dem System der lebensweltlich orientierten Räume (LOR). Die Nutzungskategorien der Flächen des Planungsraums sind ergänzend hinzugefügt.
| Bezirksregion (Ortsteil) | „Kiez“/ LOR- Planungsraum  | LOR-Nummer Sozialdaten | Flächen nutzung | Einwohner | N     | Ew./N |
| ------------------------ | -------------------------- | ---------------------- | --------------- | --------- | ----- | ----- |
| Nord 1                   | Hermsdorf                  | 12 23 11 01            | Wohnnutzung     | 16532     | 20    | 0850  |
| Nord 1                   | Frohnau                    | 12 23 11 02            | Wohnnutzung     | 16886     | 09    | 1900  |
| Nord 2                   | Wittenau Süd               | 12 30 12 03            | Wohnnutzung     | 15270     | 14    | 1100  |
| Nord 2                   | Wittenau Nord              | 12 30 12 04            | Wohnnutzung     | 06561     | 08    | 0800  |
| Nord 2                   | Waidmannslust              | 12 30 12 05            | Wohnnutzung     | 04924     | 05    | 1000  |
| Nord 2                   | Lübars                     | 12 30 12 06            | Wohnnutzung     | 05120     | 02    | 2550  |
| MV 1                     | Schorfheidestraße          | 12 30 21 07            | Wohnnutzung     | 03054     | 01    | 3050  |
| MV 1                     | Märkisches Zentrum         | 12 30 21 08            | Wohnnutzung     | 14505     | 05    | 2900  |
| MV 1                     | Treuenbrietzener Straße    | 12 30 21 09            | Wohnnutzung     | 11666     | 06    | 1950  |
| MV 1                     | Dannenwalder Weg           | 12 30 21 10            | Wohnnutzung     | 10481     | 04    | 2600  |
| MV 2                     | Lübarser Straße            | 12 30 22 11            | Wohnnutzung     | 03301     | 03    | 1000  |
| MV 2                     | Rollbergesiedlung          | 12 30 22 12            | Wohnnutzung     | 05929     | 06    | 1000  |
| West 3                   | Borsigwalde                | 12 30 43 13            | 25 % wohnen     | 06619     | 05    | 1300  |
| West 3                   | Ziekowstraße/Freie Scholle | 12 30 43 14            | Wohnnutzung     | 09660     | 05    | 1950  |
| Ost 1                    | Breitkopfbecken            | 12 10 31 15            | Wohnnutzung     | 07568     | 01    | 7550  |
| Ost 1                    | Hausotterplatz             | 12 10 31 16            | Wohnnutzung     | 09479     | 05    | 1900  |
| Ost 1                    | Letteplatz                 | 12 10 31 17            | Wohnnutzung     | 10672     | 08    | 1350  |
| Ost 2                    | Teichstraße                | 12 10 32 18            | 21 % wohnen     | 13515     | 09    | 1500  |
| Ost 2                    | Schäfersee                 | 12 10 32 19            | Wohnnutzung     | 08803     | 03    | 2950  |
| Ost 2                    | Humboldtstraße             | 12 10 32 20            | Wohnnutzung     | 04601     | 03    | 1550  |
| West 4                   | Reinickes Hof              | 12 21 44 21            | 28 % wohnen     | 02598     | 01    | 2600  |
| West 4                   | Klixstraße                 | 12 21 44 22            | Wohnnutzung     | 07955     | 04    | 2000  |
| West 4                   | Mellerbogen                | 12 21 44 23            | Wohnnutzung     | 05517     | 04    | 1400  |
| West 4                   | Scharnweberstraße          | 12 21 44 24            | Wohnnutzung     | 10663     | 03    | 3550  |
| West 1                   | Waldidyll/Flughafensee     | 12 21 41 25            | 10 % wohnen     | 07315     | 01    | 7300  |
| West 1                   | Tegel Süd                  | 12 21 41 26            | Wohnnutzung     | 07651     | 04    | 1900  |
| West 5                   | Alt-Tegel                  | 12 21 45 27            | 20 % wohnen     | 10698     | 08    | 1350  |
| West 5                   | Tegeler Forst              | 12 21 45 28            | Wald            | 0252      | *-0-* | *-0-* |
| West 2                   | Konradshöhe/Tegelort       | 12 22 42 29            | Wohnnutzung     | 06081     | 03    | 2050  |
| West 2                   | Heiligensee                | 12 22 42 30            | Wohnnutzung     | 18043     | 14    | 1300  |